# Trento
Trento (AFI: /ˈtrɛnto/ o /ˈtrento/, ; Trènt in dialetto trentino; Trënt in ladino; Trient in tedesco) è un comune italiano di 119 122 abitanti, capoluogo della provincia autonoma di Trento e della regione Trentino-Alto Adige.

## Geografia fisica

### Territorio

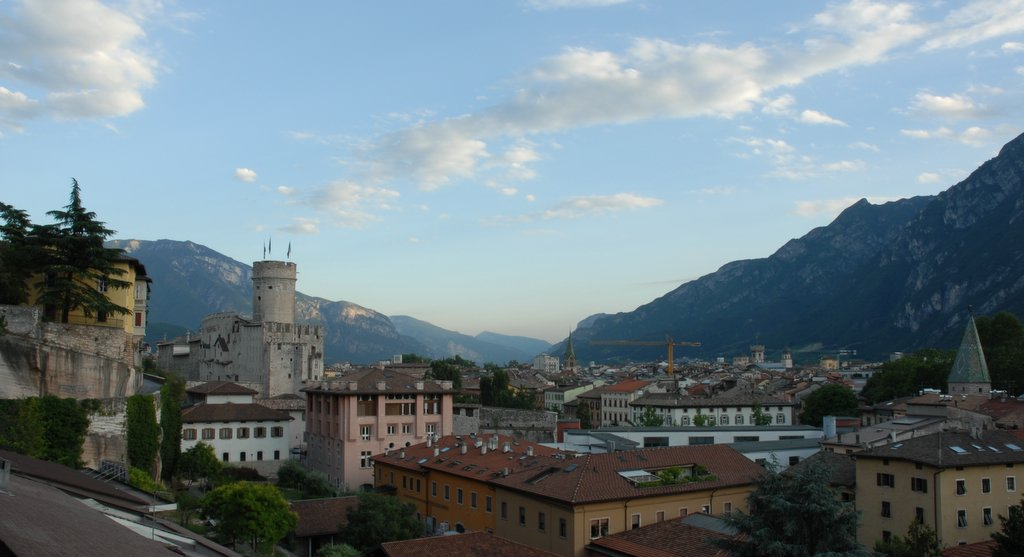
Panorama della città con vista sul castello

La città di Trento (46°04′N 11°07′E) è situata nella valle del fiume Adige, a circa 150 km dalla sorgente del fiume e a 250 km dalla sua foce, 55 km a sud di Bolzano e 95 km a nord di Verona. La città di Trento è collocata al centro di un'area urbana compresa latitudinalmente tra Mezzolombardo e Rovereto e che si estende ad est verso la Valsugana, fino al comune di Pergine.
Trento presenta estreme diversità territoriali e di popolazione. La popolazione comunale non è concentrata solo in città, ma anche in numerosi centri sparsi o sobborghi, piuttosto diversi l'uno dall'altro e che conservano ancora una propria identità sia urbana, sia paesana, rurale o montana. La città antica conta 80 000 abitanti (ottobre 2004). L'agglomerato urbano con i comuni limitrofi arriva a 150 000 abitanti. Tra i sobborghi, quello più popoloso è Gardolo (a nord della città, 12 449 abitanti la circoscrizione).
Quello meno popolato è Sardagna (1 106 abitanti). La maggioranza di essi è distribuita sul fondovalle dell'Adige o sulle colline a est della città, mentre il paesino di Sardagna è situato ad ovest su un piano roccioso a 560 metri di altitudine ed è collegato al fondovalle anche da una piccola funivia; i paesi del Bondone sono invece situati tra i 490 m s.l.m. di Vigolo Baselga e i 1 650 metri di Vason e fanno tutti parte della stessa circoscrizione comunale.
La vastità della zona comunale fa derivare quindi una densità di popolazione non caratteristica di città compatte e a forte concentrazione di popolazione (736 ab./km² contro, per esempio, i 2 037 ab./km² di Bolzano).
Trento mantiene un legame molto stretto con la montagna; a nord-ovest si trova la Paganella, a nord-est il monte Calisio, a est la Marzola, a sud-est la Vigolana e a ovest il Monte Bondone, chiamato anche l'"Alpe di Trento". Quest'ultimo, che in gran parte ricade nel territorio comunale, è raggiungibile in poco tempo dal centro cittadino tramite la strada provinciale.
Presso la conca delle Viote del Bondone è possibile visitare il giardino botanico alpino e iniziare l'escursione verso la Riserva Naturale Integrale delle Tre Cime del Bondone (Cornet, Dos d'Abramo e Cima Verde).
I 15 803 ettari di cui è composto il comune di Trento sono così suddivisi (in ordine di grandezza):
- 50,62% di area ricoperta da boschi (7 999,21 ettari)
- 20,09% di area agricola (3 174,12 ettari)
- 7,70% di area residenziale (1 216,64 ettari)
- 3,33% di area adibita a pascolo (525,84 ettari)
- 3,23% di area improduttiva; perlopiù zona rocciosa e montagnosa (510,99 ettari)
- 3,00% di area ricoperta da strade (474,33 ettari)
- 2,63% per altri servizi (416,24 ettari)
- 2,48% di area adibita a verde pubblico in aree residenziali (392,62 ettari)
- 2,48% di area produttiva e industriale (391,56 ettari)
- 2,02% di area ricoperta da fiumi, laghi e biotopi (320 ettari)
- 0,89% di area ricoperta da ferrovia (140,43 ettari)
- 0,70% di area estrattiva (111,40 ettari)
- 0,61% di area sciabile (96,37 ettari)
- 0,12% di area adibita a parcheggi (19,42 ettari)
- 0,09% altro (13,82 ettari).

La città di Trento è attraversata da diversi corsi d'acqua: il fiume Adige, che la percorre da nord a sud, e il torrente Fersina, che l'attraversa da est a sud-ovest per poi confluire nell'Adige, sono i maggiori. Parallelo all'Adige, scorre il canale chiamato "Adigetto". A sud della città scorre un altro piccolo corso d'acqua permanente, proveniente dalla collina di Povo, il rio Salè, che confluisce nel Fersina poco prima che questo a sua volta confluisca nell'Adige; nonostante abbia argini adeguati e un ampio letto rispetto alla portata normale, alcune volte ha invaso, alluvionandola, la zona circostante, detta "Bolghera" o anche "Gocciadoro".
Sulla sponda orografica destra, si congiunge il rio che scende dalla ben visibile cascata di Sardagna.

### Clima
A Trento sono ubicate sei stazioni meteorologiche. Secondo la Stazione meteorologica di Trento, che si trova in zona collinare a circa 240 m s.l.m., i dati medi del trentennio 1961-1990 registrano una temperatura media del mese più freddo, gennaio, a +1,6 °C, mentre quella del mese più caldo, luglio, è di +22,4 °C.
Il record di temperatura più bassa, mai registrata in città, risale all'inverno 1985 e fu di -16 C°.
In fondovalle, dove è ubicata la città, a causa dell'inversione termica i valori minimi sono però sensibilmente più bassi rispetto a quanto rilevato dalla stazione collinare (e riportato nella successiva tabella). Le medie minime di gennaio per la città di Trento si attestano a -3,6 °C con una media mensile di 0,5 °C. La media mensile di luglio, mese più caldo, è invece di +21,9 °C.
In generale, il clima è continentale umido, (Köppen Cfa, Dfa) con quattro stagioni alquanto distinte. Le estati sono relativamente calde, talvolta afose, con massime sopra i 30° e con occasionali picchi di 35-37°, solitamente il periodo più caldo dell'anno si colloca tra la seconda metà di giugno e i primi giorni di agosto. Temperature prossime ai 40° si registrano eccezionalmente. Ciò nonostante, temporali relativamente frequenti mitigano spesso il clima con improvvisa frescura con calo termico anche di 10° in un'ora, mentre brezze talvolta soffiano lungo il fiume Adige oppure sulle colline circostanti la città. Le notti estive possono essere anch'esse calde, con minime anche intorno attorno ai 20-21°, ma picchi fino ai 23/24° durante le ondate di calore.
Dalla seconda metà di agosto ha inizio un generale raffreddamento, tuttavia il clima è di sovente molto gradevole in settembre, inizio della stagione autunnale, tendenzialmente piovosa con locali nebbie nei periodi di alta pressione. Il foliage (cambio di colore delle foglie sulle piante) inizia in quota nella prima metà di ottobre; in collina raggiunge il picco a fine mese, mentre in valle entro la prima decade di novembre. Di solito la prima gelata della stagione si verifica tra inizio e metà di tale mese, con possibili fiocchi già i primi di dicembre. Nevicate abbondanti in città si sono registrate comunque anche nell'ultima settimana di novembre come nelle stagioni 2005-2008-2010.
L'inverno è moderatamente rigido con frequenti gelate, gli accumuli di neve sono molto variabili di anno in anno (nel 2019-2020 solo 3-5 centimetri, mentre tra il 28 dicembre 2020 e il 2 gennaio 2021 sono caduti 72 cm di neve in città). A dicembre il sole lambisce il centro storico solo per poche ore, dalle 9 alle 14 circa, a causa dell'ombra dei monti. Ciò accresce la sensazione di freddo e favorisce la formazione e ristagno di brina nei periodi soleggiati (infatti si tratta anche di un periodo relativamente più povero di precipitazioni).
A marzo inizia la fioritura di numerosi alberi da frutto e cespugli, sebbene geli ancora di frequente fino alla metà del mese, talvolta persino in aprile. In primavera il tempo è variabile a seconda dei fronti e delle perturbazioni, la transizione stagionale può essere decisamente repentina.
Com'è noto, in quota il tempo è più imprevedibile e incerto, più fresco nelle notti d'estate e molto nevoso d'inverno. Già a Villazzano, 150 metri più in alto del centro cittadino, la differenza termica può essere considerevole in estate con estati più miti, considerando che il centro città è affetto dal fenomeno dell'isola di calore urbana.
Le precipitazioni medie annue superano i 900 mm, distribuite mediamente in 88 giorni, con un picco nella tarda primavera e in estate, così come in autunno, mentre si registra un minimo relativo invernale. La media nivometrica è di circa 55 cm; Trento fu la città capoluogo di provincia più colpita dalla Nevicata del Secolo del 1985 con 145 cm di neve, un altro inverno nevosissimo fu il 1978 con ben 211 cm stagionali, valore notevole considerando che la città si trova soltanto a circa 200 m s.l.m.
| Trento Roncafort (194 m.s.l.m.) (1976-2009) | Mesi | Mesi | Mesi | Mesi | Mesi | Mesi | Mesi | Mesi | Mesi | Mesi | Mesi | Mesi | Stagioni | Stagioni | Stagioni | Stagioni | Anno  |
| Trento Roncafort (194 m.s.l.m.) (1976-2009) | Gen  | Feb  | Mar  | Apr  | Mag  | Giu  | Lug  | Ago  | Set  | Ott  | Nov  | Dic  | Inv      | Pri      | Est      | Aut      | Anno  |
| ------------------------------------------- | ---- | ---- | ---- | ---- | ---- | ---- | ---- | ---- | ---- | ---- | ---- | ---- | -------- | -------- | -------- | -------- | ----- |
| T. max. media (°C)                          | 5,8  | 9,2  | 14,7 | 18,2 | 23,0 | 26,4 | 29,0 | 28,7 | 24,2 | 18,0 | 10,8 | 6,1  | 7,0      | 18,6     | 28,0     | 17,7     | 17,8  |
| T. media (°C)                               | 0,5  | 3,1  | 8,1  | 11,5 | 16,1 | 19,5 | 21,9 | 21,5 | 17,4 | 11,9 | 5,1  | 0,9  | 1,5      | 11,9     | 21,0     | 11,5     | 11,5  |
| T. min. media (°C)                          | −3,6 | −1,7 | 2,8  | 6,2  | 10,5 | 14,0 | 16,0 | 15,6 | 11,8 | 7,1  | 0,6  | −3,0 | −2,8     | 6,5      | 15,2     | 6,5      | 6,4   |
| Precipitazioni (mm)                         | 47   | 41   | 59   | 80   | 99   | 101  | 105  | 89   | 92   | 124  | 101  | 64   | 152      | 238      | 295      | 317      | 1 002 |

| Trento Laste (312 m s.l.m.) (1961-1990) | Mesi | Mesi | Mesi | Mesi | Mesi | Mesi | Mesi | Mesi | Mesi | Mesi | Mesi | Mesi | Stagioni | Stagioni | Stagioni | Stagioni | Anno |
| Trento Laste (312 m s.l.m.) (1961-1990) | Gen  | Feb  | Mar  | Apr  | Mag  | Giu  | Lug  | Ago  | Set  | Ott  | Nov  | Dic  | Inv      | Pri      | Est      | Aut      | Anno |
| --------------------------------------- | ---- | ---- | ---- | ---- | ---- | ---- | ---- | ---- | ---- | ---- | ---- | ---- | -------- | -------- | -------- | -------- | ---- |
| T. max. media (°C)                      | 5,1  | 7,9  | 12,8 | 17,3 | 21,2 | 25,5 | 28,2 | 27,0 | 23,0 | 16,5 | 9,9  | 5,8  | 6,3      | 17,1     | 26,9     | 16,5     | 16,7 |
| T. min. media (°C)                      | −1,8 | 0,0  | 3,6  | 7,1  | 10,7 | 14,4 | 16,6 | 16,1 | 13,1 | 7,8  | 3,0  | −0,9 | −0,9     | 7,1      | 15,7     | 8,0      | 7,5  |
| Precipitazioni (mm)                     | 58   | 45   | 74   | 68   | 106  | 96   | 76   | 94   | 79   | 83   | 107  | 59   | 162      | 248      | 266      | 269      | 945  |
| Giorni di pioggia                       | 5    | 5    | 8    | 7    | 11   | 10   | 8    | 9    | 6    | 6    | 8    | 5    | 15       | 26       | 27       | 20       | 88   |

- Classificazione climatica: zona E, 2567 GG. Considerato che il comune ha una porzione edificata di territorio molto più elevata rispetto alla quota della casa comunale (194 m) è stata attribuita la zona F (3001 GG) alla parte avente quota superiore a 431 metri[16].
- Climate Alliance - Dal 1995 Trento aderisce alla rete Alleanza per il clima.[17]

## Origini del nome
Secondo la tradizione il toponimo Trento deriverebbe dal latino Tridentum (nome assegnato dai Romani) per via dei tre colli (Doss Trent, Dosso Sant'Agata e Dosso di San Rocco) che circondano la città, tuttavia si tratta verosimilmente di una leggenda.
Gli storici moderni ritengono invece che più verosimilmente un’origine retica,
legata al termine trent, con il significato di guado o attraversamento, testimoniato anche dall’ubicazione del primo abitato cittadino, sviluppatasi lungo un’ansa del fiume Adige, dove esso quindi scorreva più lentamente e rendendone l’attraversamento meno complesso.

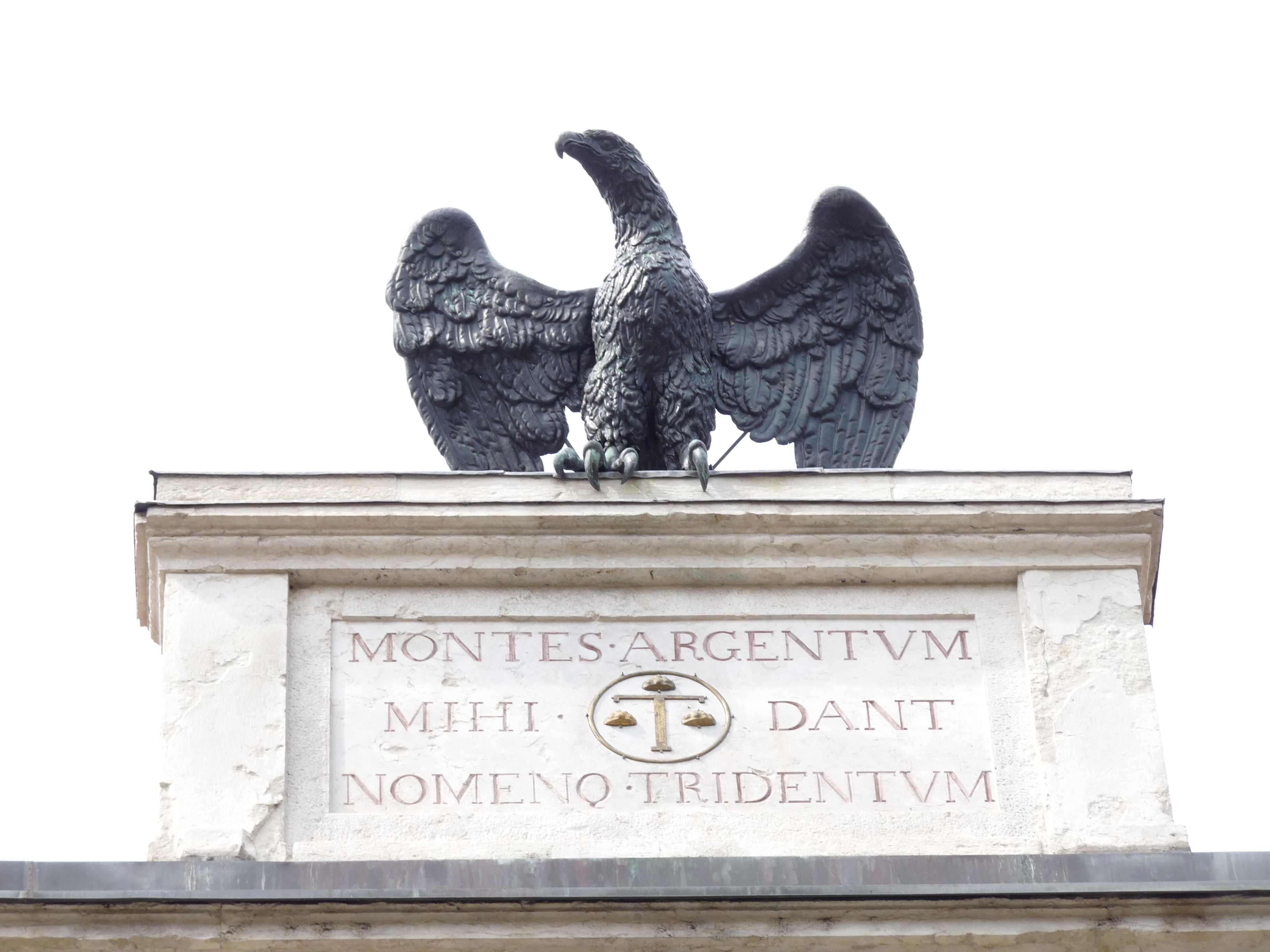
Aquila bronzea con l'iscrizione

Nonostante non sia suffragata da fonti storiche, la paraetimologia tradizionale riscosse ampie fortune, al punto che sul vecchio municipio si legge ancora l'iscrizione latina Montes argentum mihi dant nomenque Tridentum («I monti mi danno l'argento e il nome di Trento»), coniata da Fra Bartolomeo da Trento († 1251;  il termine argento è un riferimento all’attività mineraria sviluppatasi nel Medioevo sul monte Calisio, che sovrasta la città a nord-est).

## Storia

### Dalle origini all'età romana
Secondo alcune teorie, Trento (Tridentum) si sarebbe sviluppata su un precedente insediamento retico di fondovalle. È inoltre probabile la presenza di un antico castelliere retico sul Doss Trento, forse utilizzato anche dai Romani dopo la conquista, uno dei primi nuclei urbani della città. È ragionevole ritenere che la Valle dell'Adige, in quanto via di comunicazione nord-sud di primaria importanza, abbia favorito frequenti scambi culturali con le altre popolazioni pre-Romane, come i Veneti, gli Etruschi e i Galli.
La conquista Romana del Trentino avvenne nel corso del I secolo a.C. Trento, sorta già prima della conquista come accampamento militare romano (Castrum), divenne municipium tra il 50 e il 40 a.C.
In periodo augusteo, con l'Impero impegnato in una serie di operazioni militari nell'arco alpino, il ruolo strategico della città crebbe. Trento si sviluppò a partire da una pianta quadrangolare, delimitata da un lato dal fiume Adige, dagli altri tre lati da mura e fossati, con torri quadrangolari e porte per l'accesso; la principale, porta veronensis, era gemina, con due torri circolari ai lati. Le vie cittadine si svilupparono in maniera ordinata, parallelamente all'impianto del cardo e del decumano secondo i principi dell'urbanistica Romana.
Tridentum era dotata di tutte le infrastrutture tipiche di un importante centro romano: erano presenti un foro, un anfiteatro, delle terme, un porto fluviale, un acquedotto proveniente dalle colline orientali per l'approvvigionamento idrico e una zona adibita alle sepolture all'esterno delle mura, oltre ad abitazioni (ville) e infrastrutture all'esterno della cinta muraria. Tridentum era inoltre un importante snodo viario, per la presenza nel suo territorio della Via Claudia Augusta (principale via militare verso il nord), nelle sue diramazioni della Claudia Augusta Padana e della via Claudia Augusta Altinate, che collegava la città con il Veneto passando per la Valsugana.
Nonostante la difficile situazione politica venutasi a creare con la decadenza dell'Impero, Trento rimase anche nel IV e nel V secolo il centro economico, commerciale e militare della regione.

### Alto Medioevo

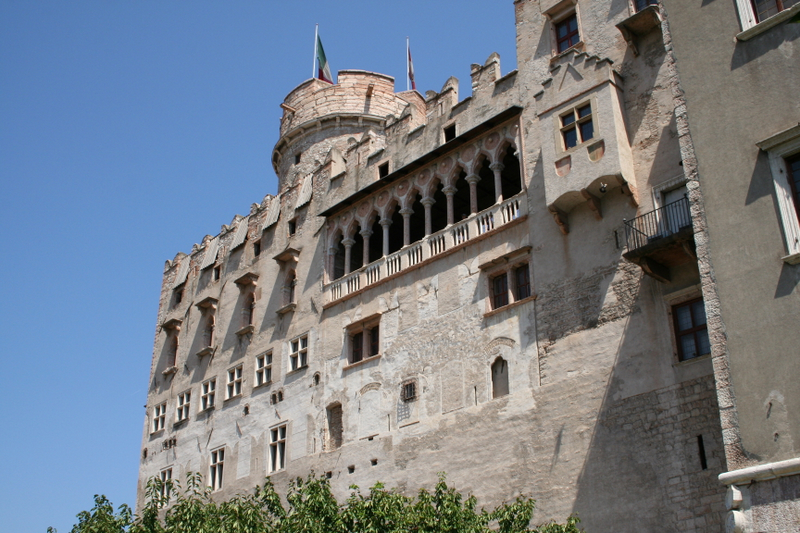
Castello del Buonconsiglio

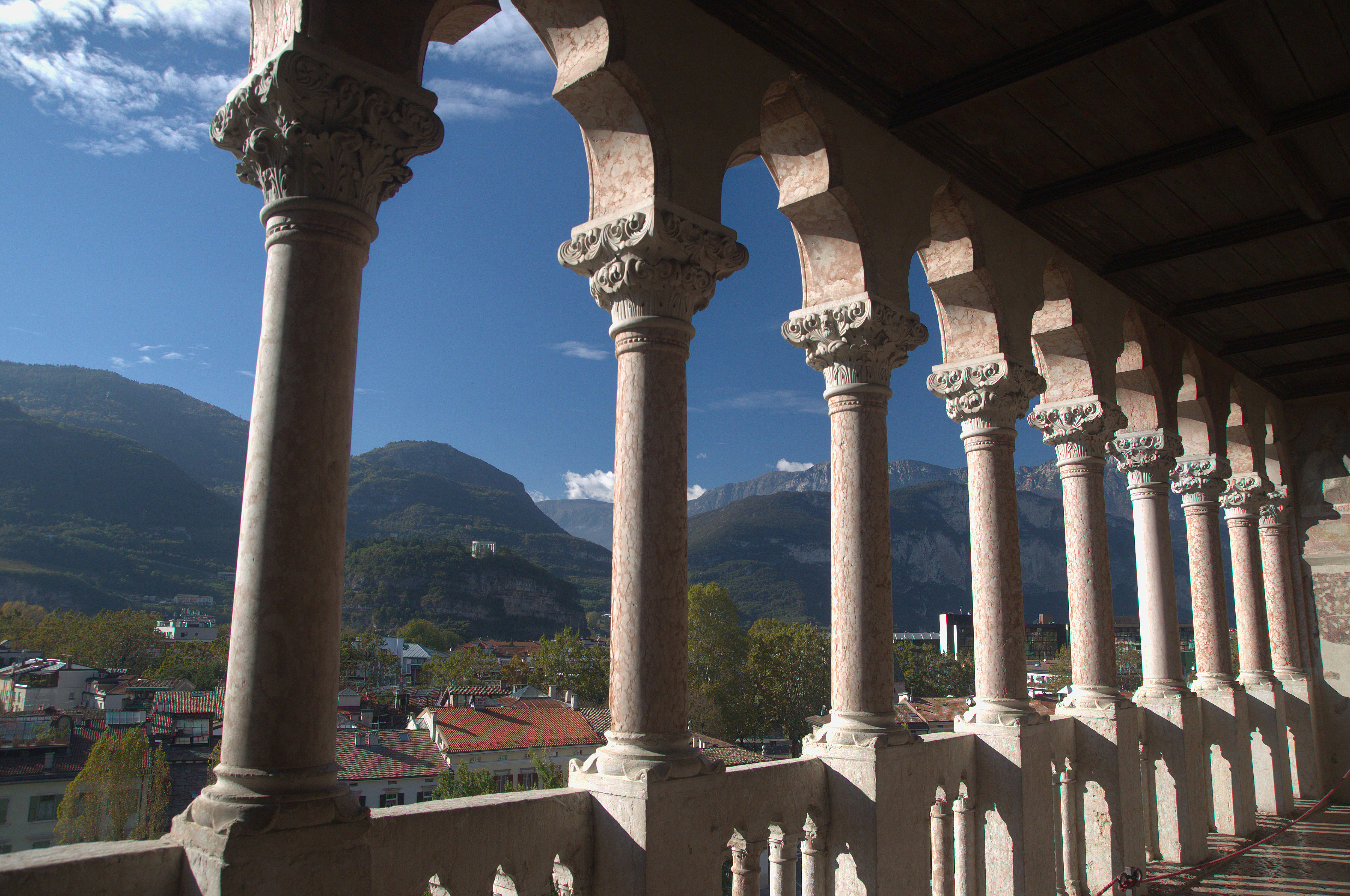
Loggia del Castello

Attorno alla metà del IV secolo venne istituita la cattedra vescovile, affidata al primo vescovo di cui si conosce solo il nome, Giovino (Iovinus). L'istituzione della diocesi tridentina rappresentò un passaggio importante, perché la figura del vescovo cercò sempre di garantire alla città sicurezza e unità, nonostante le continue incursioni straniere. Il terzo vescovo di Trento, successore di Giovino e Abbondanzio, fu un patrizio romano, Vigilio. Egli cercò di accelerare l'evangelizzazione del Trentino, di stabilire solidi legami con l'esterno in particolare con Ambrogio e la Chiesa milanese, di cui Trento era inizialmente suffraganea. Vigilio fu la prima grande guida della Chiesa tridentina (che nei secoli successivi assumerà su di sé anche i poteri laici) e morì in Val Rendena, divenendo patrono della città e oggetto di venerazione in tutto il territorio della regione.
Nel VI secolo Trento venne occupata dai Goti, guidati da Teodorico. In una lettera, il re goto, secondo quanto riportato da Cassiodoro, invitò la città veneta di Feltre a collaborare con il municipio tridentino per la costruzione di un nuovo centro urbano, probabilmente da edificare nella Bassa Valsugana, che in realtà non venne costruito. Di questo episodio, risalente al 523-526, rimarebbe traccia nella tradizione popolare cittadina, attraverso la disfida dei Ciusi e dei Gobj che si svolge ogni anno durante le feste vigiliane, nella quale i Ciusi (a rappresentare le genti feltrine) cercano di conquistare la polenta difesa dai Gobj (i trentini) e dalle strozzere, contadine armate. I nomi di Ciusi e Gobi hanno origini lontane e più precisamente da Chiusi (in Toscana) e Gabi (nel Lazio). La mascherata risale all'epoca di Teodorico re degli Ostrogoti quando un contenzioso tra i Feltrini e i Trentini sui confini territoriali si risolse in una guerra vinta dai trentini che per ricordare l'evento istituirono il carnevale. In tal modo i Ciusi dovrebbero ricordare i feltrini con una maschera a muso di cane.
La città e l'intero territorio trentino furono conquistati dai Longobardi attorno al 568-569. In seguito i Franchi e i Baiuvari si impegnarono in continue incursioni e spedizioni militari nel territorio del Trentino-Alto Adige. Per cercare di preservare la città e di trovare un compromesso fra Longobardi e Franchi, il vescovo di Trento Agnello (577-591) si rese protagonista di una serie di iniziative di pace tra i popoli, impegnando anche finanziariamente la diocesi per il riscatto dei prigionieri fatti dai Franchi. A seguito di ciò si rafforzò la dominazione longobarda che organizzò un Ducato di frontiera con capitale a Trento e retto per primo dal duca Evino († 595). Con i Longobardi venne stabilita per la prima volta l'area di influenza sulla quale si estendeva il potere della città, il Tridentinum territorium, che si estendeva fino a sud di Merano, compresa l'attuale città di Bolzano. Solo i territori più a nord dell'Alto Adige non erano soggetti all'autorità del duca di Trento e rimanevano in mano ai Franchi e ai Bavari. A Evino succedette Gaidoaldo che riuscì a espandere il ducato verso ovest, occupando l'intera Valsugana e le valli del Cismón. In seguito il Ducato di Trento perse la sua autonomia e divenne probabilmente un territorio dipendente direttamente dalla corona longobarda.
Nel 982 Trento venne inglobata dagli Ottoni nel Sacro Romano Impero Germanico.

### Il Principato vescovile di Trento

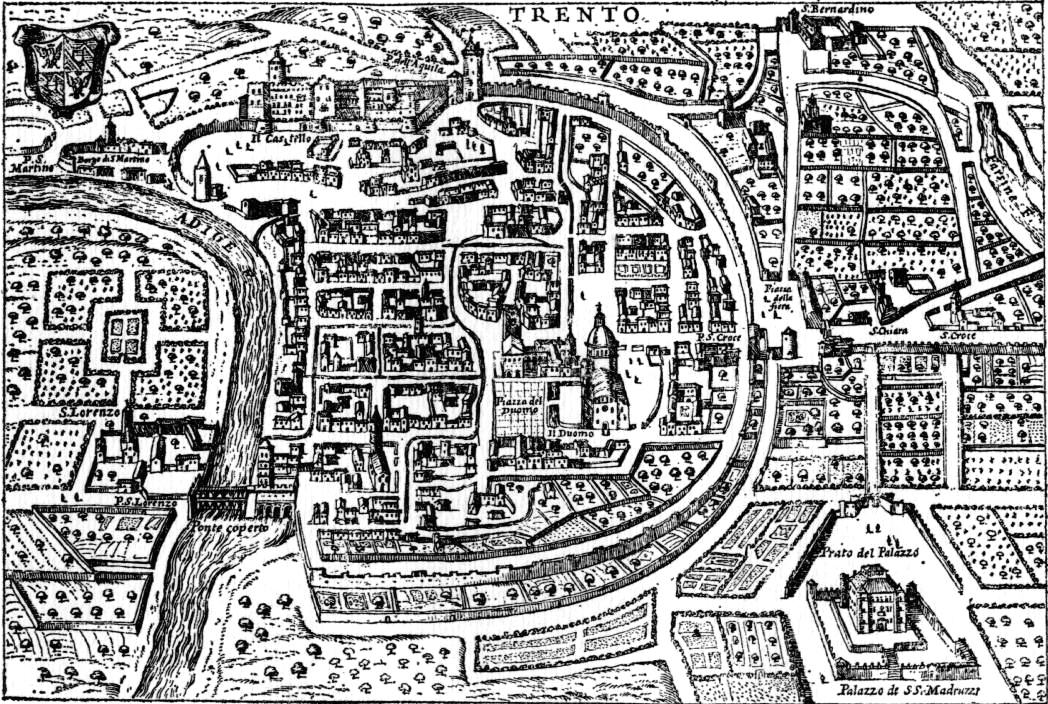
Mappa dell'XVIII secolo che mostra le mura della città e l'originario corso del fiume Adige.

Il principato all'interno del Sacro Romano Impero nel 1648.

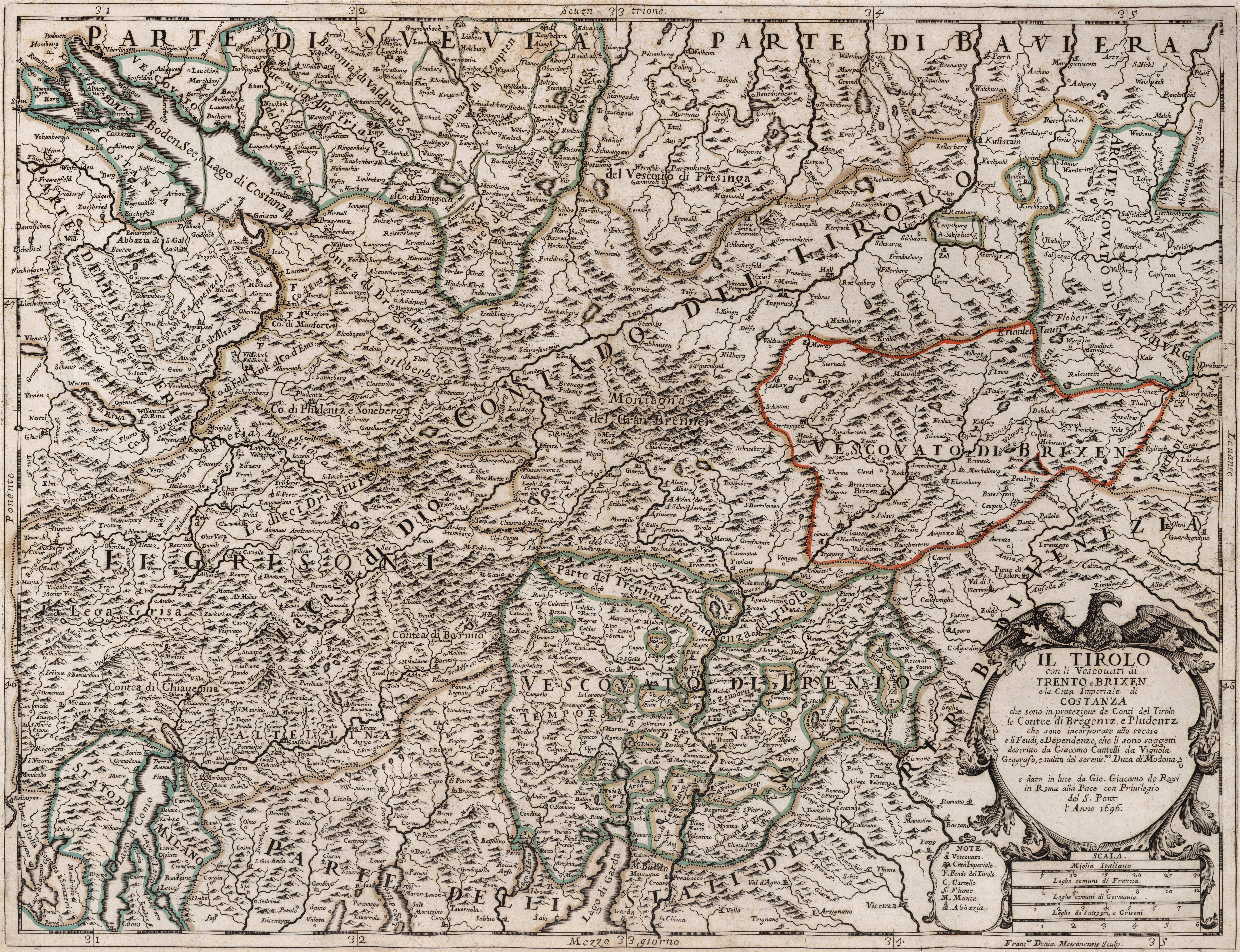
La contea del Tirolo e i territori dei principati vescovili di Trento e Bressanone, anno 1696.

Nel 1027 (o 1004) l'imperatore del Sacro Romano Impero Corrado II creò il Principato vescovile di Trento, istituzione che resistette assieme alla Contea del Tirolo (formatasi successivamente) fino al periodo napoleonico. Il principato era unito alla contea secondo la Foederatio Tyrolensis. Il territorio del Principato però non coincideva del tutto con quello dell'attuale provincia di Trento: alcune zone, specialmente quelle poste nell'attuale Alto Adige (Bozner Unterland) formando il cosiddetto Deutscher Anteil (la parte germanofona del vescovado), erano oggetto di disputa politica con i Conti del Tirolo (che risiedevano nell'omonimo castello sopra l'attuale Merano), advocates del vescovo, prima del passaggio della contea agli Asburgo nel 1363). Altre parti orbitavano sulle venete (Primiero, Bassa Valsugana). Il Principato vescovile segnò la storia della città nell'ambito germanico per otto secoli, con maggiore o minore autonomia a seconda delle situazioni e dei personaggi, con il susseguirsi al suo vertice di 51 principi-vescovi, spesso scelti dal potere imperiale.
La città fu intorno al 1200 un centro minerario (soprattutto argento, proveniente dal Monte Calisio) di discreta importanza, tanto che emanò il primo statuto minerario dell'arco alpino, dovuto al principe vescovo Federico Vanga. Nei secoli XII e XIII Trento fungeva anche da propulsore cittadino nell'area atesina, diffondendo elementi statutari comunali sino a Bolzano.
Nel 1407 Rodolfo Belenzani fu a capo di una rivolta dei cittadini, i quali insorsero contro l'oppressione del principe vescovo Giorgio di Liechtenstein e governarono Trento per un paio di anni.
Trento divenne famosa a livello internazionale per il Concilio (1545-1563), col quale ebbe inizio la Controriforma. Il XVI secolo fu uno dei periodi di maggior splendore per il capoluogo trentino. A capo del Principato i cardinali Bernardo Clesio e Cristoforo Madruzzo, importanti figure di mecenati, trasformarono l'impianto urbanistico di Trento secondo i principi rinascimentali, ristrutturando e edificando nuovi edifici e chiese. La curvatura delle vie del centro (via S. Pietro, via Belenzani, via Oss Mazzurana, etc.) sarebbe stata studiata appositamente da Bernardo Clesio per offrire al forestiero un sorprendente effetto scenico.
Il principato dovette più volte difendersi, oltre che dai tentativi di sopraffazione dei conti del Tirolo, anche dal successivo tentativo di espansionismo veneziano che culminò con la battaglia di Calliano, in cui il piccolo esercito trentino (circa 3 000 uomini) con l'appoggio di piccolissimi contingenti locali e di un piccolo contingente (800 uomini) dell'esercito imperiale, di presidio in Trento, inflissero una definitiva sconfitta al più numeroso esercito veneziano 4 200 fra fanti e cavalieri) al comando di Roberto di San Severino, perito nella battaglia, facendone sterminio. Non miglior fortuna per i veneziani fu una specie di battaglia navale combattuta sul Lago di Loppio (che fu prosciugato nel 1956) nel tentativo di prendere alle spalle Riva del Garda, dominio del Principe vescovo di Trento, che i veneziani non erano riusciti a conquistare con numerosi attacchi navali dal Lago di Garda.
Per tutto il medioevo comunque la città conservò, grazie alla sua posizione geografica fortificata sulla via Nord-Sud (con ripetuti transiti e brevi soggiorni di re e imperatori) e alla fiera difesa della sua autonomia, un'importanza notevole sicuramente sproporzionata alla modestia del numero degli abitanti (meno di 10 000 per tutto il medioevo). All'inizio dell'evo moderno poi ebbe ancor maggiore notorietà internazionale per il Concilio che vi si celebrò e le cui risoluzioni rappresentarono per i quattro secoli successivi il baluardo della dottrina cattolica contro le eresie protestanti.
Nella città, dal XV secolo fino a poco oltre il XVIII secolo, era presente una comunità di lingua tedesca, stabile in alcuni quartieri cittadini. L'entità di questa comunità si attestava attorno al 5-6% della popolazione totale della città circa.

### XIX secolo

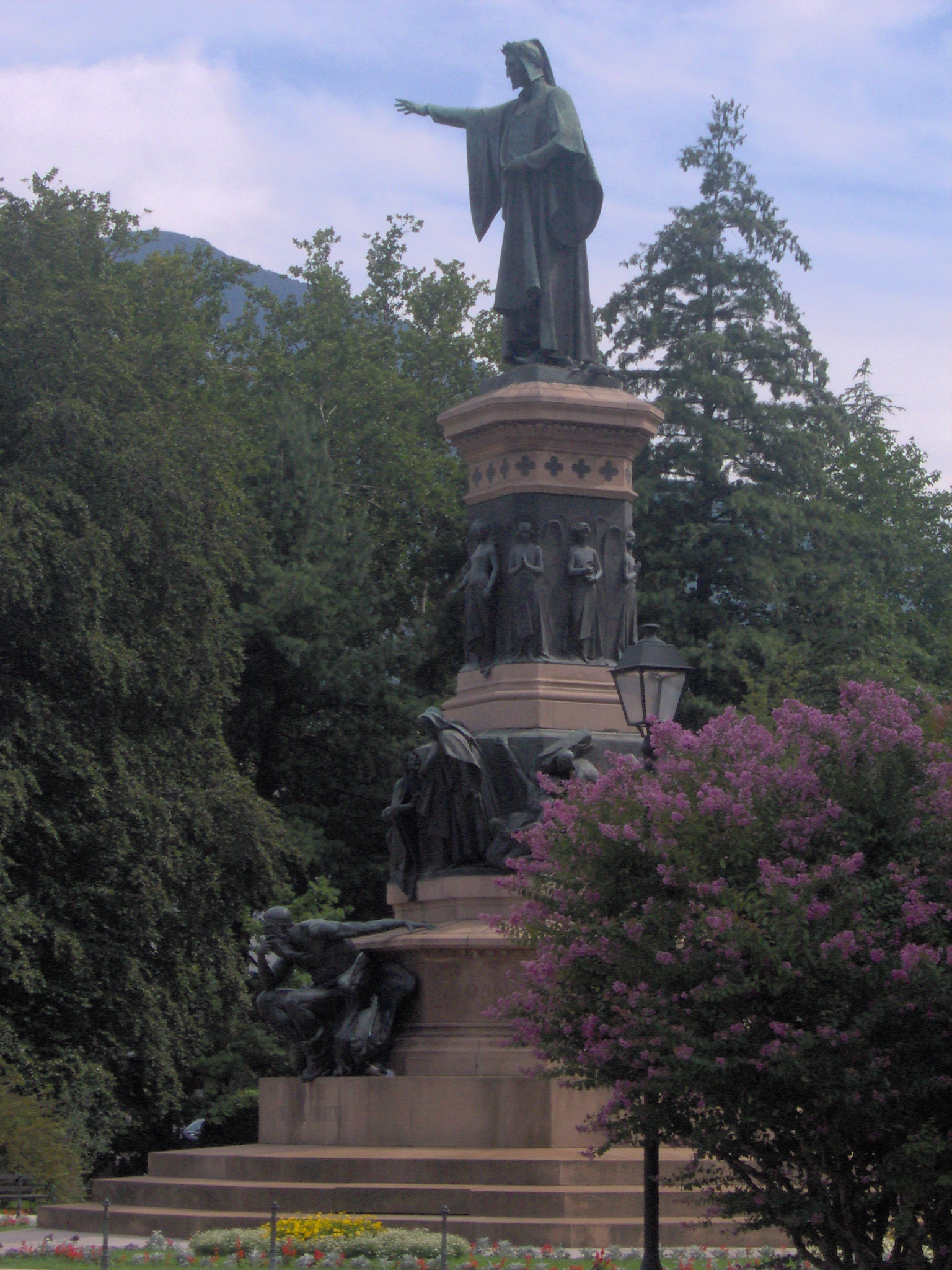
Monumento a Dante nei giardini pubblici. La statua venne eretta nel 1896, come simbolo dell'italianità della città e in contrapposizione alla statua del cantore medievale Walther von der Vogelweide a Bolzano.

Il Principato Vescovile venne soppresso da Napoleone nel 1803. Dall'inizio dell'occupazione napoleonico-bavarese sino al 1809 patrioti trentino-tirolesi comandati da Andreas Hofer avevano combattuto contro l'esercito napoleonico una permanente guerriglia con una serie di scaramucce, senza mai ottenere il più volte promesso aiuto dell'esercito asburgico. Nella battaglia al Bergisel di Innsbruck, le truppe trentino-tirolesi di Hofer vennero sconfitte dai franco-bavaresi, mentre la figlia dell'imperatore d'Austria andava in sposa a Napoleone e Andreas Hofer veniva giustiziato a Mantova. Dopo l'era napoleonica, nel 1815 Trento e tutta la sua attuale provincia vennero inglobate nella Contea del Tirolo entro l'Impero Asburgico. Il Congresso di Vienna del 1815 sancisce il nuovo assetto territoriale. L'antico governo del principato vescovile, già abolito da Napoleone, non verrà ripristinato, pur mantenendo il vescovo di Trento il titolo solo formale di principe e di "Sua Altezza" sino al 1953, quando il papa Pio XII abolì tutti i titoli nobiliari degli ecclesiastici.

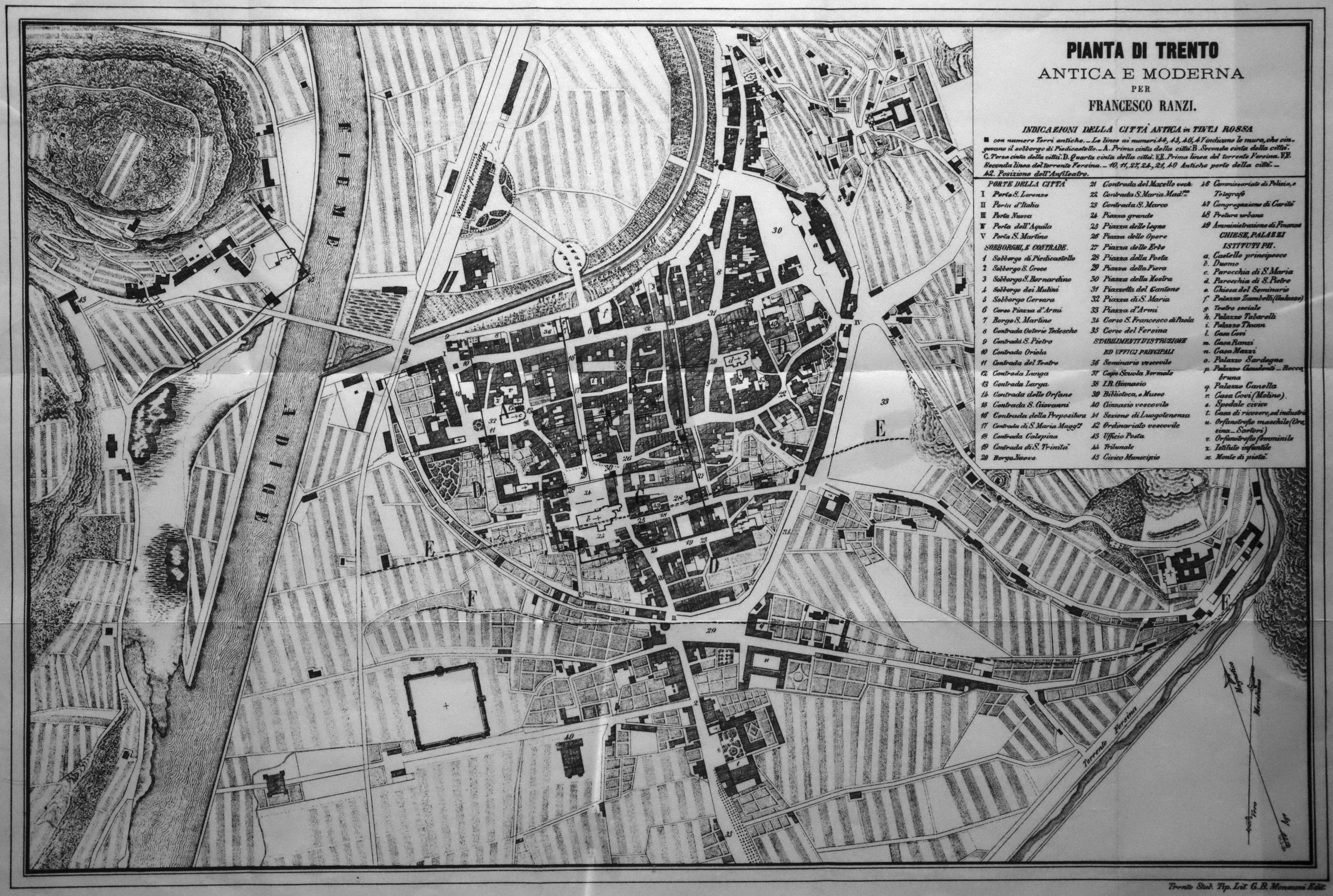
Francesco Ranzi, Pianta di Trento Antica e Moderna, G.B. Monauni, 1869

Durante tutto il XIX secolo Trento fu oggetto di trasformazioni di notevole rilevanza. Fra queste va ricordata la costruzione della Ferrovia del Brennero nel 1864, che collegava Venezia (allora sotto dominio asburgico) a Vienna (allora capitale dell'impero asburgico) passando per le città fortezza di Verona e di Trento, la ferrovia della Valsugana (fra Trento e Bassano) ad opera di una società privata austriaca con concessione dal 1899 al 1998 (ma incorporata alle Ferrovie dello Stato italiano nel 1919), e la ferrovia Trento Malé (tuttora formalmente privata e gestita sotto il controllo della provincia autonoma), ultimo residuo di altri tratti ferroviari che dall'inizio del XX secolo collegavano Trento con Riva del Garda (via Mori-Arco) e Predazzo (via Ora-Cavalese). Altri eventi rilevanti furono lo spostamento (allo scopo di meglio realizzare la ferrovia) verso la periferia Ovest del corso del fiume Adige dal suo secolare alveo che lambiva la città medievale, e la costruzione di palazzi di grande prestigio quali scuole pubbliche, caserme, il Palazzo di giustizia composto da tribunale e carceri (architetto Karl Schaden), la Banca Austro-Ungarica (attuale sede della Banca d'Italia), l'Hotel Imperial (attuale sede della Provincia autonoma di Trento) e la stazione ferroviaria (demolita 50 anni dopo dal governo fascista).

Veduta di Trento prima del 1881

A partire dal 1870 si svilupparono a Trento movimenti e circoli politici irredentisti che cercavano di difendere l'italianità della città dai tentativi di germanizzazione portati dai settori più nazionalisti del Tirolo tedesco, come il movimento del Tiroler Volksbund (costituitosi a Vipiteno nel 1905). A questi si aggiunsero anche movimenti di difesa dell'italianità trentina, ma senza la volontà di staccare il Trentino dall'Impero austro-ungarico. Come esempio del clima improntato agli antagonismi nazionalisti di fine Ottocento, nel 1896 venne inaugurato a Trento un monumento al massimo poeta della lingua italiana, Dante Alighieri. Nello stesso anno si tenne a Trento il primo Congresso antimassonico internazionale. A Bolzano venne eretto invece il Monumento a Walther von der Vogelweide, poeta medievale di lingua tedesca. Anche se negli ambienti irredentisti più radicali si auspicava il distacco del Trentino dal Tirolo e dall'Impero e la sua annessione al Regno d'Italia, la maggioranza della popolazione, soprattutto contadina, era fedele all'Impero asburgico, pur auspicando una maggiore autonomia territoriale rispetto al governo provinciale tirolese di Innsbruck. Come riportato nel resoconto dei colloqui da lui avuti a Roma nel 1915 con Sonnino, Ministro degli Esteri del regno d'Italia, Alcide De Gasperi, rappresentante dei cattolici trentini al parlamento imperiale di Vienna, convenne che la maggioranza dei Trentini non era favorevole ad un'annessione all'Italia .

### XX secolo
Durante la prima guerra mondiale Trento fu dichiarata città fortezza e divenne il caposaldo del fronte meridionale austro-ungarico. Circa 60 000 trentini, soldati di leva obbligatoria, combatterono con la divisa dell'Imperiale e regio esercito e migliaia di loro (11 000 in tutta la provincia, di cui 1 000 provenienti dalla città di Trento) caddero durante la guerra arruolati nei reggimenti Kaiserjäger e Landesschützen. Circa 900 si arruolarono (di cui 710 erano effettivamente cittadini austriaci) volontari nell'esercito italiano.
La città era difesa da una corona di forti che sono ancora presenti e in parte visitabili. Alla fine dell'anno 1915 la fortezza di Trento divenne la sede del quartier generale austro-ungarico per il fronte meridionale. Le montagne circostanti nascondevano il più potente caposaldo del fronte italiano, con molte strutture scavate nella roccia. L'ideatore di tali opere fu il maggior generale Franz von Steinhart.

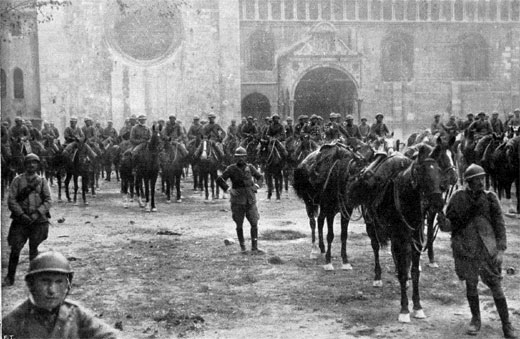
Truppe italiane entrano a Trento il 3 novembre 1918.

La prima guerra mondiale portò a Trento e a tutta la zona di confine tragedie di proporzioni immani, a partire dall'evacuazione della maggior parte della popolazione civile. Le truppe italiane furono accolte con freddezza, dalla popolazione locale, che vedeva i soldati italiani come invasori e non come redentori . Trento, congiuntamente al resto della contea principesca tirolese a sud dello spartiacque alpino, divenne territorio italiano alla fine della prima guerra mondiale col Trattato di Saint Germain.

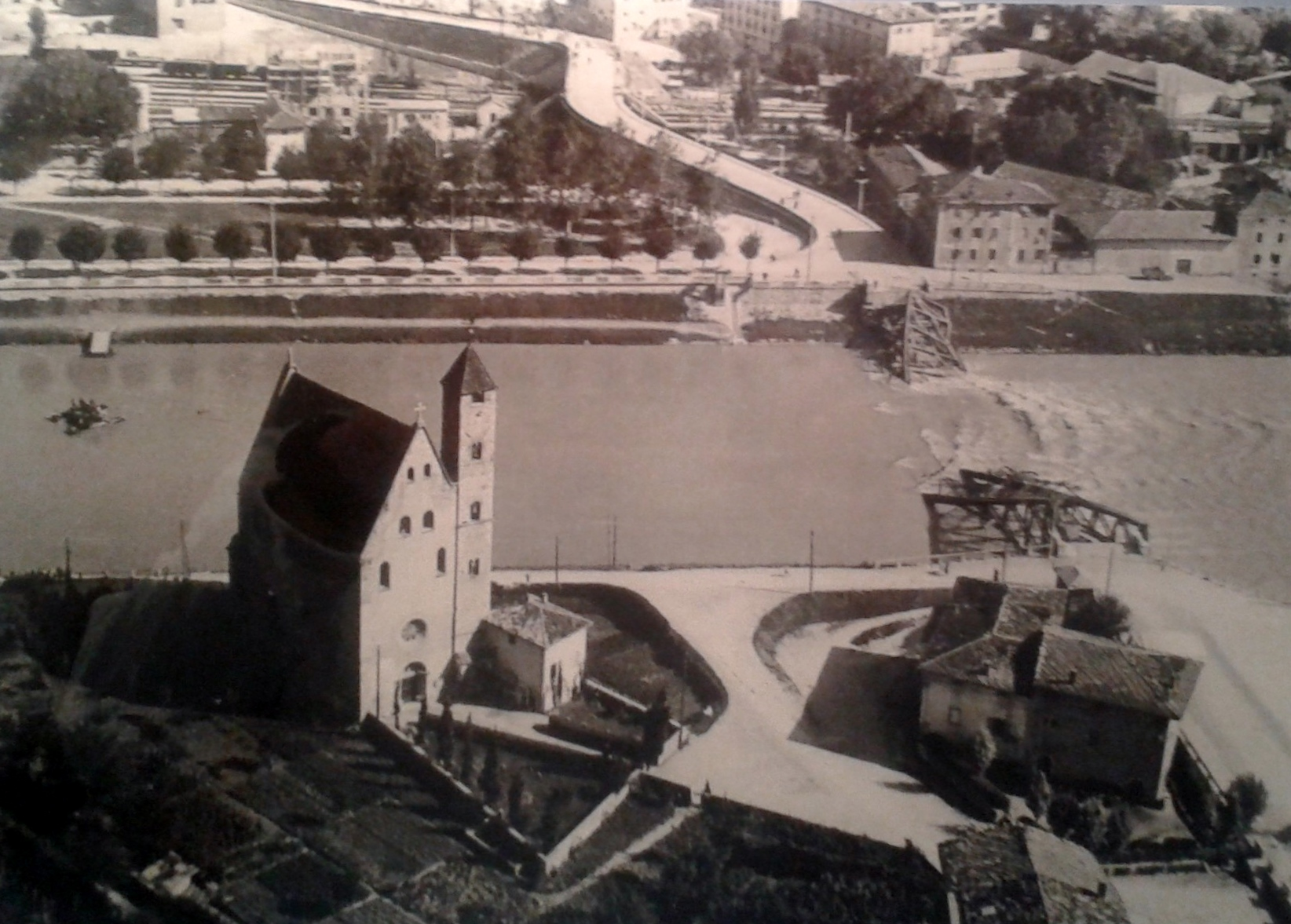
Il ponte San Lorenzo distrutto durante la strage della Portela nel 1943

Durante il fascismo la città e l'intera provincia persero l'autonomia della quale avevano goduto per secoli. Nel 1923 il consiglio comunale di Trento fu sciolto dopo le dimissioni da sindaco di Giovanni Peterlongo, eletto l'anno precedente. Peterlongo fu poi nominato commissario prefettizio, incarico che mantenne fino al 1926). Per riottenere autonomia amministrativa ed economica Trento attese fino alla fine del secondo conflitto mondiale (statuto della Regione autonoma Trentino-Alto Adige). Durante la seconda guerra mondiale la città fu bombardata dagli alleati dal 2 settembre 1943 fino al 3 maggio 1945, per un totale di 80 incursioni che causarono circa 400 vittime e 1792 danneggiamenti di edifici. Durante il primo bombardamento si verificò la strage della Portela, che causò circa 200 morti.
La storia della città nel XX secolo coincise per lo più con quella della provincia e della regione.
Con le modifiche statutarie del 1971 e con le relative norme di attuazione degli anni seguenti, l'autonomia venne notevolmente ampliata ma la Regione venne divisa con l'attribuzione di quasi tutti i poteri alle due province autonome di Trento e di Bolzano.

### XXI secolo
Nel febbraio 2025, in via Santa Croce, in pieno centro storico, sono state scoperte a 8 metri di profondità 200 tombe con i relativi corredi funerari perfettamente conservate. La necropoli, rara nell’arco alpino e di provenienza ancora sconosciuta, risale al primo millennio avanti Cristo e può potenzialmente riscrivere la storia della città che finora era nota come un insediamento di età romanica.

### Aneddoti
- Presso via Torre Verde, quando l'Adige lambiva la zona, sorgeva l'antico porto commerciale della città da dove le merci provenienti dalla Lombardia e dal Veneto erano scambiate o vendute presso i mercati rionali. Le imbarcazioni da grande tonnellaggio, le tanse, impiegavano 3 giorni per raggiungere Venezia, mentre per il trasporto leggero erano utilizzate le zattere i cui marinai erano raggruppati nella corporazione dei Paroni de barca con sede nel medesimo luogo.
- Il quadrivio che si incunea tra via San Pietro, via Manci e via del Suffragio, il cosiddetto el canton, delimitava i quattro cantoni del centro della città dove si teneva il mercato; in particolare venendo da via San Pietro si possono scorgere, al secondo e terzo piano dell'edificio prospiciente, degli sporti di legno cioè dei balconcini coperti, le cosiddette gelosìe, dove gli abitanti potevano controllare cosa avveniva in strada senza essere visti a loro volta.
- In un confessionale in Santa Maria Maggiore sarebbe inciso un gruppo di sette lettere M per indicare il disprezzo che Martin Lutero nutriva per il Presidente del Concilio: Maledetto Madruzzo Martino Mai Muterà Meglio Morire!
- Durante il Concilio, il cardinale Madruzzo decise di espellere temporaneamente tutti i poveri e i miserabili della città concentrandoli oltre l'Adige nell'attuale quartiere di Piedicastello. Quelli che vivevano di espedienti si facevano chiamare baroni del sol.
- Piazza Pasi, la vecchia piazza delle Opere dove si teneva il mercato delle verdure, nasconderebbe ancora il tesoro del barbaz seppellito da Brenno, secondo alcuni, il fondatore retico della città.
- Via delle Orne deriva il nome da un'unità di misura per liquidi, l'orna appunto, che corrispondeva a circa 64 litri ed era utilizzata dagli artigiani locali per la costruzione delle botti per il vino.
- Presso il vicolo dei Birri, vicino al Duomo, vi era la sede della polizia che aveva il compito di depositare le denunce al Palazzo del Pretorio. Il capo della polizia era il Bargello.
- In via Secondo da Trento, nei pressi di piazza di Centa, era frequentatissimo fino al 1958 (Legge Merlin) il bordello "alle bettine", all'epoca luogo malfamato.
- Al semaforo tra via Vanga e via Pozzo venendo dalla stazione, alle spalle della scuola privata di lingue, si trovava la Casa della Catena, di fattura medievale, detta così perché un tempo, una catena bloccava la navigazione notturna del fiume.
- Si chiama Man la zona situata tra Villazzano e l'Adige, che prende il nome dal latino manes in quanto si ritiene che fossero venerate le anime dei morti.
- Fino al 1922, nell'attuale via denominata Largo Carducci, sorgeva un particolare edificio (chiamato Casa Ranzi) il quale era dotato dei caratteristici Erker (in stile nordico), a seguito di un attacco dinamitardo notturno, venne poi distrutto da ignoti.[42]Casa Ranzi tra il 1910 e il 1920, nell'attuale Largo Carducci.

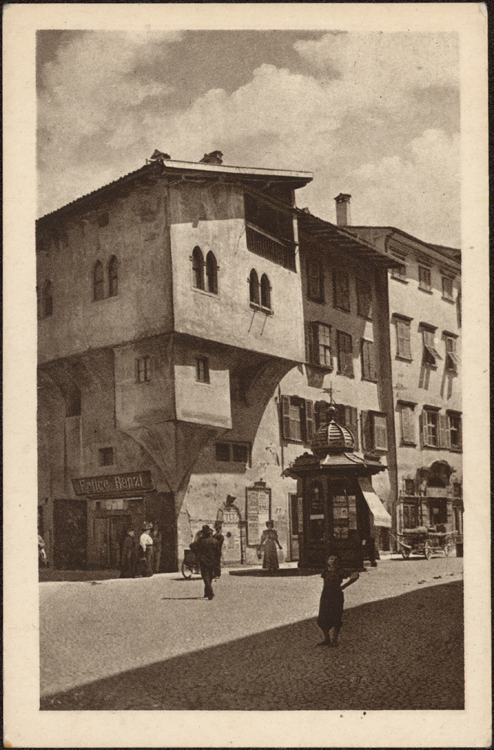
Casa Ranzi tra il 1910 e il 1920, nell'attuale Largo Carducci.

### Simboli

#### Stemma
Lo stemma del Comune di Trento raffigura un'aquila spiegata di nero, rostrata, armata e munita sulle ali di due gambi trifogliati d'oro, linguata e cosparsa di fiammelle di rosso come descritto nel Decreto di riconoscimento del 6 maggio 1930. L'aquila di San Venceslao, che rispetto all'originale ha subito col passare dei secoli alcune modifiche, è lo stemma ufficiale di Trento dal 1407 (anno dell'insurrezione di Rodolfo Belenzani); anche se il Re Giovanni di Lussemburgo donò il simbolo della città molto prima, precisamente a Bratislava nell'anno del Signore 1339 (come si desume dal testo della concessione dello stemma di San Venceslao al vescovo e alla chiesa trentina). Appena tre anni prima, nel 1336, Carlo di Boemia figlio maggiore del re Giovanni di Lussemburgo, si era insediato nel castello di Tirolo quale reggente in vece del fratello minore che nel 1330 si era sposato con Margherita di Maultasch, contessa di Tirolo. Carlo di Boemia aveva portato con sé il cancelliere Nicolò da Bruna che nel 1338, grazie all'influente appoggio di re Giovanni, venne nominato vescovo di Trento. In questo modo fu possibile alla Casa di Boemia assicurarsi la completa fedeltà e sottomissione del Principato trentino. Il 9 agosto 1339, per ricompensare il principe vescovo dell'amicizia sempre dimostratagli, re Giovanni volle concedere, a Nicolò e ai suoi successori sulla cattedra di San Vigilio, lo stemma di San Venceslao.

#### Gonfalone

Gonfalone civico

Il gonfalone del comune di Trento è un drappo di tessuto di colore bianco, al cui centro troneggia l'aquila di San Venceslao. Sotto di essa vi trova posto l'iscrizione a lettere maiuscole dorate: «Comune di Trento».

#### Bandiera
La bandiera è composta da tre strisce orizzontali della stessa dimensione (drappo interzato in fascia), le due più esterne giallo e la centrale celeste.

### Onorificenze
Trento, per il Trentino, è tra le città decorate al valor militare per la guerra di Liberazione, insignita della medaglia d'oro al valor militare il 16 aprile 1976, per i sacrifici delle sue popolazioni, per la sua attività nella lotta partigiana durante la seconda guerra mondiale:
Trento è stata anche insignita del titolo Città alpina dell'anno 2004.

## Monumenti e luoghi d'interesse

### Architetture religiose

#### Chiese

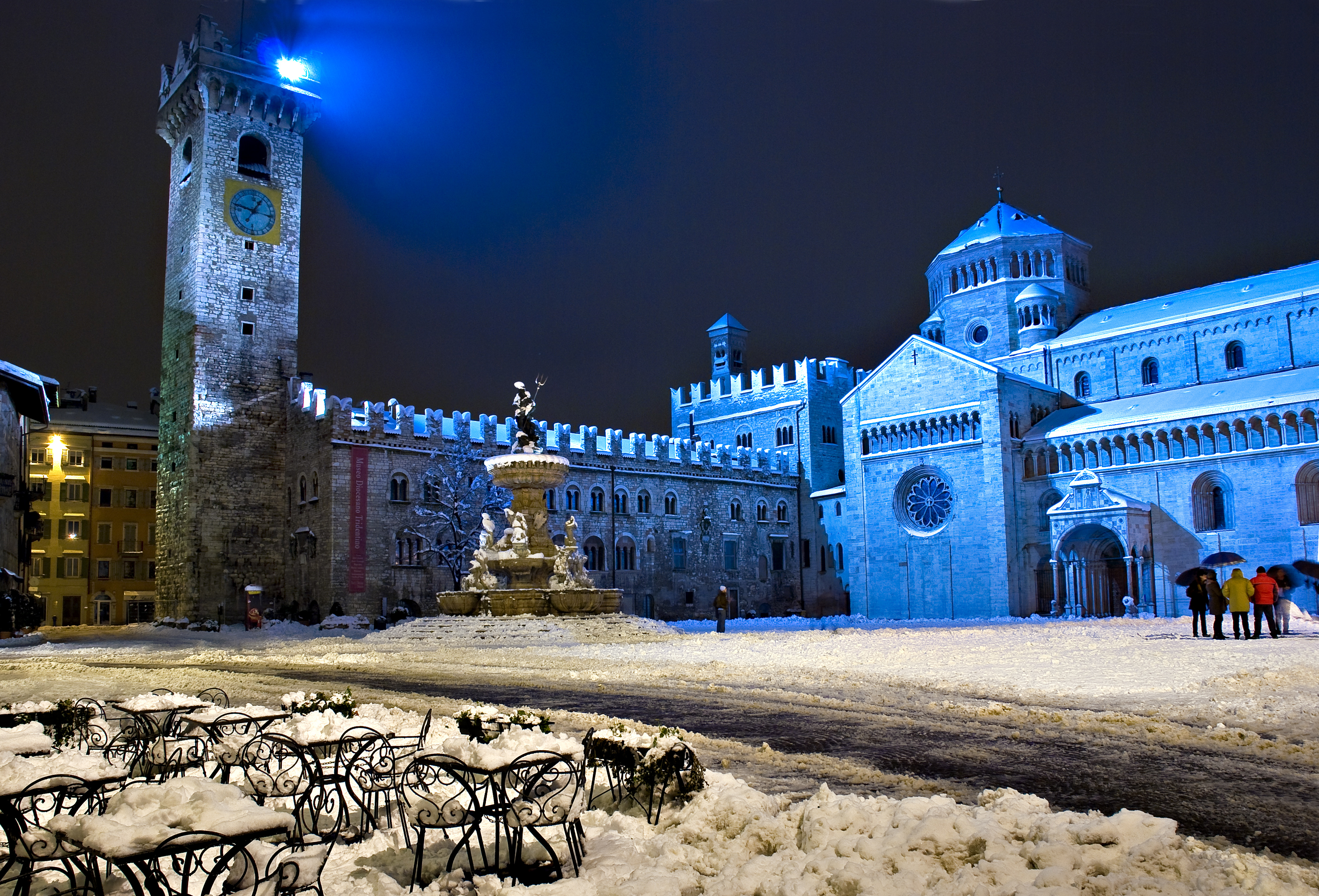
Piazza Duomo nella stagione invernale

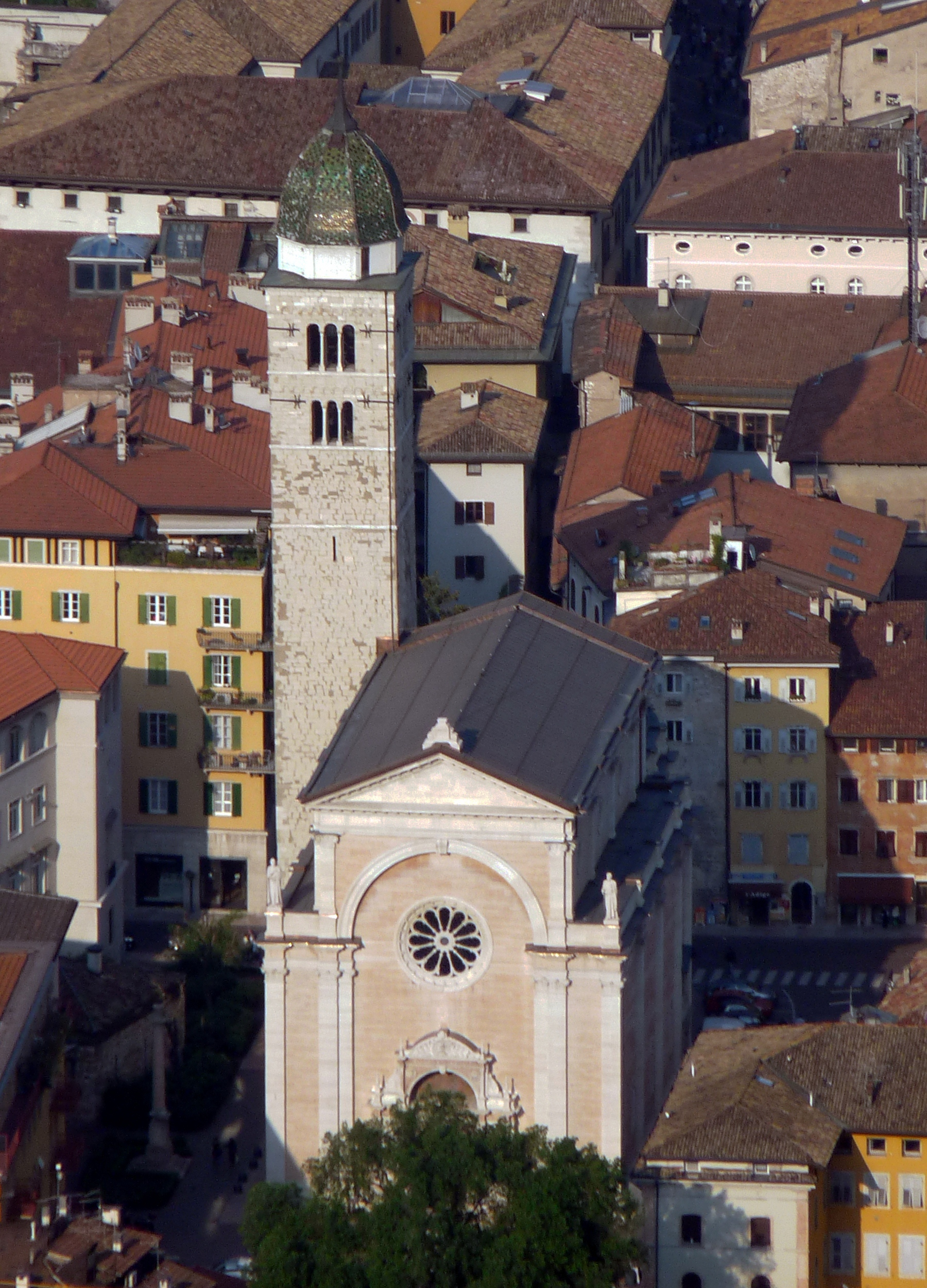
Chiesa di Santa Maria Maggiore

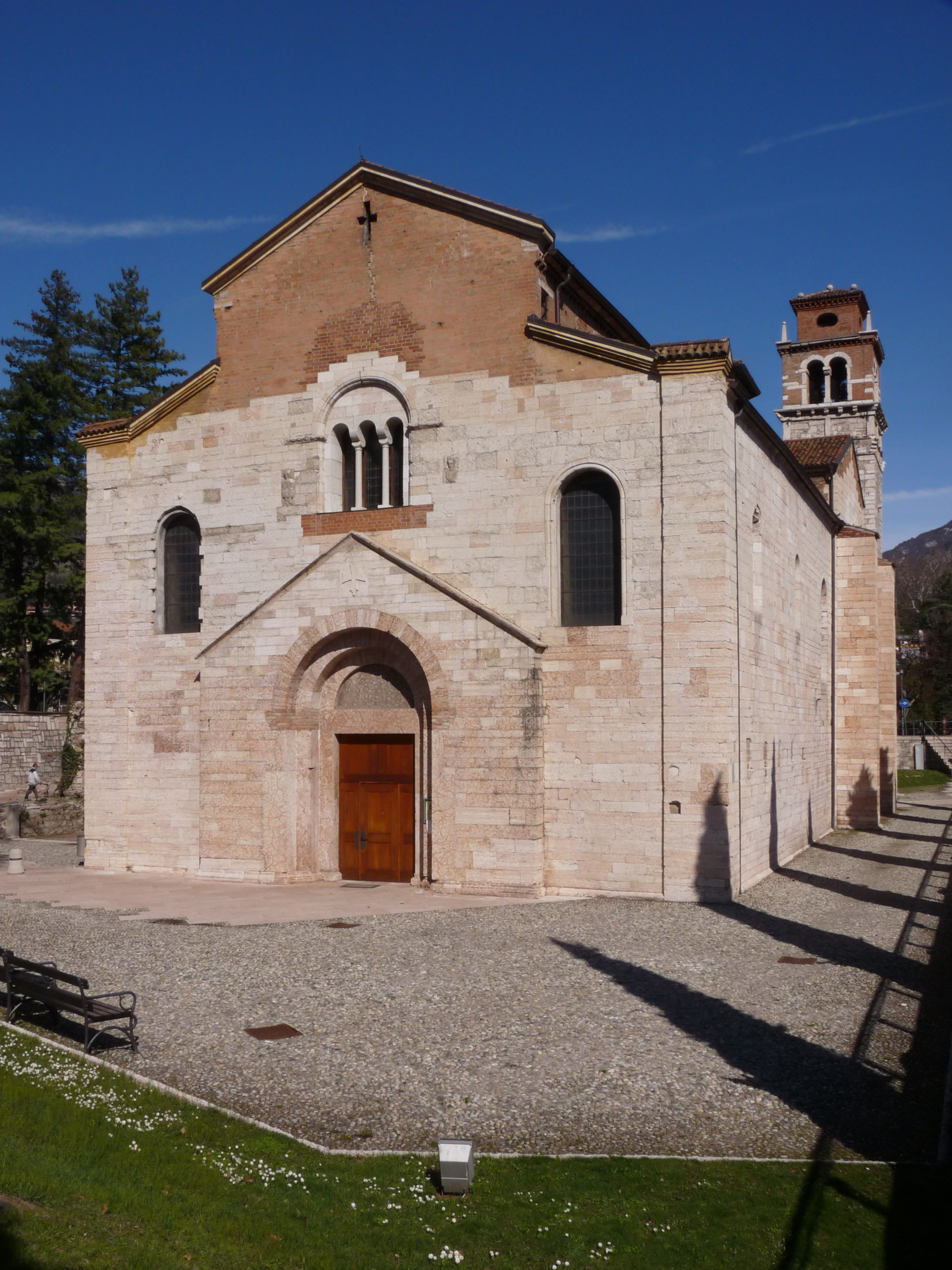
Facciata della chiesa di San Lorenzo

La città vanta numerose chiese, con un'architettura che va dal periodo romanico all'epoca moderna. Le più importanti sono:
- Cattedrale di San Vigilio - La cattedrale di San Vigilio è il Duomo di Trento situato in piazza del Duomo. È la principale chiesa cittadina ed è stata edificata nel XIII secolo sull'area in cui era originariamente presente un'antica basilica dedicata a San Vigilio, da cui prende il nome e che è il Patrono della città. Questa antica basilica fu costruita fuori dalle mura perché fungeva da chiesa cimiteriale: vi furono infatti sepolti San Vigilio e i resti dei tre martiri Ananuensi Sisinnio, Martirio e Alessandro. L'Imperatore Massimiliano I d'Asburgo (autore del Landlibell tirolese) fu coronato nella cattedrale Imperatore del Sacro Impero il 4 febbraio 1508 dal Vescovo di Gurk Mattias Lang. Nella cattedrale sono sepolti la maggior parte dei vescovi di Trento, tra cui tutti i più recenti. Negli anni sessanta e settanta del XX secolo sono stati eseguite importanti ricerche archeologiche nel sottosuolo absidale della basilica, che hanno modificato in parte anche la distribuzione interna della zona absidale.
- Chiesa di Santa Maria Maggiore – costruita nel XVI secolo da Antonio Medaglia per volontà del cardinale Bernardo Cles, in stile rinascimentale ma con riminescenze gotiche ("stile clesiano"). La facciata presenta un importante portale cinquecentesco, mentre all'interno è da notare una cantoria dello stesso secolo e le tele di Cignaroli e di Moroni. La chiesa ospitò il terzo periodo del Concilio di Trento (aprile 1562 - dicembre 1563). L'esterno è stato completamente ripulito e riportato allo stato originale nel 2007. Gli scavi archeologici hanno evidenziato che l'edificio sacro è stato costruito sopra tre chiese precedenti (tra le quali una è forse la Santa Maria della Neve, menzionata nelle fonti scritte). La più antica delle tre, la ecclesia paleocristiana (V-VI secolo), fungeva da sede vescovile e da principale luogo di culto cittadino durante i primi secoli di vita del cristianesimo. Tale ecclesia, a sua volta, era stata costruita sopra un'area pubblica romana dove sorgeva, probabilmente, un complesso termale.
- Chiesa dei Santi Pietro e Paolo - venne edificata nel XII secolo nei pressi di piazza dell'Anfiteatro su una preesistente cappella. La facciata neogotica venne rifatta su progetto di Pietro Estense Selvatico tra il 1848 e il 1850. È partita in tre campate ed è sormontata dalla statua di San Pietro. Piazza dell'Anfiteatro (la cui forma ricalca in parte l'ovale di un anfiteatro) prende il nome da un muro con gradoni scoperto presso una cantina del luogo che si ritiene sia il basamento dell'antico anfiteatro romano dove si svolgevano gli spettacoli pagani. Altri frammenti dell'anfiteatro romano possono essere visitati in un'area interna del Palazzo della Cassa di Risparmio in via Galilei.
- Chiesa di Sant'Apollinare - eretta nel XIII secolo ai piedi del Doss Trento sulle rive dell'Adige presso l'antico borgo di Piedicastello. È dedicata al vescovo di Ravenna del V secolo e ciò fa presupporre origini molto più antiche. Si presenta come estremamente slanciata verso l'alto, con un tetto spiovente di gusto tipicamente nordico con copertura a scandole (piccole assi in legno). Nel 1183 il pontefice Lucio III decise che la vicina chiesa di San Lorenzo prendesse in custodia questa chiesa: ecclesiam sancti Apollinaris cum capellis suis et pertinentiis.[47]
- Chiesa di San Lorenzo – costruzione risalente al XII secolo edificata dai Benedettini bergamaschi chiamati a Trento dal vescovo Altemanno. Particolarmente interessante la parte absidale realizzata in stile romanico e il presbiterio.
- Santuario della Madonna delle Laste

Inoltre si trovano a Trento alcuni conventi:
- Convento di Santa Croce alla Spalliera, appartenente all'Ordine dei frati minori cappuccini;[48]
- Convento di San Bernardino, appartenente all'Ordine dei frati minori.[49]

### Architetture civili

#### Palazzi

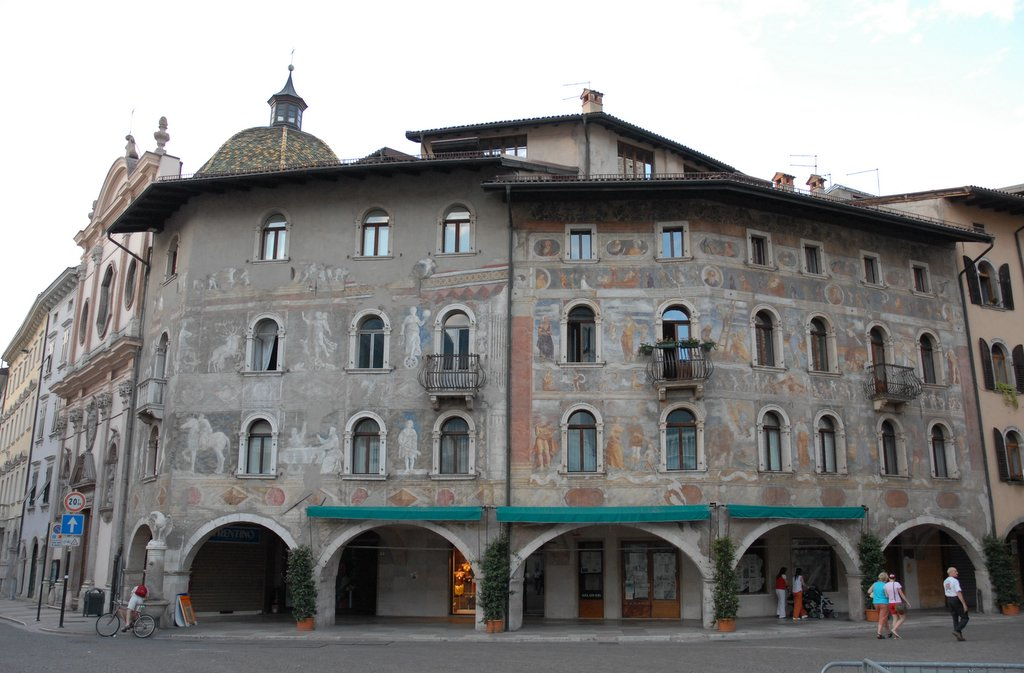
Affreschi sulle case Cazuffi-Rella in Piazza del Duomo.

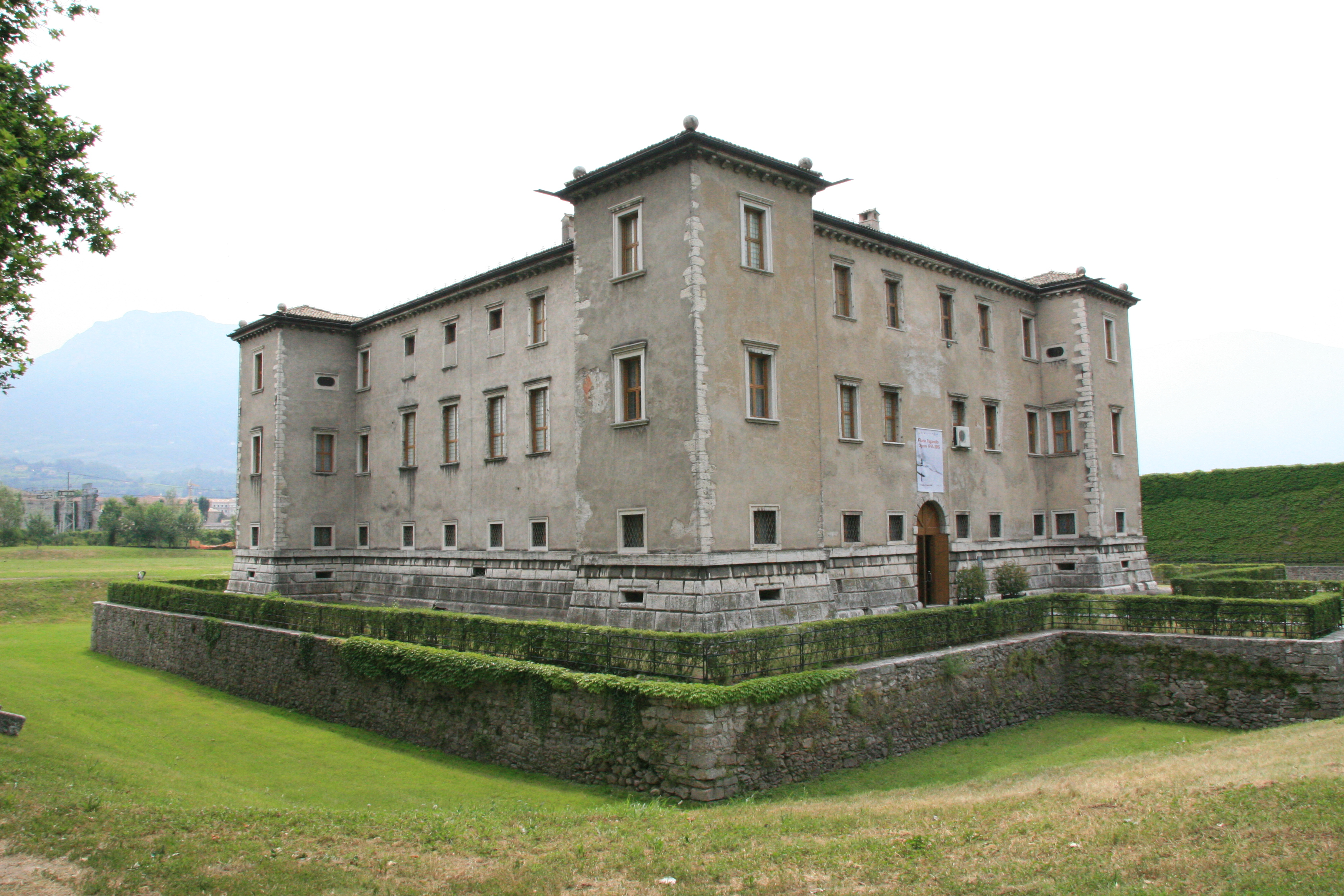
Palazzo delle Albere

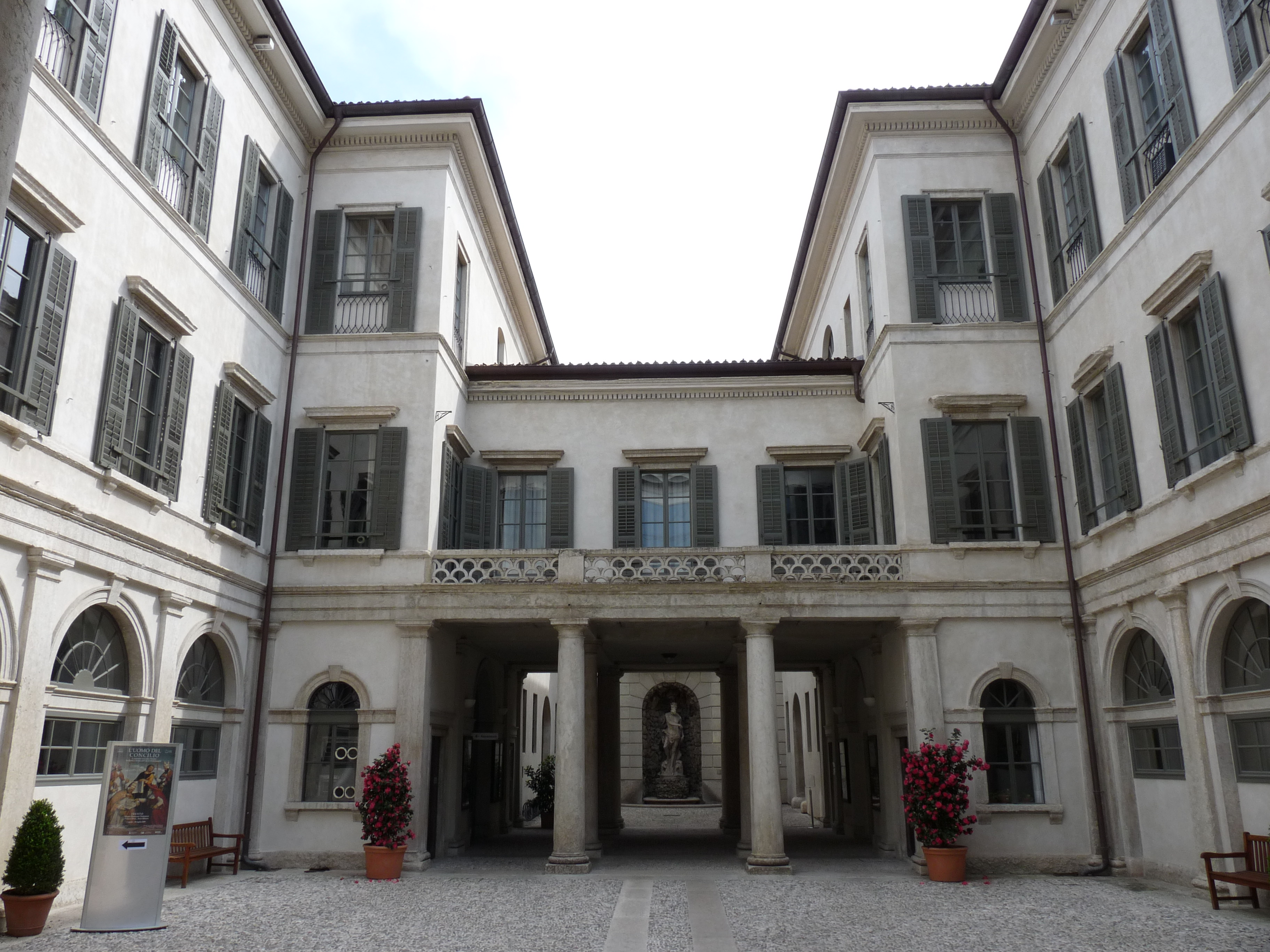
Palazzo Thun

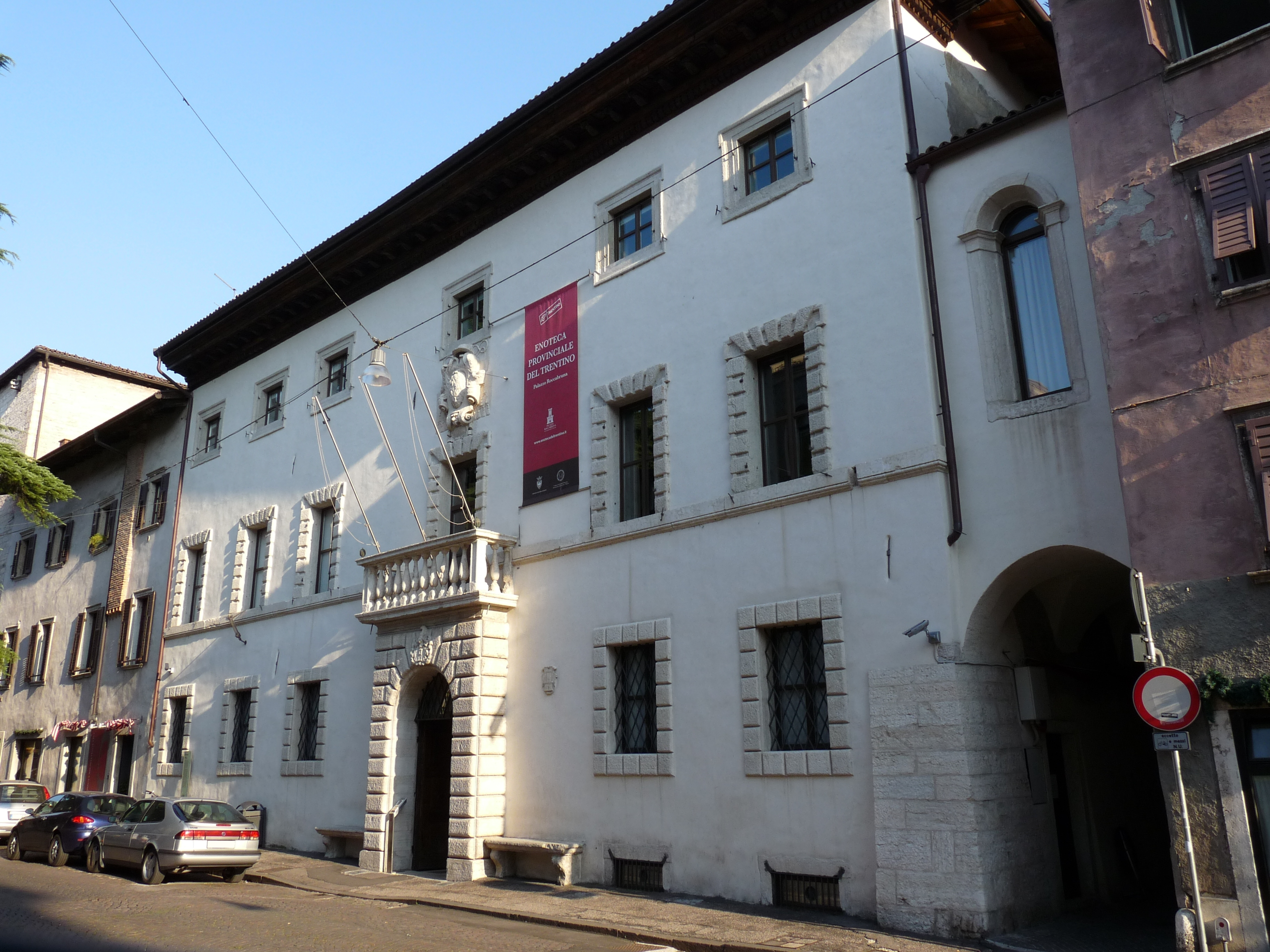
Palazzo Roccabruna

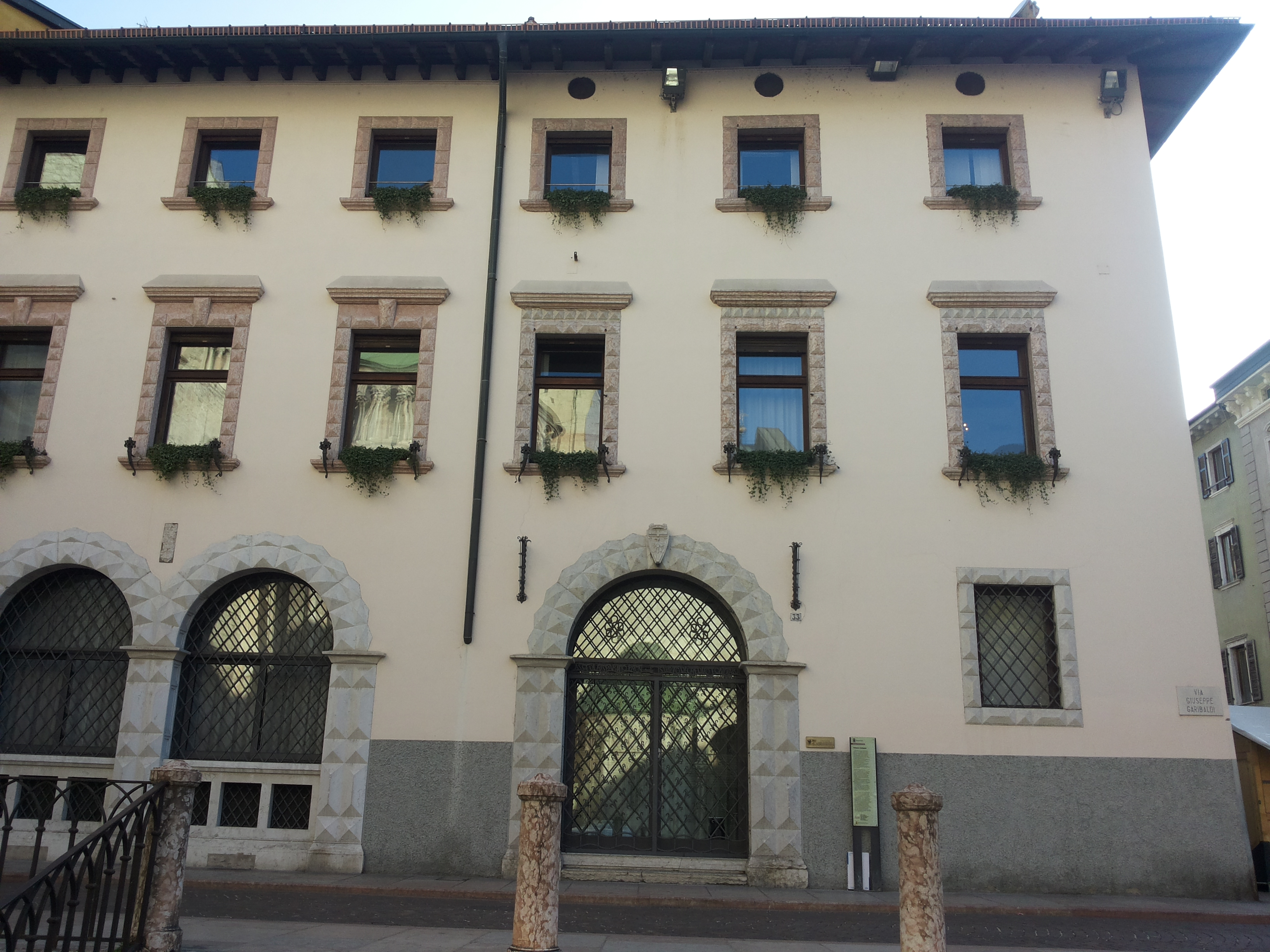
Palazzo Calepini

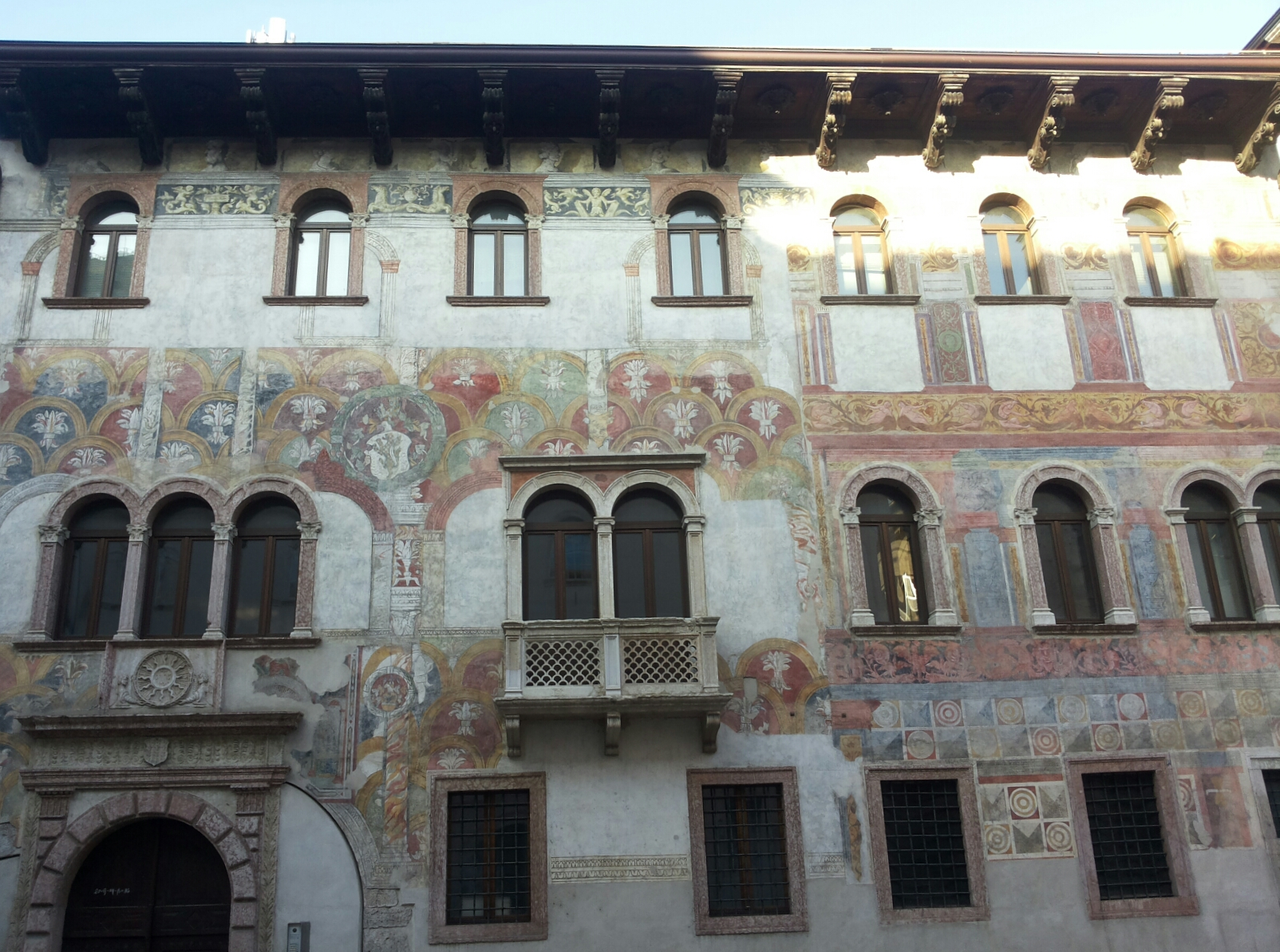
Palazzo Quetta-Alberti-Colico

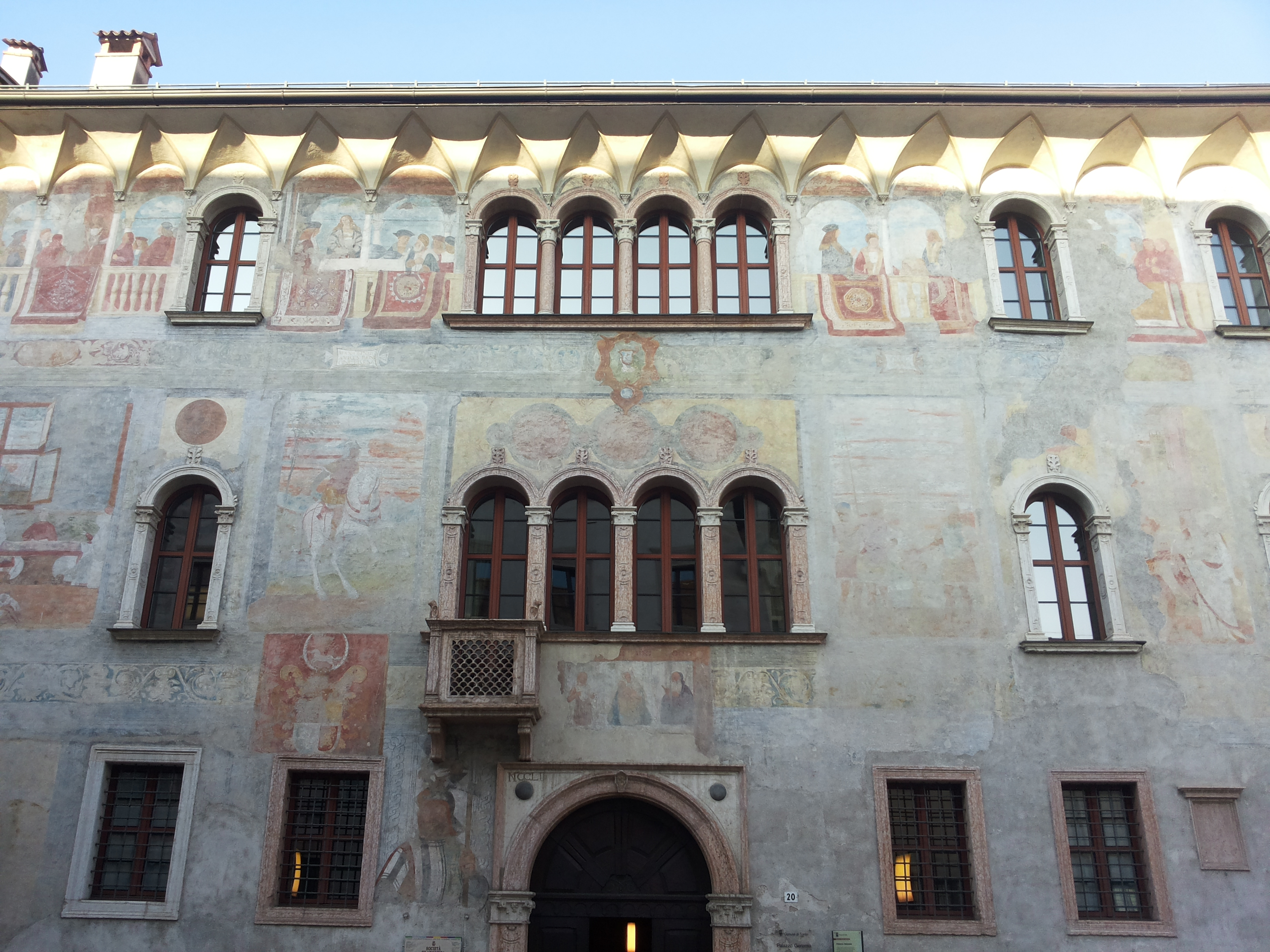
Palazzo Geremia

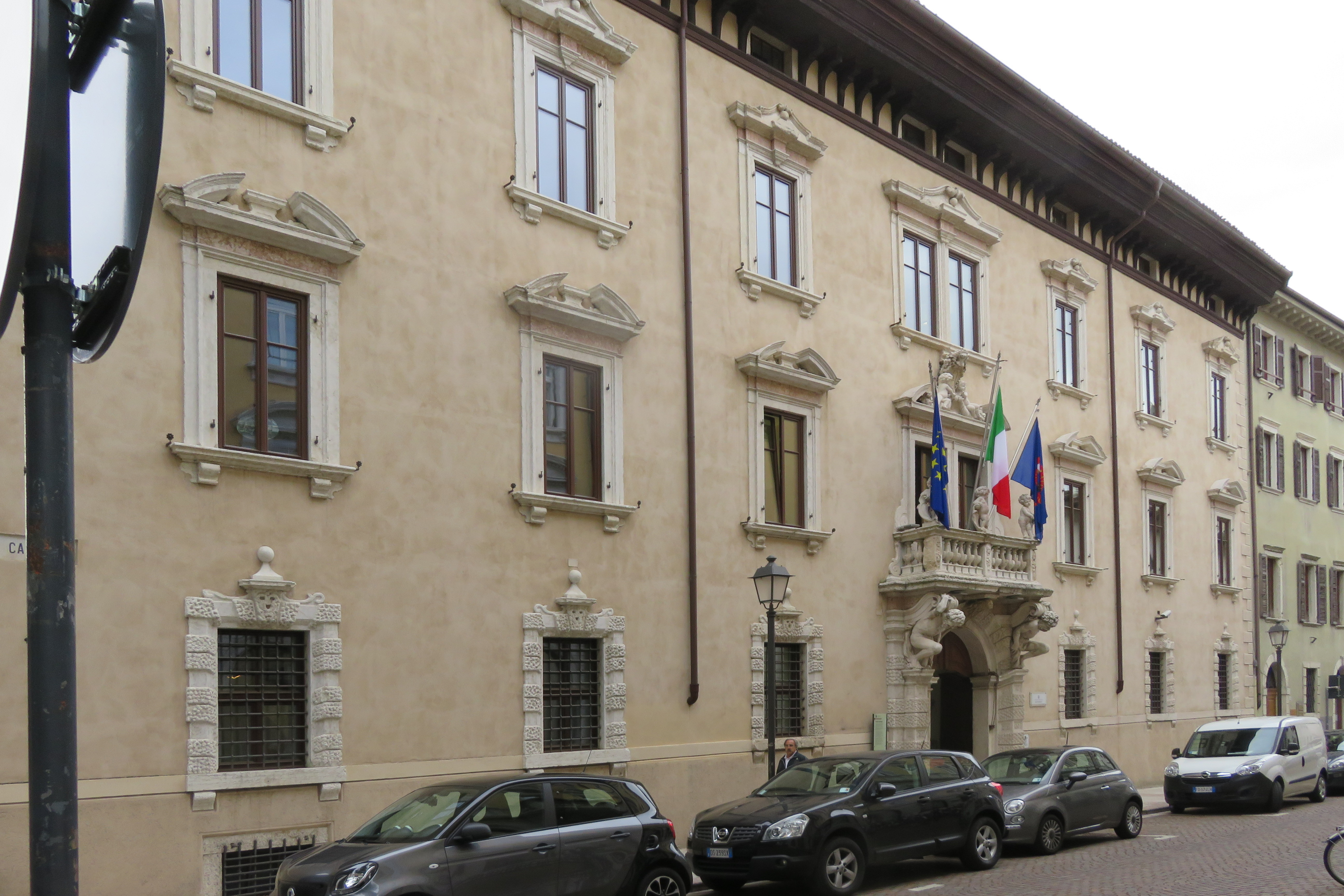
Palazzo Sardagna.

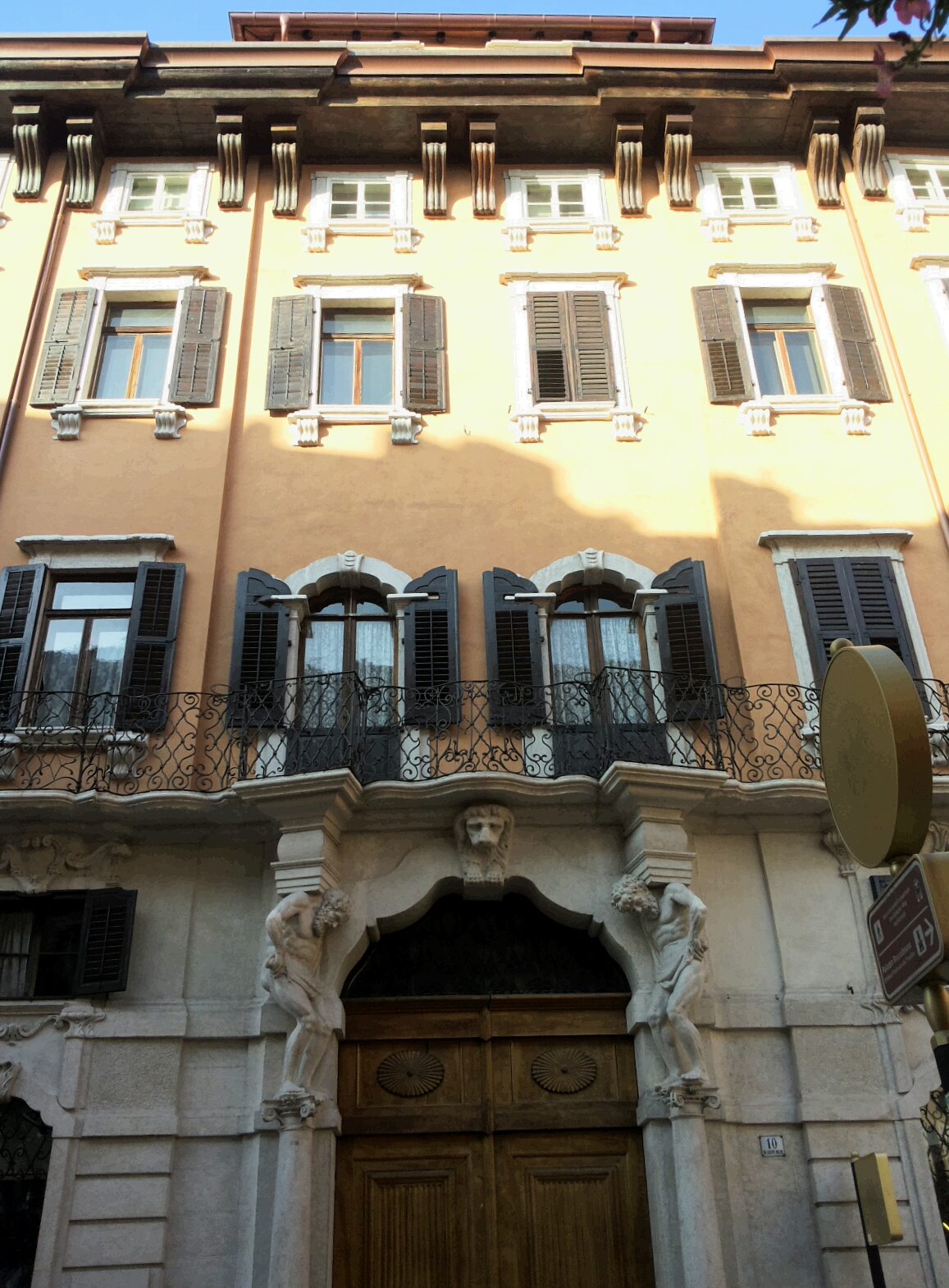
Palazzo Larcher Fogazzaro

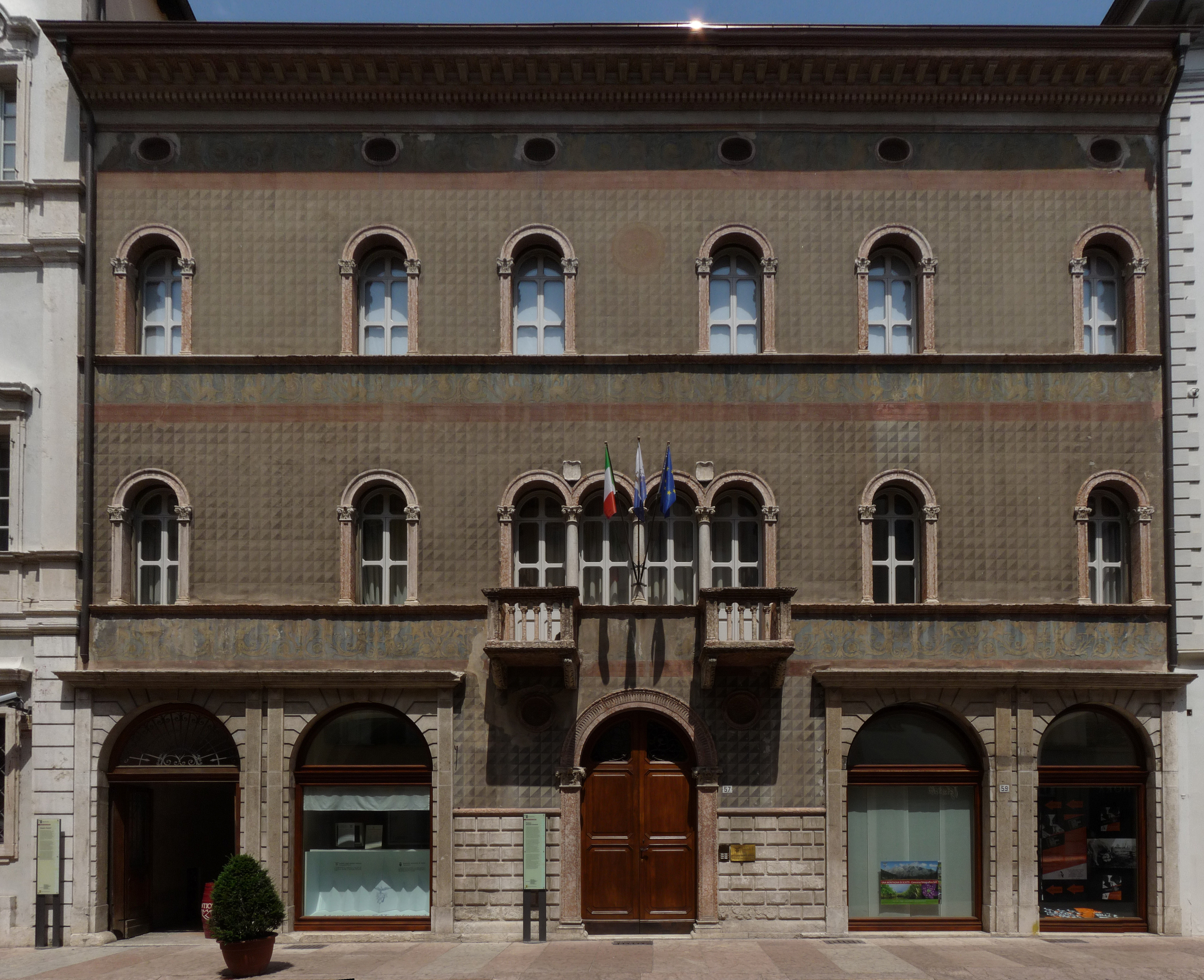
Palazzo Saracini Cresseri

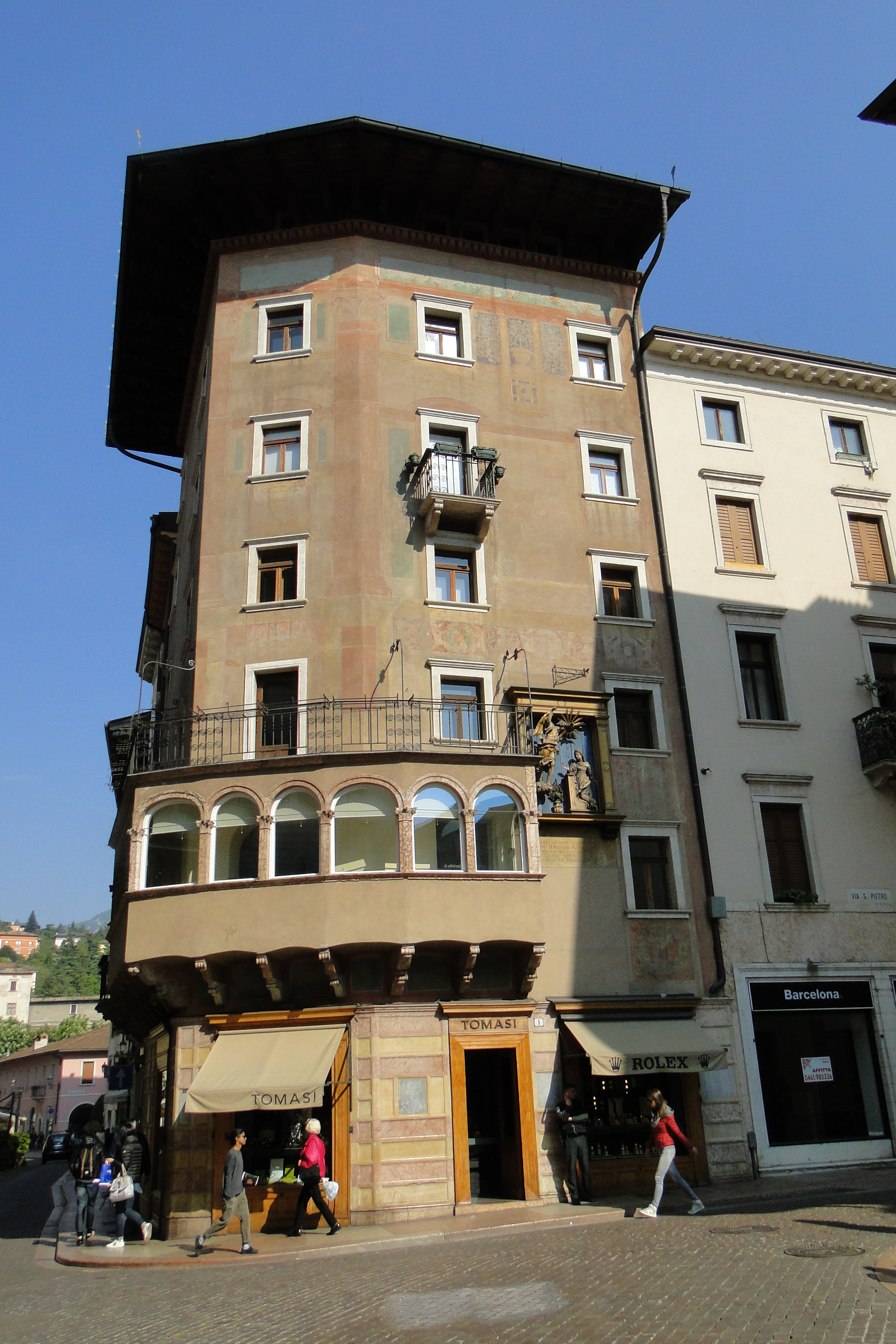
"Casa Canton" (Casa Zambini)

- Case Cazuffi-Rella - Gli affreschi delle due case sarebbero stati commissionati da Tommaso Cazuffi in occasione della visita nel 1535 di Ferdinando I d'Austria imperatore dei Romani.
- Palazzo delle Albere - palazzo di stile rinascimentale, fu costruito intorno al 1550 per volere della famiglia Madruzzo, che resse il Principato di Trento per un secolo. Pur essendo una residenza di rappresentanza, esso presenta fortificazioni ed elementi architettonici di difesa, come le quattro torri angolari. Fu villa di campagna suburbana dei Principi-Vescovi, sino al completo abbandono dal secondo dopoguerra in poi. Dopo l'acquisto negli anni settanta del XX secolo da parte della Provincia autonoma di Trento, dal 1987 al 2010 è stato la sede di Trento del Museo d'arte moderna e contemporanea di Trento e Rovereto - MART. Chiuso per restauri nel 2011 è utilizzato dal 2015 come spazio espositivo per mostre temporanee.
- Palazzo Pretorio - situato in Piazza del Duomo, tra il Castelletto e la Torre Civica, fu l'antica e prima residenza vescovile (fino alla metà del XIII secolo). Orlato da una merlatura e decorato con bifore, accanto ad esso è stata costruita la Torre Civica. Ora ospita il museo diocesano tridentino.
- Palazzo Thun (attuale sede del municipio) – in via Belenzani 19, palazzo di rappresentanza della famiglia Thun, originaria della Val di Non, che riunì in un unico complesso una serie di edifici preesistenti nella metà del XV secolo. Ha subito una trasformazione notevole nel 1830, quando venne profondamente restaurato da Rodolfo Vantini secondo il gusto neoclassico per volontà del conte Matteo II Thun.
- Palazzo Geremia – in via Belenzani 20, edificio costruito verso la fine del Quattrocento dallo stile rinascimentale all'esterno e tardo gotico negli ambienti interni. Ora è di proprietà del Comune e ospita l'ufficio del sindaco e manifestazioni culturali. Sulla facciata sono ritratti diversi personaggi quali Marco Curzio ritratto su un cavallo bianco (al primo piano a sinistra della quadrifora), Muzio Scevola (a destra della stessa quadrifora) e Curio Dentato. Al livello inferiore vi sono la ruota della fortuna e l'alabardiere.
- Palazzo Sardagna – in via Calepina 14 palazzo di proprietà della Provincia autonoma di Trento, venne edificato nel Cinquecento e ristrutturato nel Settecento per volontà della famiglia Sardagna, il cui stemma familiare è dipinto nella volta dell'atrio. Ha ospitato dal 1982 al 2013 la sede del Museo tridentino di scienze naturali. Uno dei tre putti, che appaiono nella Sala Costantino, è stato ritratto con tonalità particolarmente scure, cd. angioletto negretto, che secondo la leggenda sarebbe il frutto di un miracolo verificatosi mentre l'autore, il vicentino Marcello Fogolino, dipingeva l'affresco. Oggi è sede del Rettorato dell'Università di Trento.
- Palazzo Lodron - costruito nel periodo del Concilio di Trento (attorno al 1570) da Ludovico II Lodron, ospita un ciclo pittorico che si estende su tutte le sale più importanti dell'edificio. Sede del Tribunale Amministrativo Regionale di Trento.

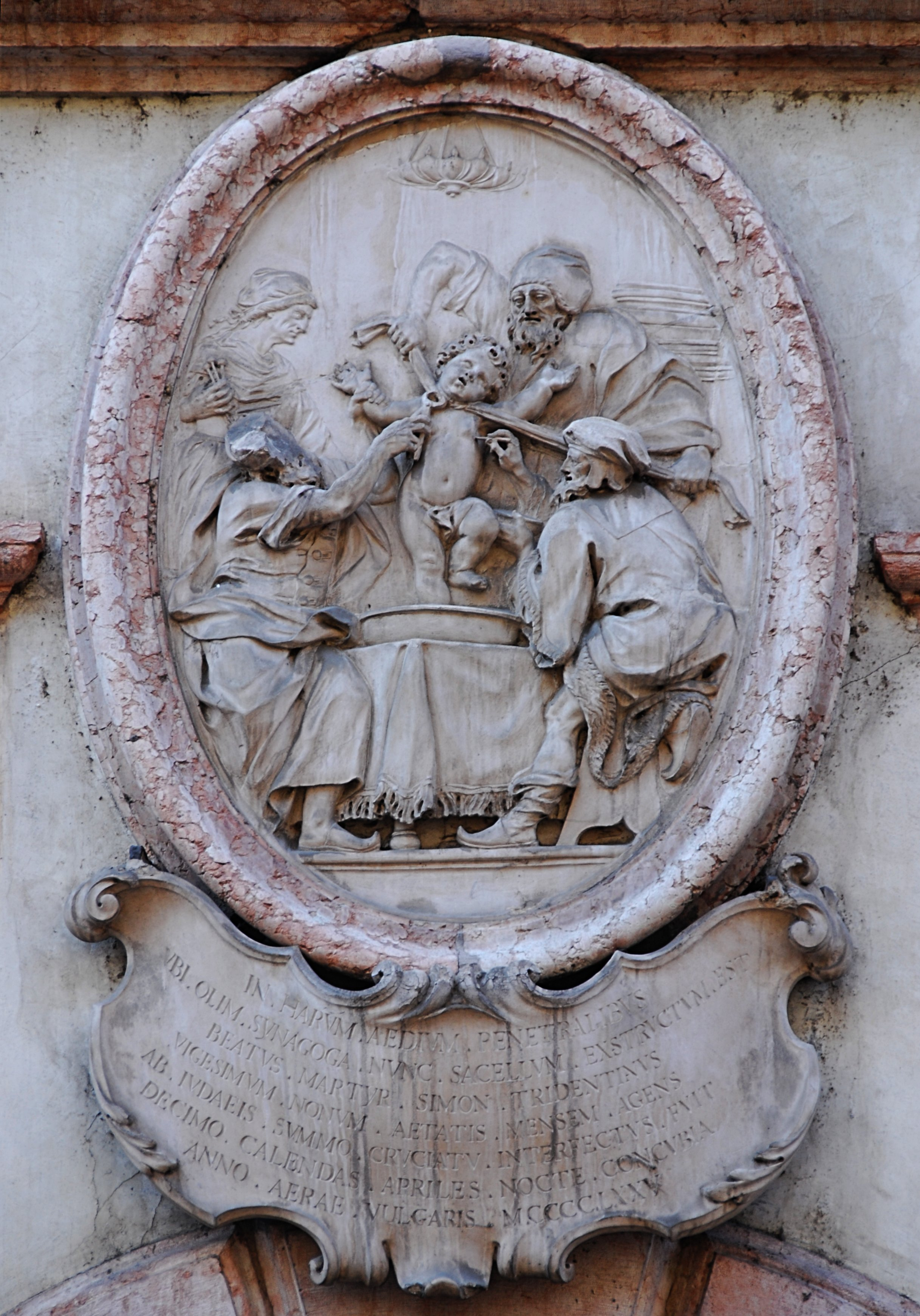
Medaglione su Palazzo Salvadori, rappresentante il, supposto, sacrificio di Simonino di Trento, l'edificio sorge sulle fondamenta dell'antica sinagoga della piccola comunità ebraica presente in città.

- Palazzo Salvadori – in via Manci 119, uno dei primi esempi di architettura civile rinascimentale a Trento. Venne costruito dal maestro lombardo Lucio Tosani, nel periodo clesiano a partire dal 1515. Attorno alla metà del XVIII secolo furono affissi due medaglioni in pietra sulla facciata per celebrare il martirio di Simonino di Trento, il bambino che si riteneva falsamente vittima di un rituale ebraico nella Pasqua del 1475. Questo episodio, forse il più negativo della storia della città, causò la cacciata della piccola comunità ebraica di Trento, che aveva nel palazzo la propria sinagoga i quali locali sono ancora visibili a livello semi-interrato lungo il vicolo al Vò con tanto di stele commemorativa. La cappella del Santo, invece, si trova presso il Palazzo Bortolazzi ed è occupato da una gioielleria.
- Palazzo Galasso o Del Diavolo (Ca del Diaol) – sito in via Manci 99 e fatto costruire nel 1602 da un discendente della potente famiglia di banchieri Fugger; così chiamato, secondo la leggenda, citata anche da Goethe,[50] a causa di una scommessa vinta dal Fugger contro Mefistofele.[51] Nell'annessa cappella gentilizia dei Santi Martiri Anauniensi, il 9 gennaio 1837, re Ferdinando II delle Due Sicilie sposò l'arciduchessa Maria Teresa d'Asburgo-Teschen, le nozze furono celebrate dal vescovo Giovanni Nepomuceno de Tschiderer.
- Palazzo Roccabruna – in via SS.Trinità 24, parte di un accorpamento di varie unità edilizie avvenuto a metà del XVI secolo, con cortile, salone affrescato e cappella affrescata dedicata a san Gerolamo. Nel medesimo edificio sorge al piano terra l'Enoteca Provinciale che ospita mostre e degustazioni di vini tipici locali.
- Palazzo Bortolazzi - in via Malpaga 17, oggi sede della SOSAT (Sezione Operaia Società Alpinisti Tridentini) e del suo coro, prende il nome dalla famiglia Bortolazzi. Include una cappella dedicata al Simonino.
- Palazzo Calepini - il palazzo prende il nome dalla nobile famiglia che si insediò nel XV secolo.
- Palazzo Ghelfi – in piazza Pasi 21, prende il nome dalla famiglia che nel corso del Quattrocento si insediò nella città di Trento.
- Palazzo Cazuffi – in via Oss Mazzurana 45, sito nella contrada di San Benedetto è di origine rinascimentale. Della ricca decorazione pittorica che interessava l'intero palazzo rimane la parte superiore e la fascia marcapiano. Da non confondere con le Case Cazuffi di piazza Duomo.
- Casa Balduini – in piazza Duomo 30, di origine medioevale è affrescata da un pittore "astrattista" ignoto. Ospita un'osteria tipica locale.
- Casa Torre Mirana – in via Belenzani 21, una delle più antiche costruzioni del Sass, di origine medioevale è stata rimaneggiata nel Rinascimento dalla famiglia Mirana.
- Palazzo Migazzi Ciani – in via Manci 158 il vasto edificio rinascimentale appartenne alla famiglia Migazzi di Cogolo in Val di Peio. Ospita un cinema.
- Palazzo Trautmannsdorf – in piazza Sanzio ad angolo con via Suffragio, si estende tra piazza Mostra e via Suffragio e si affaccia su piazza Raffaello Sanzio; assunse le sembianze attuali nel corso del Seicento per opera dei conti tirolesi Trautmannsdorf. Precedentemente apparteneva alla nobile famiglia Particella; dopo i conti passò ai baroni Salvadori.
- Palazzo Quetta - Alberti Colico – in via Belenzani 30, accanto a palazzo Geremia deriva dalla fusione di due nuclei edilizi precedenti, presenta una facciata affrescata a candelebra e affreschi che vanno dal periodo trecentesco a quello cinquecentesco.
- Palazzo Civico - (o municipio vecchio) accanto a palazzo Alberti Quetta Colico, era l'antica sede del Magistrato consolare. Sul tetto sta scritto un motto (in latino) attribuito a San Bartolomeo che, tradotto, suona più o meno così: el sass me gavè dà l'arzent e l'nom de Trent (la montagna ci ha rifornito di argento e del titolo di Trento).
- Palazzo Consolati - in via S.Maria Maddalena 1 dove si riunivano i membri "dell'Accademia degli Accesi" per contendere il titolo di lezù (= intellettuali) a quelli degli Agiati di Rovereto.
- Palazzo Del Monte – in via Suffragio 93, costruito nel 1519 al "Cantone" (tra via Suffragio e via San Marco), è affrescata con le fatiche di Ercole e con uno stemma di Massimiliano I.
- Casa Niccolini - in piazza Mario Pasi, con affreschi del 1500-600 riscoperti nel 2020
- Palazzo della Filarmonica – in via Verdi 30, all'interno la sala per stagione concertistica della Società della Filarmonica.
- Palazzo Firmian – in via Galilei 1, di origine rinascimentale; nel palazzo nacque Carlo G.Firmian, governatore della Lombardia (dal 1759), protettore di letterati e poeti e uno dei valorizzatori del giovane Mozart. Ora e sede della Cassa di Risparmio.
- Palazzo Larcher Fogazzaro – in via Mazzini 10, edificio del tardo barocco trentino eretto dalla nobile famiglia Guarinoni. Il portale presenta due giganti che reggono il balcone sovrastante. Attiguo si può scorgere un frammento delle mura medievali, residuo dei lavori di rimozione lungo via Verdi.
- Palazzo Pilati – in via Oss Mazzurana 38, presenta un'interessante facciata gotica risalente al XV secolo.
- Palazzo Saracini Pedrotti – in via Manci 57, di gusto rinascimentale è stato sopraelevato nel 1862. Ora sede della S.A.T. (da non confondere con la S.O.S.A.T. avente sede in palazzo Bortolazzi).
- Palazzo Tabarelli – in via Oss Mazzurana 65, costruito nel 1515 prende il nome da chi ne ordinò la costruzione. Anche detto "Palazzo dei Diamanti": così infatti lo battezzarono i Trentini, per la sua facciata rilucente di diamantini riflessi. Sulla facciata sono scolpiti 22 profili di personaggi storici locali (l'ultimo a destra al primo piano è Bernardo Clesio).
- Palazzo Trentini – in via Manci 83, originariamente dei baroni Trentini, il palazzo fu costruito verso la metà del secolo XVIII, sede del Consiglio della Provincia Autonoma di Trento.
- Palazzo della Prepositura - a lato della chiesa di Santa Margherita, qui abitò Enea Silvio Piccolomini.
- Palazzo della Provincia – in piazza Dante, sede della Presidenza e della Giunta della Provincia Autonoma di Trento. All'interno vi sono decorazioni di Fortunato Depero.
- Palazzo ex collegio dei Gesuiti – in via Roma, acquistato nel Seicento dai Gesuiti è ora la sede della biblioteca comunale di Trento inglobando una vecchia sala cinematografica, tuttora visibile in via Torre Verde 28.
- Palazzo a Prato – di origine cinquecentesca era la dimora dei baroni a Prato, demolito per fare posto al:
- Palazzo delle Poste – (1929-1934) in piazza Vittoria, edificato nel periodo fascista ingloba la parte posteriore del Palazzo a Prato.
- Palazzo Voltolini - in piazza Vittoria (lato nord), risalente al XVII secolo ora è sede del Genio Civile.
- Palazzo del Tribunale di Trento – in via San Francesco, costruito nel 1876 come "palazzo del Governo" austroungarico ospita il Palazzo di Giustizia, mentre le carceri giudiziarie sono state da poco trasferite in periferia.

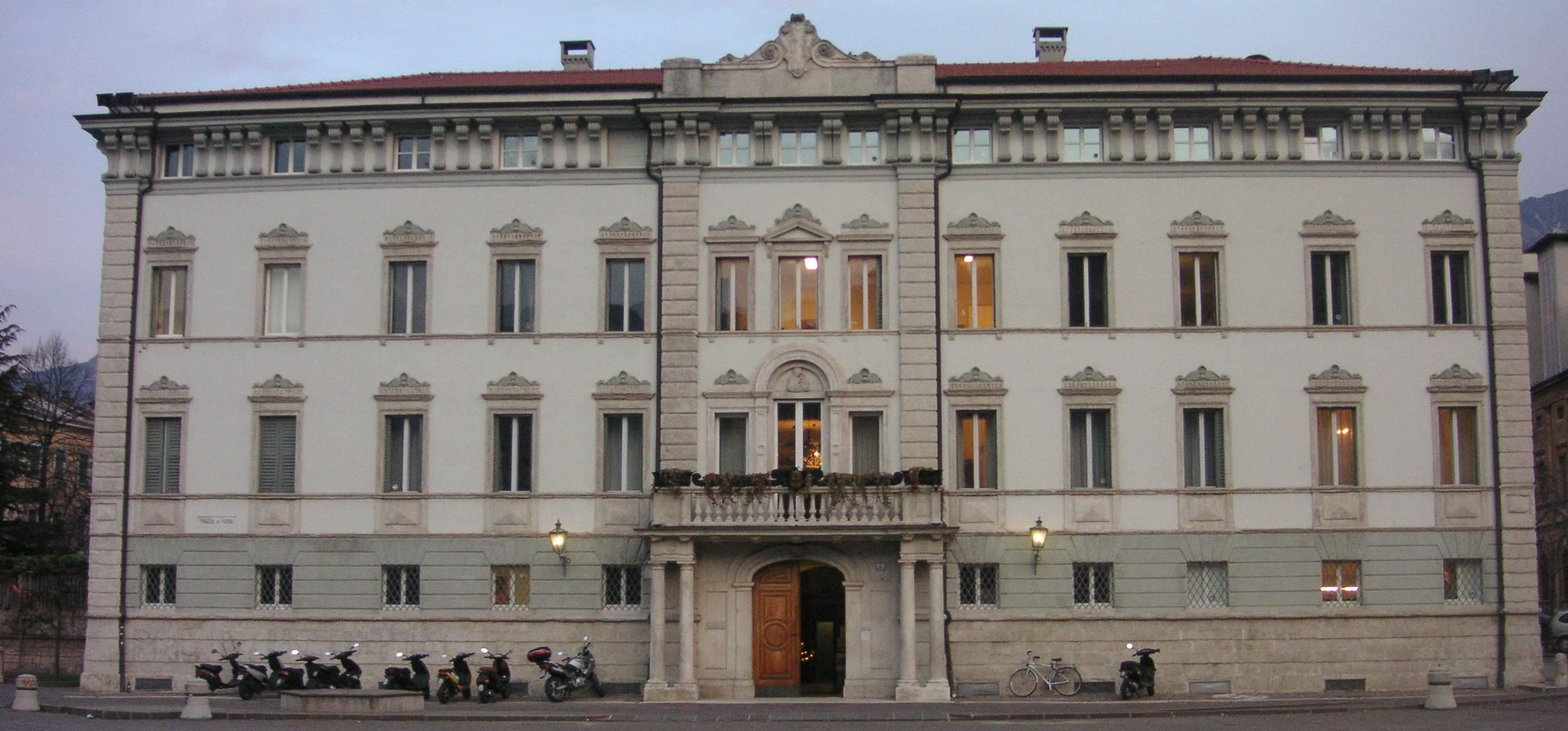
Il Palazzo Vescovile in Piazza Fiera a Trento

- Palazzo della facoltà di Sociologia – in via Verdi 32, dal 1962 sede della facoltà di sociologia e della biblioteca centrale delle facoltà umanistiche. Anteriormente (dal 1889 sino al 1961) ospitava una scuola elementare.
- Palazzo Ranzi – in piazza S.Maria 31, costruita in stile neorinascimentale (lesene in granito rosa di Fiemme) sulla quale facciata sono state collocate una serie di busti marmorei rappresentanti 15 personaggi trentini: dal basso a sinistra: Andrea Pozzo (architetto gesuita), Francesco Oradini (scultore), Gianbattista Lampi (pittore), Francesco Guardi (pittore), Fede Galizia (pittrice), Bianca Laura Saibanti (poetessa roveretana), Niccolò Dorigatti (pittore), Andrea Rensi (pittore), Antonio Tita (naturalista), Aliprando Caprioli (incisore); al secondo piano da sinistra: Andrea dell'Aquila (pittore e scultore), Vincenzo Vicentini (pittore), Alessandro Vittoria (scultore), Vigilio Rubini (scultore) e Bernardo di Santagnese (religioso).
- Palazzo Arciescovile – nel lato est di piazza Fiera, costruito su progetto di Ignazio Liberi per la famiglia Ceschi, usufruendo di alcune strutture della seicentesca villa extraurbana dei Particella, poi Cannella, che a sua volta era sorta nel luogo delle due casupole cinquecentesche. Dalla residenza dei Particella, detta secondo leggenda[52], "La favorita", rimane il portale a larghe bugne bianche e rosse che serve il giardino. Dal 1921 è residenza arcivescovile e sede della Curia.
- Ex Casa Littoria – in Largo Porta Nuova, edificata nel 1938, raffigura su una porzione della facciata un altorilievo di un uomo a petto nudo mentre indossa un mantello con una mano alzata, nell'altra impugna un fucile e una vanga, sopra il quale si erge un poggiolo con un falco scolpito sul parapetto. Verso la sommità del palazzo sono presenti due sostegni tra i quali si trovava un fascio.
- Palazzo Nogarola-Guarenti – in via Oss Mazzurana 1 del XVI secolo ospita dei grandi magazzini. Al primo piano salta all'attenzione un grazioso sporto a due piani con tanto di poggiolo in ferro battuto.
- Molino Vittoria – in via Verdi risalente al 1912, inizialmente adibito alla lavorazione dei cereali mutò frequentemente uso e destinazione. Ora è di proprietà dell'università di Trento che ne ha riservato alcuni locali ad uso biblioteca. La facciata sud presenta due interessanti statue dedicate a Cerere, dea dei cereali e delle messi (nell'angolo ovest), e Mercurio, dio delle merci e protettore dei commercianti (nell'angolo est).
- Villa Tambosi - a Villazzano di Trento ora sede della sezione trentina del European Centre for Theoretical Studies in Nuclear Physics and Related Areas (ECT*).
- Mausoleo di Cesare Battisti sul Doss Trento - sulla collina (308 m) che si erge in riva destra dell'Adige è stato costruito il Mausoleo dedicato a Cesare Battisti: 16 colonne di marmo alte 14 metri su basamento circolare. Il Doss Trento ospita anche il Museo degli Alpini. Accanto sono presenti i resti di un'antica chiesa paleocristiana del IV secolo.
- Albergo Cavour, in piazza S.M. Maggiore 21, la facciata convessa domina la parte più suggestiva della piazza, costruito nel secolo XVI ospita la Birreria Rosa d'oro.
- Ex Complesso degli Agostiniani (XVI secolo) in via S. Marco, angolo via S. Maria, ospitava l'omonimo ordine, è un parco pubblico.
- Scuole Francesco Crispi - all'angolo tra piazza Fiera e via Don Bosco. Nate come orfanotrofio, erano state commissionate attorno al 1860 all'architetto Angelo Milesi di Ortona dalla Civica Congregazione di Carità di Trento. Il progetto comportò la demolizione del preesistente Maso dei Leoni, la deviazione della roggia e la costruzione dell'edificio in allineamento con quelli che costituivano il limite meridionale di piazza Fiera. L'edificio è caratterizzato da una corte interna, da un porticato a pieno sesto e da un loggiato archivoltato a balaustre, entrambi tamponati allorché, verso la fine degli anni venti, il comune ottenne la struttura con lo scopo di adattarla ad edificio scolastico. Progetto e lavori di ristrutturazione furono eseguiti tra il 1927 e il '28. Una seconda ristrutturazione, durata diversi anni, è terminata nel 2014.

Interessanti le numerose case affrescate di piazza Duomo e in altre vie delle città. Sono esempi dell'architettura residenziale trentina e ne costituiscono la maggior parte di abitazioni in centro, le case a schiera di tipo monocellulare, che si elevano, di solito, sino a 3 piani fuori terra. Priva di elementi decorativi di rilievo, conserva tuttora l'impianto tipico con l'androne e bottega al piano terra, corpo scale ligneo a due o più rampe e vani superiori prospicienti sulla via (soggiorno e zona notte, mentre cucina e latrina sono sistemate sul fondo).

#### Fontane

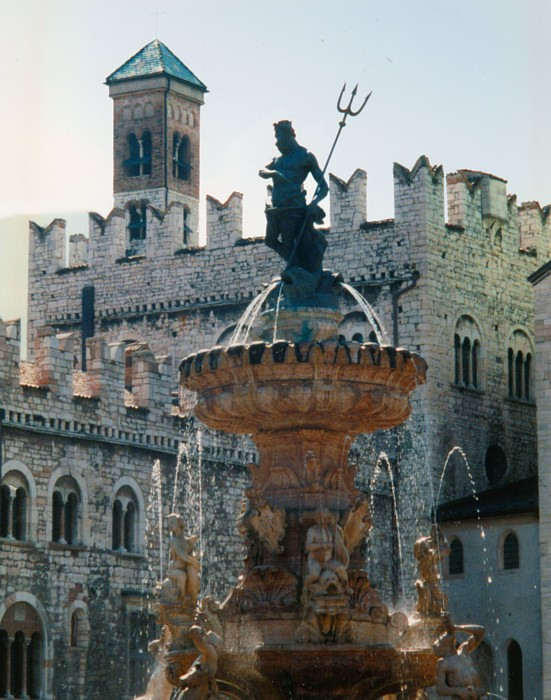
Fontana del Nettuno

- Fontana del Nettuno - uno dei più importanti monumenti della città del XVIII secolo (venne eseguita tra il 1767 e il 1768 su progetto di Francesco Antonio Giongo), edificata nel periodo dell'Illuminismo per "salute e decoro della città". Nel cortile del palazzo municipale si trova la statua originale del Nettuno, quella scolpita da Stefano Salterio da Como: sulla cima della fontana, infatti, negli anni 1940, è stata posta una riproduzione bronzea.
- Fontana dell'aquila - piccola fontana in piazza Duomo sormontata da un'aquila di pietra. Su quest'aquila è nata una leggenda.
- Fontana delle Naiadi - fontana del 1954 al centro di largo Porta Nuova, di forma circolare con 150 getti lungo il perimetro che spruzzano l'acqua verso il centro ove dal 1983 è collocata una scultura di Eraldo Fozzer (1908-1995) rappresentante due cavalli stilizzati adiacenti che guardano verso il cielo. La fontana prende il suo nome dalla scultura, ancora di Fozzer, che nel 1956 era stata collocata al centro e che raffigurava appunto due corpi ignudi di Naiadi, rimossa in seguito in nome del senso del pudore dei trentini[53] (la scultura fu poi acquistata nel 1960 dal comune di Bolzano, che la collocò sulla fontana di Piazza del Tribunale). La fontana è localmente conosciuta anche con il nomignolo di lavamàn del sindaco, per via della sua forma circolare.[54][55][56]
- Fontana di piazza delle Erbe - disegnata nel 1867 da Stefano Varner e da Tamanini, era originariamente collocata al centro nell'attigua piazza Alessandro Vittoria, da cui venne rimossa per erigere il monumento ad Alessandro Vittoria nel 1908. Sulla fontana è presente un putto bronzeo, opera di Andrea Malfatti, che medita alla sommità della colonna portante, con due getti laterali che versano acqua in vasche a forma di conchiglia. È anche detta "ostarìa dei dó castradi" (osteria dei due castrati) per via dei getti laterali a forma di ariete.[57][58]
- Fontana del Fauno Innamorato - fontana ottocentesca, detta anche del Bacchino, si può ammirare sul lato ovest di piazza Pasi che, nel bozzetto originale, doveva rappresentare la mitica figura di Narciso e che, invece, risultò un capriccio dello scultore trentino Andrea Malfatti il quale si era innamorato di Mariolina, una fanciulla che lavorava presso una sartoria nel palazzo attiguo. Lo sguardo del Fauno, infatti, intento nel versare l'acqua in un orcio, è rivolto verso una finestra di Casa Crivelli.[59]
- Fontana dei due delfini, nella piazzetta antistante al parco S.Chiara, nei pressi dell'omonima chiesa.
- Fontana sulla chiesa di san Marco, con la statua di s. Giovanni Nepomunceno, posta all'angolo della chiesa all'interno di una nicchia dall'incorniciatura classica.
- Fontana del XX secolo dedicata ad Antonio Rosmini, all'angolo tra via Bartolomeo Malfatti e corso III Novembre, con un busto opera di Livio De Gasperi del 1955.
- Fontana-monumento del XX secolo dedicata a Luigi Negrelli, in piazza Dante. L'opera ricorda il progetto del Canale di Suez, realizzato appunto da Negrelli.
- Fontana del 1957 nei giardini di piazza Venezia, opera dello scultore Antonio Berti, situata nella scalinata sul retro del monumento ad Alcide De Gasperi. È caratterizzata da un mosaico in cui compaiono gli stemmi dei capoluoghi italiani.

La città di Trento inoltre possiede altre fontane di minor interesse artistico. Tra queste vi sono la fontana di Port'Aquila, la fontana del parco davanti al tribunale, le 3 fontane nel parco di san Marco, la fontana in piazza Garzetti, dietro alla Torre del Massarello, la fontana in piazza santa Teresa Verzeri.

#### Ponti

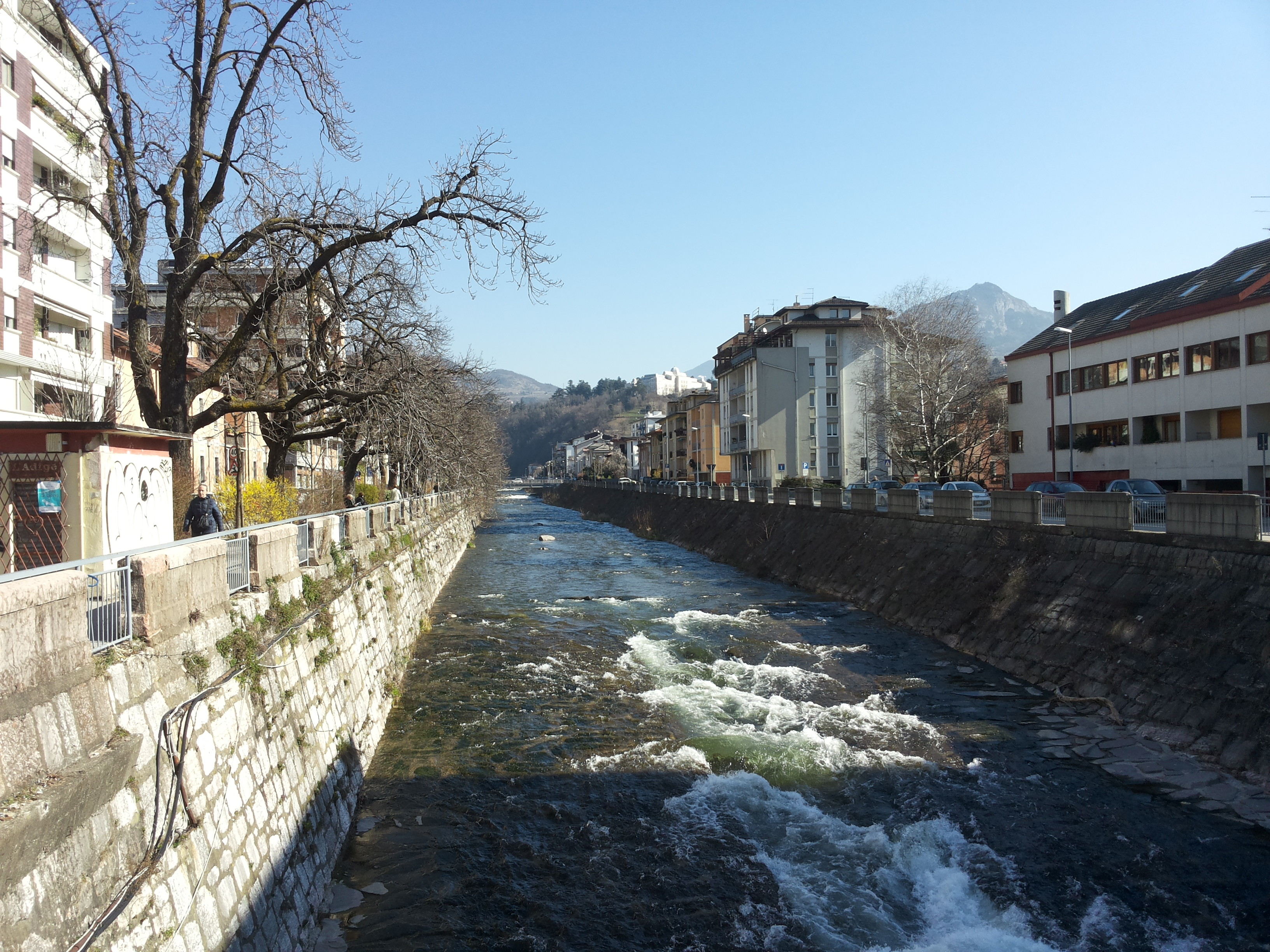
Il torrente Fersina visto dal ponte dei Cavalleggeri

Essendo Trento di origine romana e situata su un'importante via militare è lecito supporre l'esistenza di alcuni ponti che attraversavano il fiume Adige e il torrente Fersina, situato a sud della città da dove veniva la via militare. Si tenga tuttavia presente che il corso del torrente Fersina è nel luogo attuale solo dal XVI secolo, quando fu deviato perché più volte l'anno allagava il centro storico il corso essendo al centro dell'attuale piazza Fiera, subito fuori le mura, in posizione più elevata del centro storico. La cascata di Ponte Alto (realizzata per frenare la velocità delle acque) e i poderosi argini allora costruiti a contenimento del corso attuale hanno evitato ogni successiva alluvione del Fersina, anche se qualche rara volta il torrente è arrivato a sfiorare gli argini. Qualche volta però la zona bassa della Bolghera è stata invasa dall'acqua del Rio Salè, che a sud del Fersina scorre quasi parallelo ad esso, sfociando poi nel Fersina subito prima che questo sfoci nell'Adige.
Di questi ponti finora non è stata trovata traccia, né è dato sapere se fossero di muratura, di legno o costruiti con delle barche (nel caso dell'Adige, ricordando che nello spostamento del corso il percorso del fiume fu sensibilmente accorciato e quindi in precedenza l'acqua scorreva molto più lentamente e il corso era più ampio).
Stesse considerazioni si possono applicare ai ponti di origine medioevale. Antiche mappe della città riportano l'esistenza di un ponte, chiamato "ponte coperto", che attraversava l'Adige all'altezza di Torre Vanga per portare alla Chiesa di San Lorenzo, e di un altro ponte situato sopra il Fersina. Quasi sicuramente questi ponti sorgevano dove un tempo sorgevano quelli romani, da quello sul Fersina (posto probabilmente davanti al Torrione di piazza Fiera) passava la strada che conduceva in città. Il ponte fu ricreato al posto dell'attuale Ponte dei Cavalleggeri al momento dello spostamento del corso del Fersina, probabilmente in legno (ma non ve ne è memoria né certezza). Il "Ponte coperto" sull'Adige fu distrutto quando, per opera del governo austriaco, fu deviato il corso del fiume Adige per far posto alla ferrovia.
Ora in città ci sono ponti più recenti.
Sul Fersina
- Ponte Santa Barbara - all'inizio di via De Gasperi
- Ponte dei Cavalleggeri - tra corso III Novembre e viale Verona
- Ponte dei Mille - sull'omonima via
- Ponte Borzaga[60] - su via Vicenza, intitolato al missionario Mario Borzaga
- Ponte Dame di Sion - presso l'Istituto Galilei
- Ponte Cornicchio - salita Manci verso Mesiano
- Vecchio Ponte Lodovico - collegamento per Mesiano
- Ponte Lodovico - lungo la strada che sale a Mesiano, vicino alla coeva rotatoria di San Donà, costruito negli anni 2000 a fianco del preesistente Vecchio Ponte Lodovico per rispondere alle cresciute esigenze di traffico
- Ponte Alto - piccolo e stretto ponte a est della città, sulla stradina che porta a Povo dall'ingresso della superstrada. La vicina cascata di Ponte Alto, nell'orrido di Ponte Alto, è un salto artificiale creato per ordine di Bernardo Clesio per sfogare le piene del Fersina

Sull'Adige
- Ponte dell'Autostrada - sull'Autostrada del Brennero a nord della città
- Ponte della Statale - sulla Strada Statale a nord della città
- Ponte di San Giorgio - in città
- Ponte di San Lorenzo - in città
- Ponte di Ravina - sulla strada per il paese di Ravina
- Ponte di San Nicolò - sulla Strada Statale a sud della città

#### Architettura contemporanea

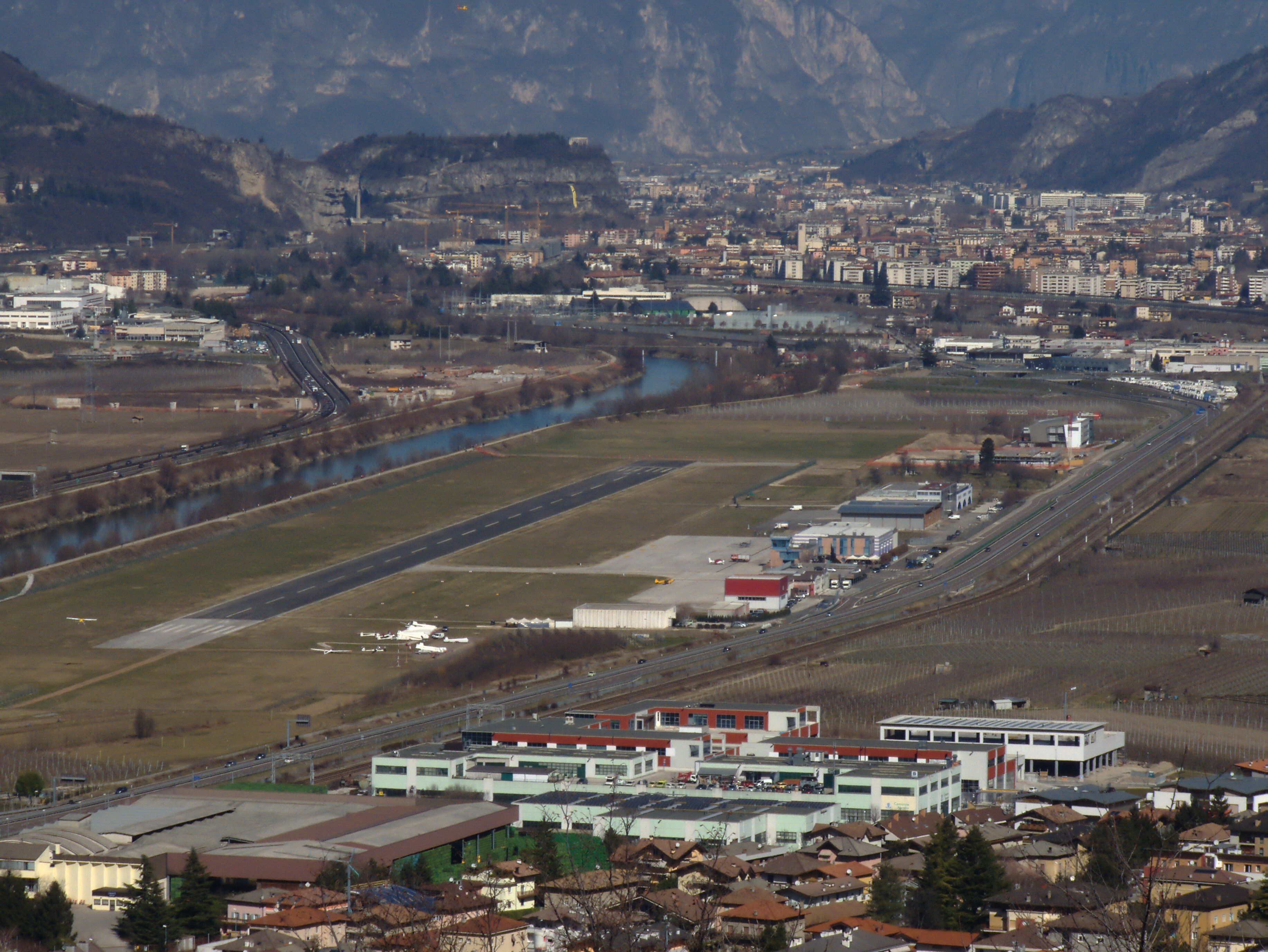
Aeroporto di Trento

- Aeroporto di Trento "Gianni Caproni", intitolato all'ing. aeronautico trentino Gianni Caproni - nel sobborgo di Mattarello a 5 km a sud della città.
- Boscolo Hotel – in via Alfieri 3 dal 1939 assolve le funzioni di albergo.
- Casa del Balilla – in via Pozzo fin dal 1933 ospitava i locali della gioventù italiana del littorio, demolita negli anni cinquanta in favore della Stazione Autocorriere.
- Case IACP – anche conosciuto come "Complesso ai Muredei" sito nella via omonima, realizzato nel 1929 ad uso residenziale; è uno dei pochi esempi della città in stile deco.
- Case per i mutilati e gli invalidi di guerra – in via Montello 30 costruite in stile deco nel 1927 per i reduci della Grande Guerra. Sull'angolo si scorge un'edicola ex voto.
- Caserma "Gavino Pizzolato" intitolata alla memoria del Gen. Gavino Pizzolato, decorato di due Medaglie d'Argento al Valor Militare e di due Medaglie di Bronzo al Valor Militare, dell'Ordine Militare di Savoia e dell'Ordine coloniale della Stella d'Italia, caduto in Nord Africa il 23 marzo 1943.[61]
- Centro sociale Bruno – accanto alla stazione Trento-Malé, fin dal 1934 ospitava i locali della dogana, poi negli anni sessanta fu riattato in funzione di servizi sociali autogestiti e nel 2015 abbattuto.
- Espansione della facoltà di Giurisprudenza - Mario Botta
- Facoltà di Ingegneria a Mesiano - Giovanni Leo Salvotti De Bindis (1985-1995)
- Galleria Garbari – tra via Manci e Piazza Cesare Battisti fu realizzata nel 1924 in stile liberty.
- Istituto Regionale di Studi e Ricerca Sociale (1950) in piazza S.Maria angolo via S.Giovanni, ex Ente Nazionale di Scuole Italiane di Servizio Sociale. Ospita una biblioteca specializzata sull'assistenza sociale. Sulla facciata è visibile un rilievo di Luigi De Gasperi.

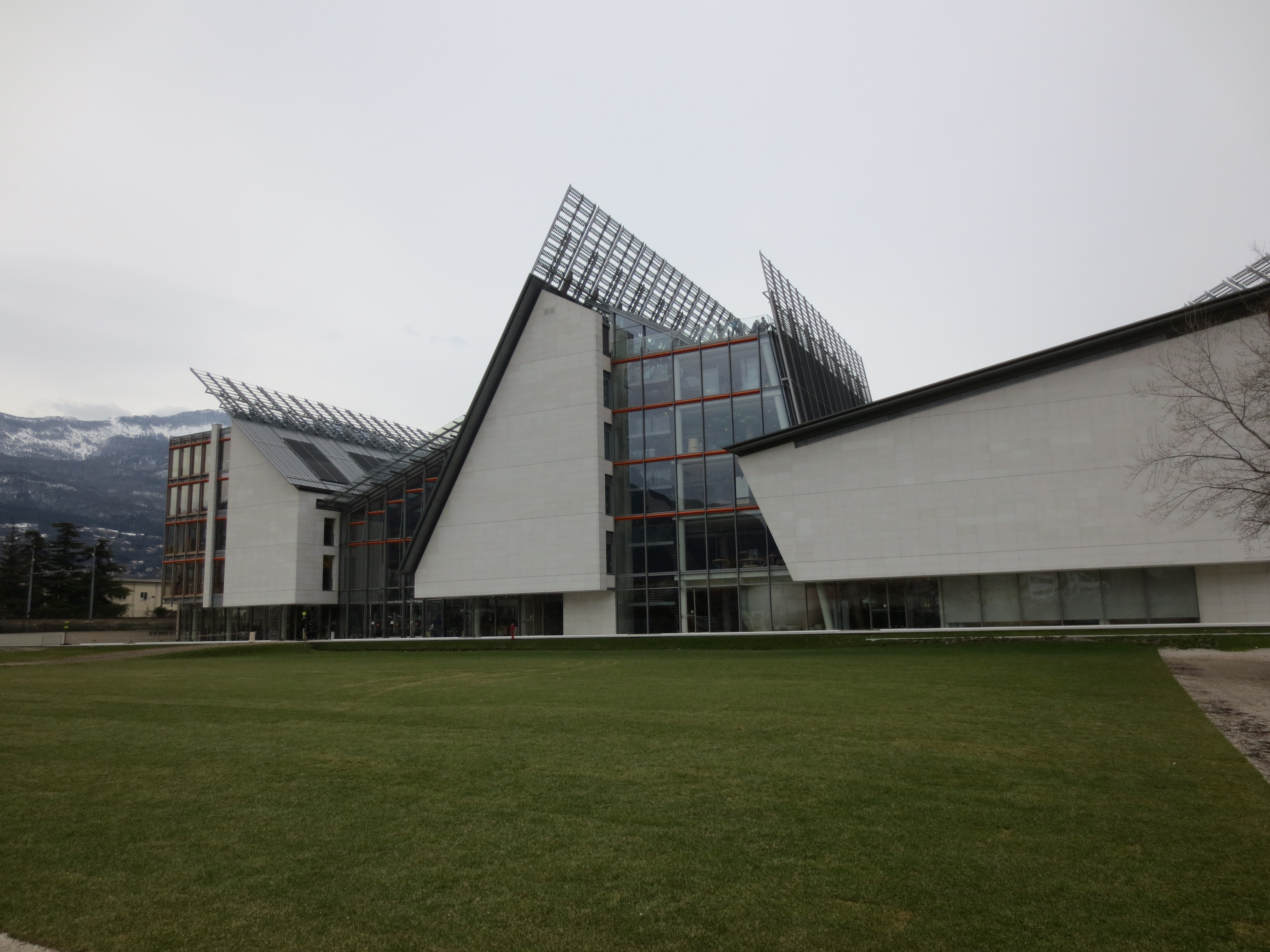
Il MUSE

- MUSE – in corso del Lavoro e della Scienza 3 (nel quartiere Le Albere), realizzato nel 2013 su progetto di Renzo Piano.
- Officina elettrica – in viale Trieste per diversi usi, fin dagli anni venti funzionava come centrale idroelettrica.
- Ospedale Santa Chiara, in largo Medaglie d'Oro, 9.
- Padiglione del Turismo – tra via Alfieri e via Torre Verde, costruito nel 1940 in tempi da record per sostituire il precedente padiglione.
- Padiglione Savoia – accanto a quello del Turismo, realizzata nel 1920 come ostello per accogliere i viaggiatori provenienti dalla stazione, in seguito fu adibita a pasticceria fino a tempi più recenti quando fu acquistata dalla SIT.
- Palazzo del Governo – in C.so III Novembre 11, previsto fin dal 1950 per le funzioni di Co.Re.Co., ospita il Commissariato di Polizia.
- Palazzo della Regione – in via Gazzoletti 2, Adalberto Libera (1950-56)
- Palazzo delle Poste - Angiolo Mazzoni (1929-1934)
- Palazzo Salvotti (1960) ad uso residenziale sito in corso III Novembre angolo con via Piave.
- Passaggio Dorigoni – collega via Suffragio con via Torre verde, realizzata nel 1910 in corrispondenza del vecchio Porteghet. Appena visibili degli affreschi che ritraggono Crono.
- Seminario Maggiore – in c.so III Novembre 46, ospita la facoltà di teologia e due biblioteche.
- Stazione ferroviaria - Angiolo Mazzoni
- Scuola elementare Raffaello Sanzio – nel piazzale omonimo, Adalberto Libera (1931-34)
- Stazione delle autocorriere - a lato della stazione ferroviaria (1956).
- Unità residenziale e chiesa di Madonna Bianca - Marcello Armani e Luciano Perini (anni settanta)

### Architetture militari

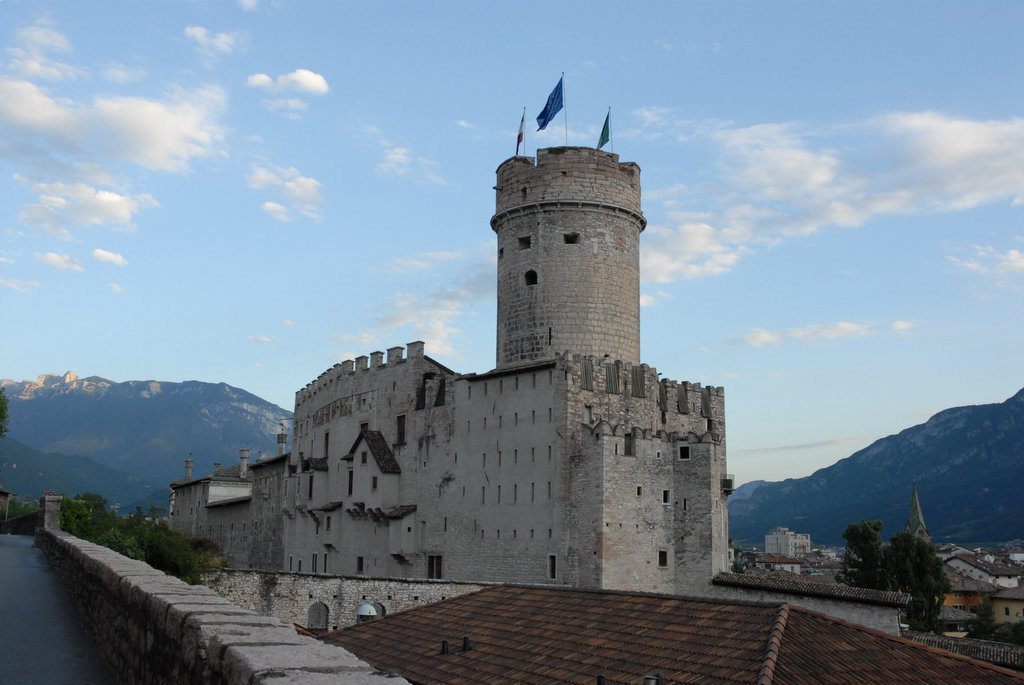
Il Castello del Buonconsiglio, per molti secoli residenza dei principi vescovi e uno dei simboli di Trento

Oltre ai castelli e torri dislocate nel territorio comunale esistevano, e alcune esistono ancora, alcune caserme militari, tra cui la "Cesare Battisti", la "Gavino Pizzolato" e la "Damiano Chiesa".

#### Castelli

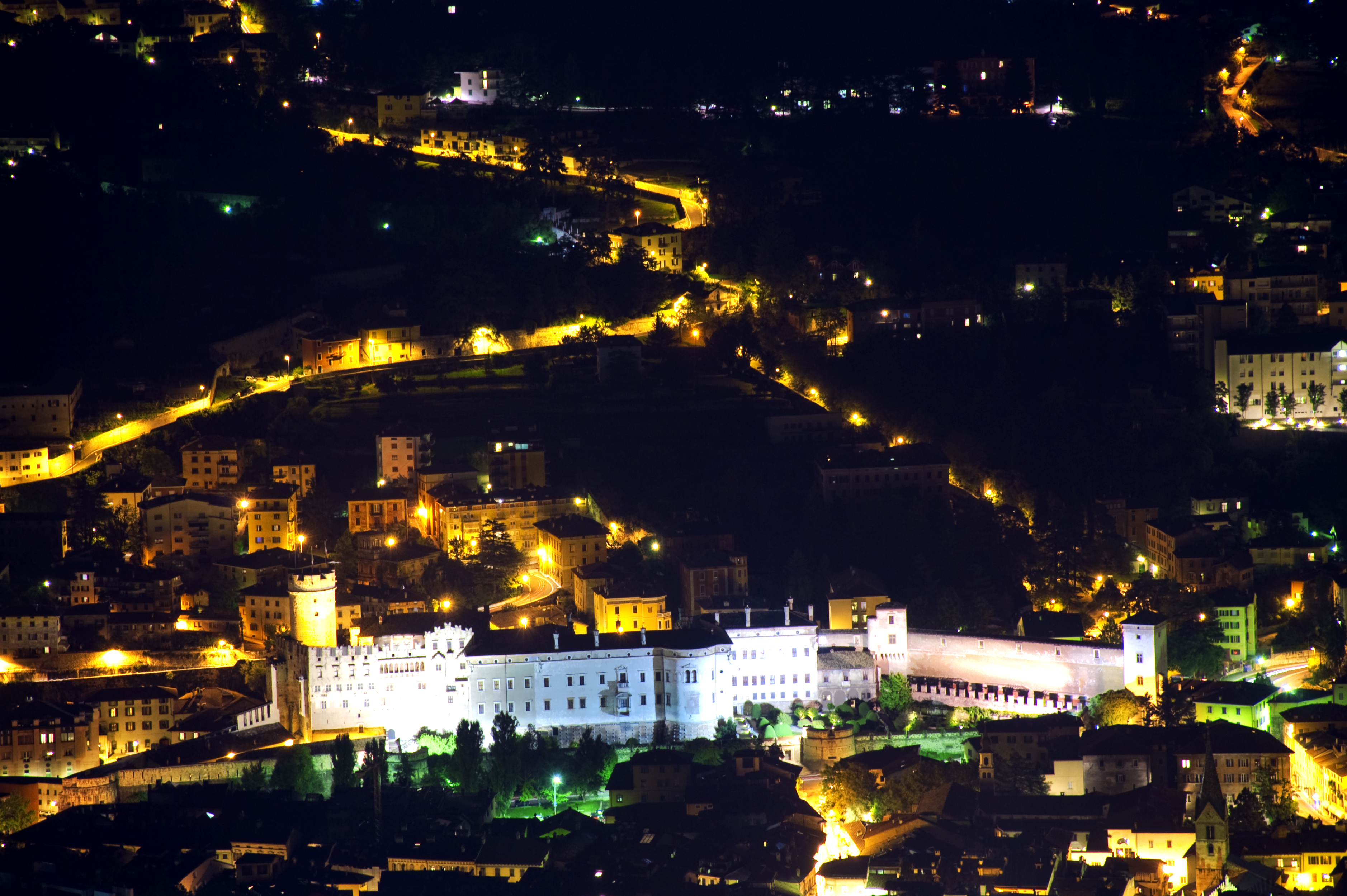
Veduta notturna da Sardagna

- Castello del Buonconsiglio - Eretto nel Duecento, ha ospitato per cinque secoli i principi vescovi della città. La struttura più antica è rappresentata dal Castelvecchio (XIII secolo), poi riedificato. Accanto venne costruito per volontà di Bernardo Clesio il Magno Palazzo, decorato dal Romanino e da Dosso Dossi, poi messo in comunicazione diretta con l'edificio antico tramite la Giunta Albertiana. Torre Aquila, orientata verso Aquileia, conserva un importante affresco del Gotico Internazionale, il Ciclo dei Mesi, forse attribuibili al maestro Venceslao di Boemia. Altre torri del castello sono Torre d'Augusto (il torrione principale, quello circolare) e torre del falco. Di fronte all'entrata principale del castello, al di là della strada, è inoltre presente un sarcofago di pietra. Secondo la leggenda, il Castello del Buonconsiglio prima si chiamava Malconsiglio a causa delle streghe che infestavano la Torre d'Augusto e che furono cacciate dopo il Concilio. Si sarebbero rifugiate, poi, in val di Sole presso S. Bernardo di Rabbi dove vivrebbero tuttora.

#### Torri

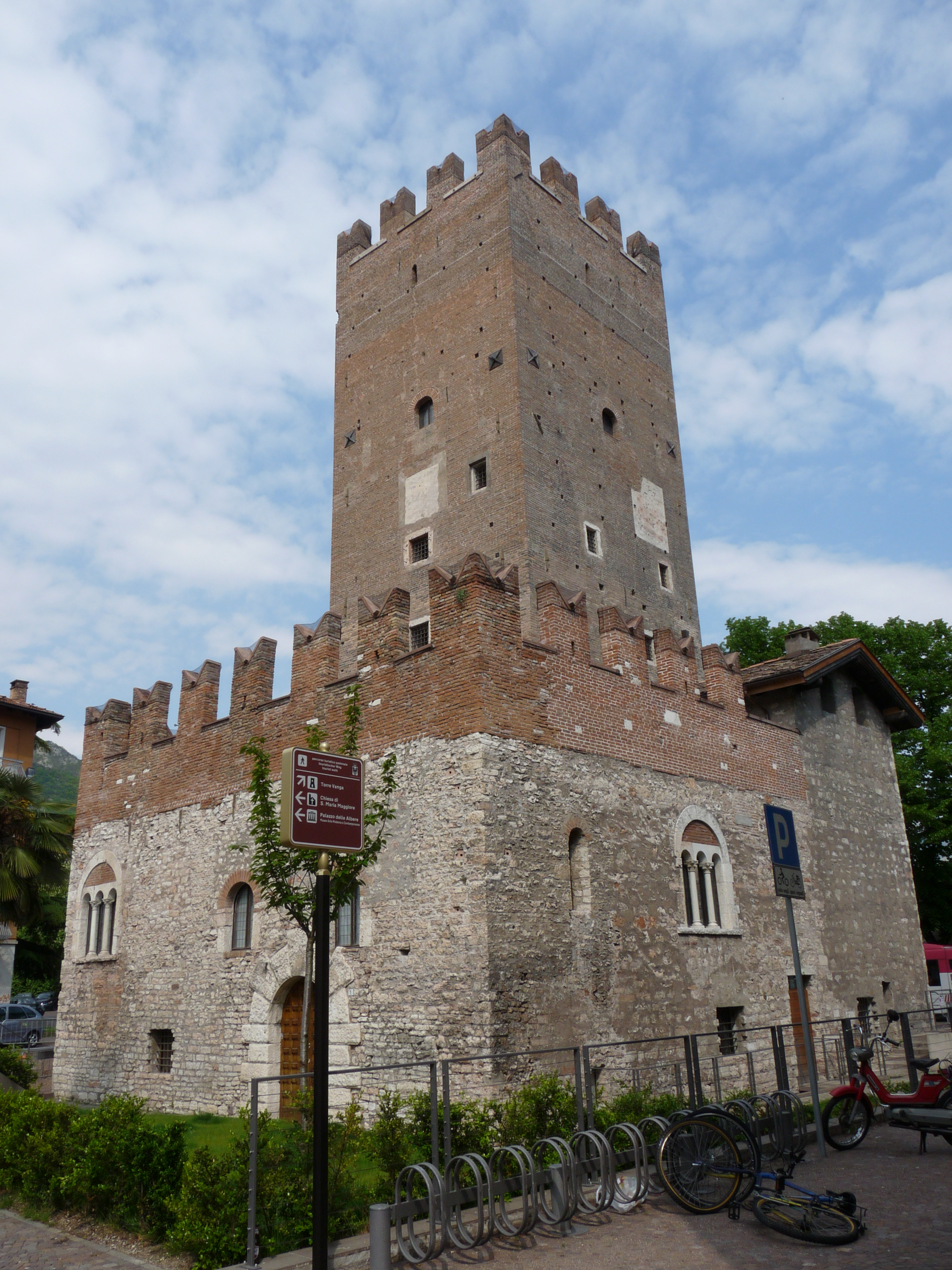
Torre Vanga

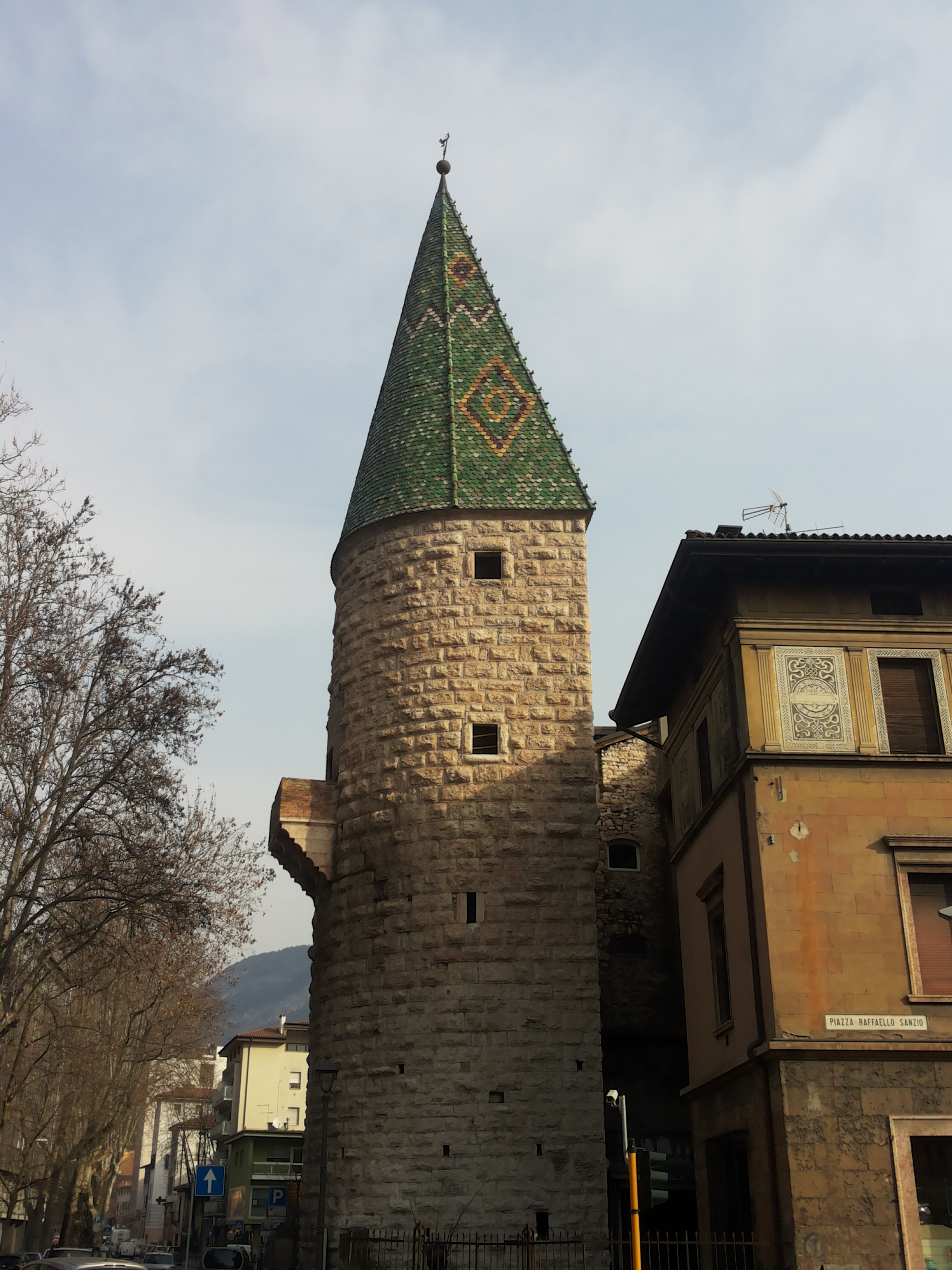
Torre Verde

Le famiglie nobili non esitavano a erigere una torre presso la propria abitazione in quanto è risaputo che ai piani alti le temperature sono più calde; in armonia con il nome della città, se ne possono contare trentatré:
- Torre Civica - costruita prima dell'anno 1000 accanto a palazzo Pretorio dove, durante il periodo romano, sorgeva porta Veronensis. Originariamente rappresentava il mastio di palazzo Pretorio (più basso e tozzo rispetto all´attuale torre, la quale venne innalzata nel corso dei secoli). Su di essa è presente un grande orologio e all'interno si trova la campana della Renga, ovvero la campana che chiamava "all´Arengo", alle pubbliche assemblee e alle condanne a morte eseguite nella sottostante Piazza Duomo. Nella torre civica che sovrasta p.za Duomo si dice che una volta abbia rintoccato una campanella per annunciare a Vigilio la prossima morte di Romedio, patrono noneso. Dopo essere stata riaperta al pubblico, dopo tre anni e precisamente il 4 agosto 2015 la sommità della torre ha preso fuoco.[63]
- Torre Vanga - torre edificata nel 1210 dal Principe Vescovo Federico Vanga e un tempo lambita dal corso dell'Adige, aveva lo scopo di controllare l'accesso sulla collina del Doss Trento.
- Torre Verde - eretta nel 1450, era anch'essa edificata sulle rive dell'antico corso del fiume, presso un'area portuale. Il letto dell'Adige fu deviato nel corso dell'Ottocento per fare posto alla costruzione della ferrovia.
- Torre della Tromba - risalente ai primi del Duecento, è stata edificata nei pressi del Duomo.
- Torre Mozza - del XIII secolo, si trova in via Belenzani nelle immediate vicinanze di Torre della Tromba.
- Torrione Madruzziano (El Torion), o anche la Rotonda (poiché di forma circolare). Il torrione fu costruito nel XVI secolo, per ordine di Ludovico Madruzzo, era fornito di un corpo di guardia che vigilava sull'entrata meridionale della città (Porta Santa Croce), ormai abbattuta. Il Torrione è situato sul lato occidentale di Piazza Fiera, proprio di fronte al palazzo della Curia, che si trova sul lato orientale. Col tempo (Ottocento) venne trasformato per destinarlo a edificio commerciale (caffetteria) e successivamente destinato a negozi e abitazioni. La torre è coperta da un'alta cuspide conica (lanterna). Dopo la ristrutturazione del 2017, nel 2018 è convertito a struttura ricettiva.
- Torre del Massarello - di costruzione medioevale, era la sede degli arcidiaconi del capitolo della cattedrale al tempo del Concilio (da qua il probabile nome originario di Casa-torre arcidiaconale). Il nome attuale deriva da quello di Angelo Massarelli da San Sepolcro, segretario generale del Concilio di Trento, che vi abitò nel ventennio in cui si tenne l'assise.[64] Questa torre è mozzata della parte superiore e si trova in via SS. Trinità.
- Torre dei Gionghi - in località Graffiano di Povo, sopra il parco di Gocciadoro. Solo questa torre rimane del Castello di Pietrapiana, il quale controllava la città di Trento dalla sua posizione collinare.[65]
- Torre Aquila - in via Cervara, inglobata nelle mura medievali
- Torre Benassuti - nel vicolo omonimo, di origine romana
- Casa torre Benetti-Mersi, in Largo Carducci ad angolo con via S.Pietro
- Torre Consolati - in via Rosmini nei pressi delle rovine della Villa Romana
- Torre dei Rochi - in Ravina
- Torre dell'Orco - in Ravina
- Casa torre De Negri - in piazza Duomo (bar Portici) da non confondere con:
- Casa torre De Negri-Rella - in via S.Pietro, a fianco della Galleria dei Legionari
- Torre del Deposito - Molino Vittoria, ex panificio municipale
- Torre Franca - in Mattarello
- Torre Moderna - in via degli Orti, 8
- Torre Littoria - in piazza Venezia preso la ex Casa Littoria
- Torre Maestranzi - in piazza Lodron
- Campanile di S. Maria Assunta - Chiesa di S. Maria Maggiore
- Campanile di S. Lorenzo - Tempio Civico
- Campanile di S. Francesco Saverio - ex Casa delle Costede
- Campanile del Duomo - prospiciente via Verdi
- Campanile di S. Romedio - prospiciente via Garibaldi
- Campanile di S. Apollinare - Piedicastello
- Campanile di S. Pietro - piazza Anfiteatro
- Campanile dei SS. Pietro e Andrea - Povo
- Campanile di S. Croce - Chiesa omonima in c.so III Novembre
- Campanile di S. Marco - Chiesa omonima
- Campanile dei SS. Filippo e Giacomo - Chiesa cimiteriale in Sardagna

#### Mura e porte della Città Medioevale
- Port'Aquila - nella parte orientale della città, inglobata durante i secoli dal castello.
- Porta Santa Margherita - porta secondaria nella parte occidentale della città, risparmiata, insieme a Port'Aquila, dall'abbattimento dell'Ottocento perché in posizione secondaria rispetto alle maggiori direttrici del traffico.
- Mura di Piazza Fiera - uniche rimaste delle antiche mura duecentesche che circondavano la città, fatte erigere dal vescovo Vanga sono sormontate da merli a coda di rondine. Da notare i resti della scala che portavano al passaggio di ronda. Sotto la piazza, nel parcheggio coperto, si può vedere un altro tratto di mura, infatti nel Medioevo il piano stradale era molto più basso di adesso, essendo il suolo dell'attuale piazza di Fiera innalzato dalla ghiaia continuamente ivi portata dalle alluvioni del Fersina che correva davanti alle mura e i cui vecchi argini sono stati ritrovati nello scavo del parcheggio sotterraneo. Tratti di altri pezzi di mura si possono inoltre notare inglobati dalle case che si trovano lungo il perimetro delle stesse.

#### Fortificazioni

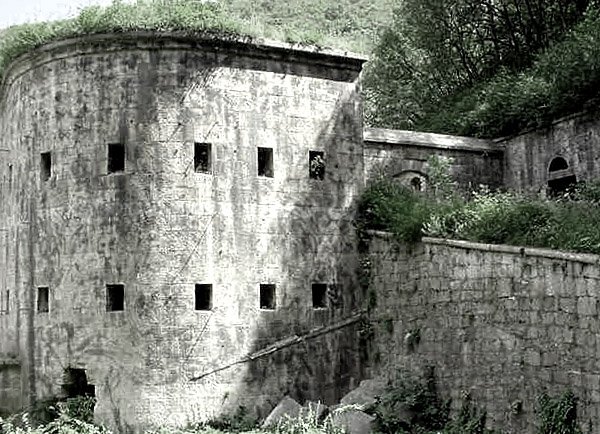
La tagliata stradale Bus de Vela, presso Cadine, poco sopra a Trento.

In provincia di Trento sono numerosi i forti e fortificazioni risalenti ai secoli XVII e XIX e comunque a prima della prima guerra mondiale costruiti dall'Impero austro-ungarico, alcuni sono in buono stato di conservazione, di altri sono visibili solo i resti. Delle molte fortificazioni trentine, alcune di queste costituivano il complesso fortificato "Fortezza di Trento", in tedesco Festung Trient, che comprendeva:
- Tagliata stradale Bus de Vela - a Cadine lungo la strada che dalla Gardesana scende a Trento
- Forte Doss di Sponde - sulle pendici del monte Bondone
- Forte Candriai - anch'esso alle pendici del monte Bondone
- Forte Mandolin - non più esistente, al suo posto la colonia elioterapica Alcide Degasperi
- Forte Camponzin - sulla strada che da Sopramonte va Candriai
- Forte Palon - sulla cima del monte Bondone a Trento
- Forte delle Viote - sul monte Bondone a Trento
- Forte Romagnano - a Romagnano di Trento
- Complesso fortificato di Mattarello - suddiviso nella Batteria Inferiore e la Batteria Superiore, oltre al forte. A Mattarello di Trento
- Batteria Doss Fornas - il forte è posizionato sul rilievo di sinistra della Valsorda, e presidiava l'ingresso a Trento da questa valle.
- Batteria Brusafer - il forte è posizionato sul rilievo di destra della Valsorda, e presidiava l'ingresso a Trento da questa valle.
- Batteria Marzola e Blockhaus Marzola - a controllo del sentiero che da Vigolo Vattaro portava alla Marzola
- Forte San Rocco - sul dosso di San Rocco a Trento sud
- Batteria Roncogno - sorge sulle pendici del monte Celva, di competenza di Trento
- Batteria Martignano - a Martignano di Trento
- Forte Casara - sul versante settentrionale del Monte Calisio, Controlla la strada Civezzano-Montevaccino. Di competenza di Trento
- Fortificazione del Doss Trento - sul Doss Trento.
- Batteria Cimirlo - sorgeva su un colle dominante l'abitato di Roncogno, frazione di Pergine Valsugana, di competenza del comune di Pergine Valsugana.
- Complesso fortificato di Civezzano: Tagliata Stradale Superiore e Inferiore, uno sbarramento ferroviario oltre al forte. Di competenza del comune di Civezzano.

Questi ultimi due complessi fortificati, anche se non sono di competenza del comune di Trento, sono stati menzionati per la loro posizione di confine.
Nel XX secolo a Trento sorgevano diverse caserme militari, di cui alcune di queste non si trova più traccia.
- Caserma "Cesare Battisti": edificata tra il 1800 e inizio Novecento dall'ingegnere Annibale Apollonio per le truppe austro-ungariche, aveva il nome di Caserma Madruzzo. Durante la grande guerra divenne ospedale militare. Dopo il conflitto subì alcune piccole modifiche e venne dedicata il 15 maggio 1939 a Cesare Battisti, ospitando il Battaglione Alpino “Trento” e il 62º Reggimento di fanteria “Sicilia” appartenente alla Divisione di fanteria motorizzata “Trento”. Durante il II conflitto mondiale divenne sede del Corpo di Polizia Trentina. Tornata nuovamente in mano degli italiani, divenne sede di diversi reparti:[67]
  - dal 1954 al 1974: I Reggimento genio e reparti dipendenti;
  - dal 1964 al 1974: XIV Battaglione genio pionieri, I Compagnia teleferisti e una compagnia mista del II Reggimento del genio di Bolzano;
  - dal 1975 al 1993: IV Battaglione del genio pionieri “Orta”;
  - dal 1993 al 1995: I Reggimento genio pionieri;
  - dal 1995: II Reggimento genio guastatori appartenente alla Brigata alpina "Julia"..

### Strade e piazze principali
Strade

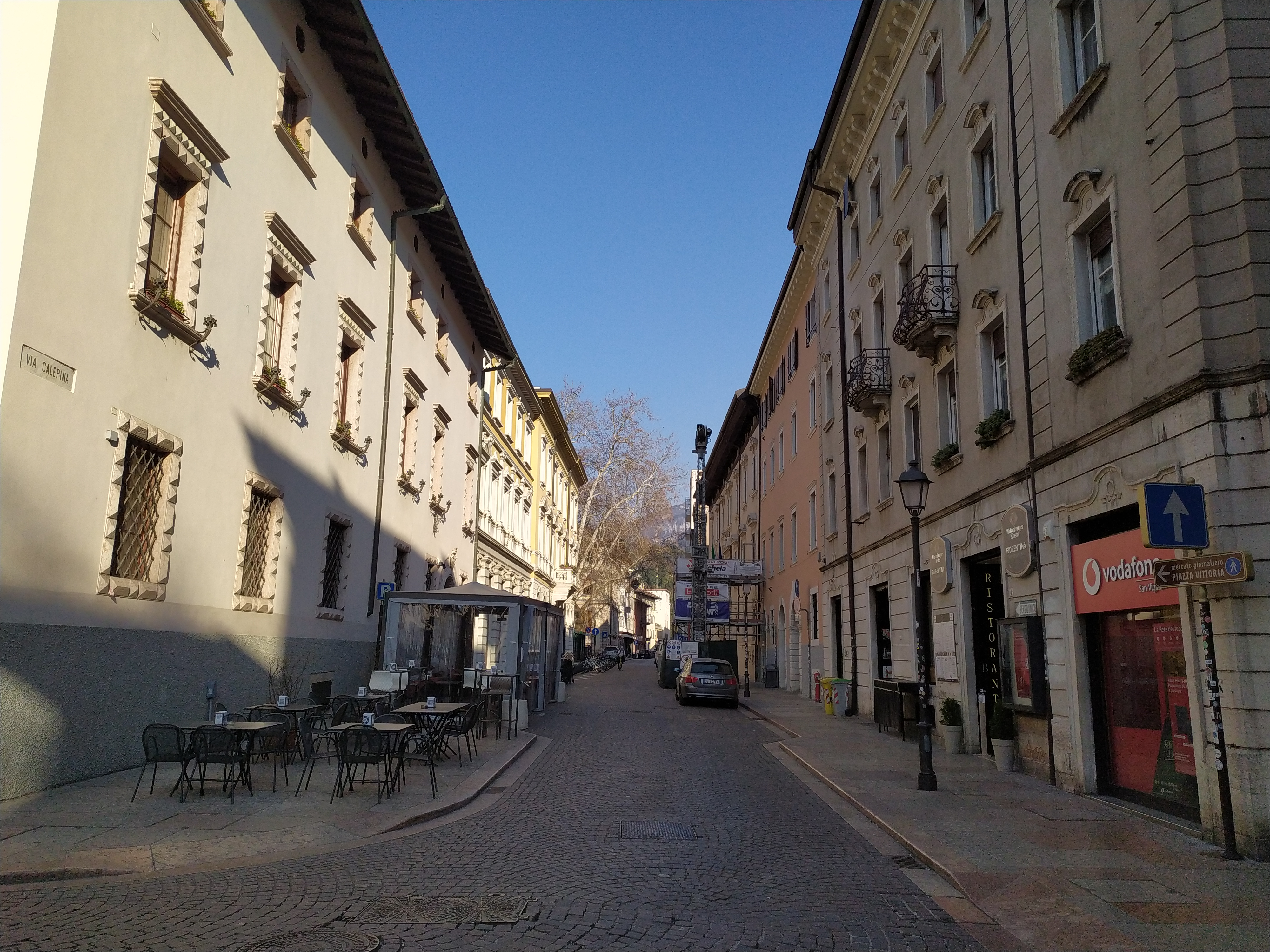
Via Calepina di Trento, da ovest ad Est, ripresa da Via Giuseppe Garibaldi.

Le principali strade di Trento sono: via Andrea Pozzo, via Antonio Gazzoletti, via Armando Diaz, via Calepina, via Camillo Benso Cavour, via degli Orbi, via del Simonino, via delle Orfane, via Galileo Galilei, via Giannantonio Manci, via Giuseppe Garibaldi, via Giuseppe Mazzini, via Giuseppe Verdi, via Mantova, via Oriola, via Paolo Oss Mazzurana, via Rodolfo Belenzani, via Roma, via San Giovanni, via San Marco, via San Pietro, via San Vigilio, via Santa Maria Maddalena, via Santissima Trinità, via senatore Carlo Esterle, via Torre Vanga, via Torre Verde, via Vittorio Alfieri, vicolo dei Gaudenti, vicolo del Vò, vicolo dell'Adige, vicolo Galasso; via Alessandro Manzoni, via Brennero, via cardinale Bernardo Clesio, via Clementino Vannetti, via dei Cappuccini, via della Cervara, via della Malvasia, via della Pontara, via della Spalliera, via Felice e Gregorio Fontana, via Francesco Petrarca, via Gian Domenico Romagnosi, via Giovanni Segantini, via Jacopo Aconcio, via San Martino, via Torre d'Augusto; corso III Novembre, via Fratelli Bronzetti via Fratelli Perini, via Giacomo Matteotti, via Gino Buccella, via Giuseppe Giusti via Michelangelo Mariani, via Palermo, Via del suffragio, via Vittorio Veneto, viale Rovereto, viale Verona.
Piazze
Le piazze più frequentate del capoluogo trentino sono: piazza Adamo d'Arogno, piazza Cesare Battisti, piazza del Duomo, piazza Dante, piazza delle Erbe, piazza Lodron, piazza Venezia, piazzetta Anfiteatro, piazzetta del Sas, largo Giosuè Carducci; piazza Centa, piazza della Mostra, piazza Raffaello Sanzio, piazza Silvio Pellico, largo Nazario Sauro.

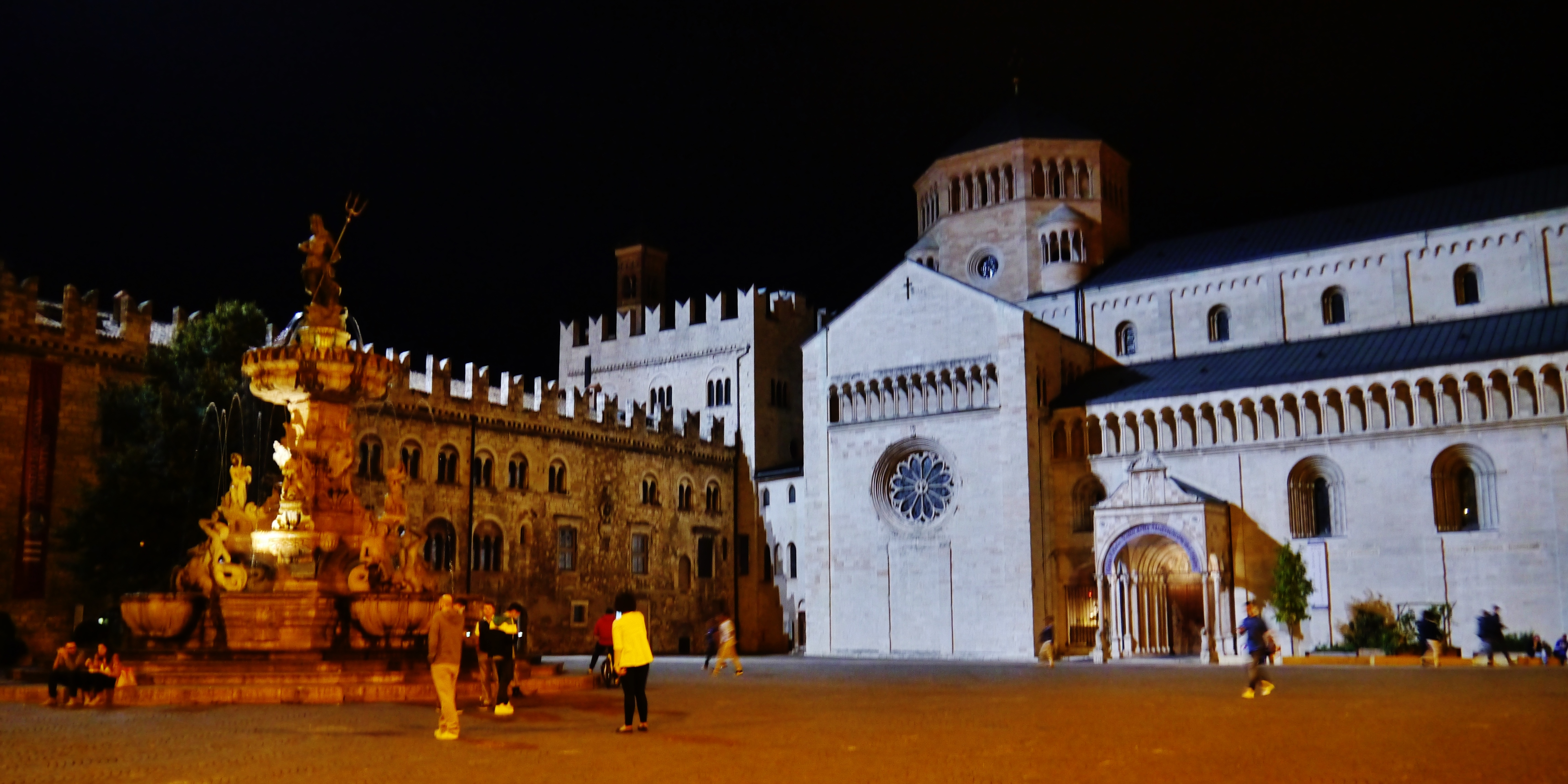
Piazza del Duomo di notte.

### Altro

#### Archi
- Arco dei Tre Portoni - era l'accesso monumentale al viale alberato che conduceva alla residenza suburbana dei Madruzzo, il Palazzo delle Albere.

Non si è a conoscenza invece di un arco di trionfo romano.

#### Sarcofaghi
- Sarcofago di pietra, di fronte all'ingresso del castello del Buonconsiglio
- Sarcofaghi dei Vescovi di Trento: quasi tutti i vescovi di Trento dell'ultimo millennio sono sepolti entro la cattedrale del Duomo in sarcofaghi di pietra.

#### Cimiteri

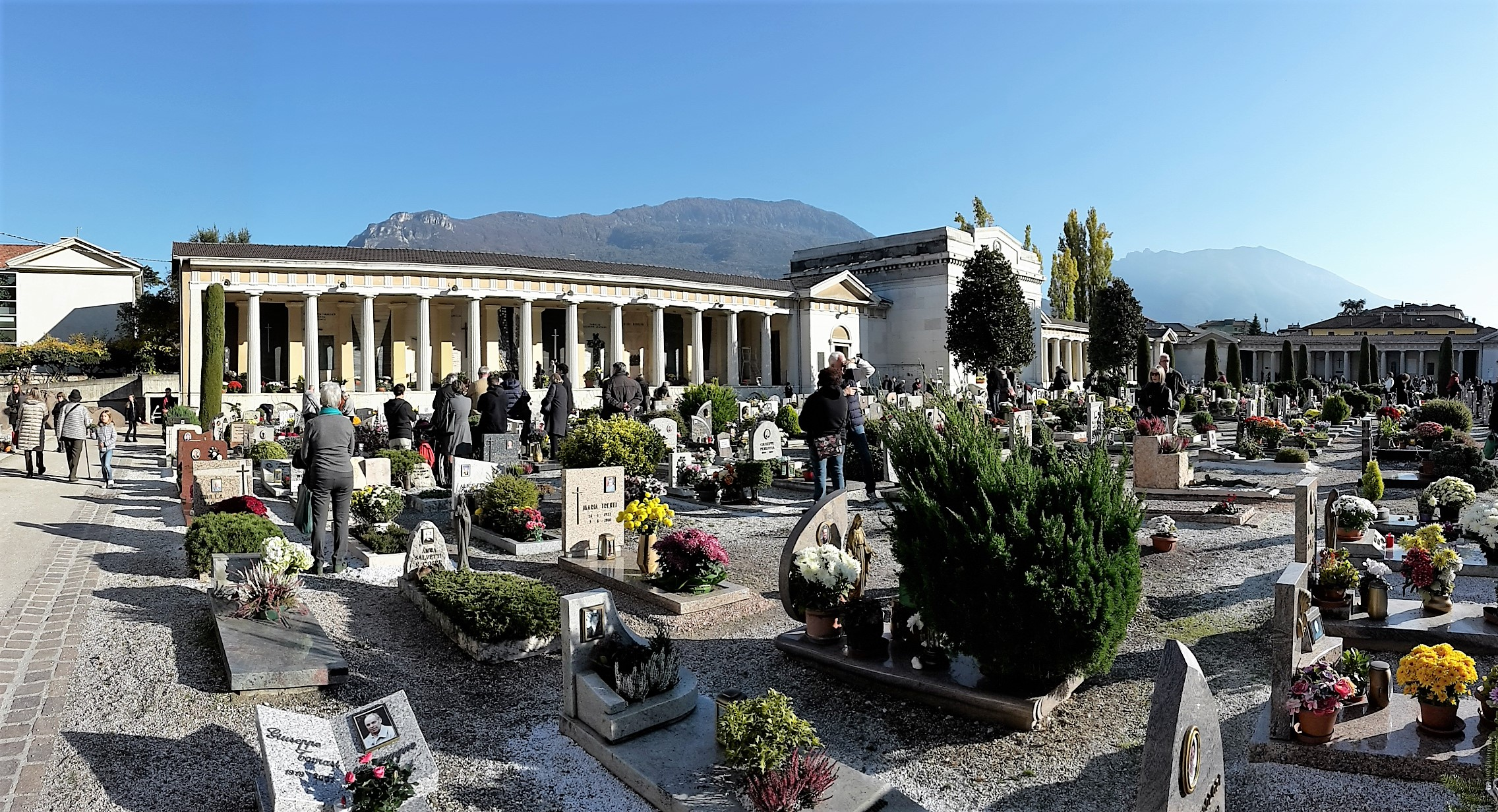
Il cimitero di Trento

- Cimitero monumentale di Trento - i lavori per costruirlo iniziarono nel 1826

#### Colonne
- Colonna in Piazza Santa Maria Maggiore - eretta nel 1845 a ricordo delle celebrazioni per il terzo centenario dell'apertura del concilio
- Colonna nella Galleria Tirrena

#### Statue monumentali e piccoli monumenti

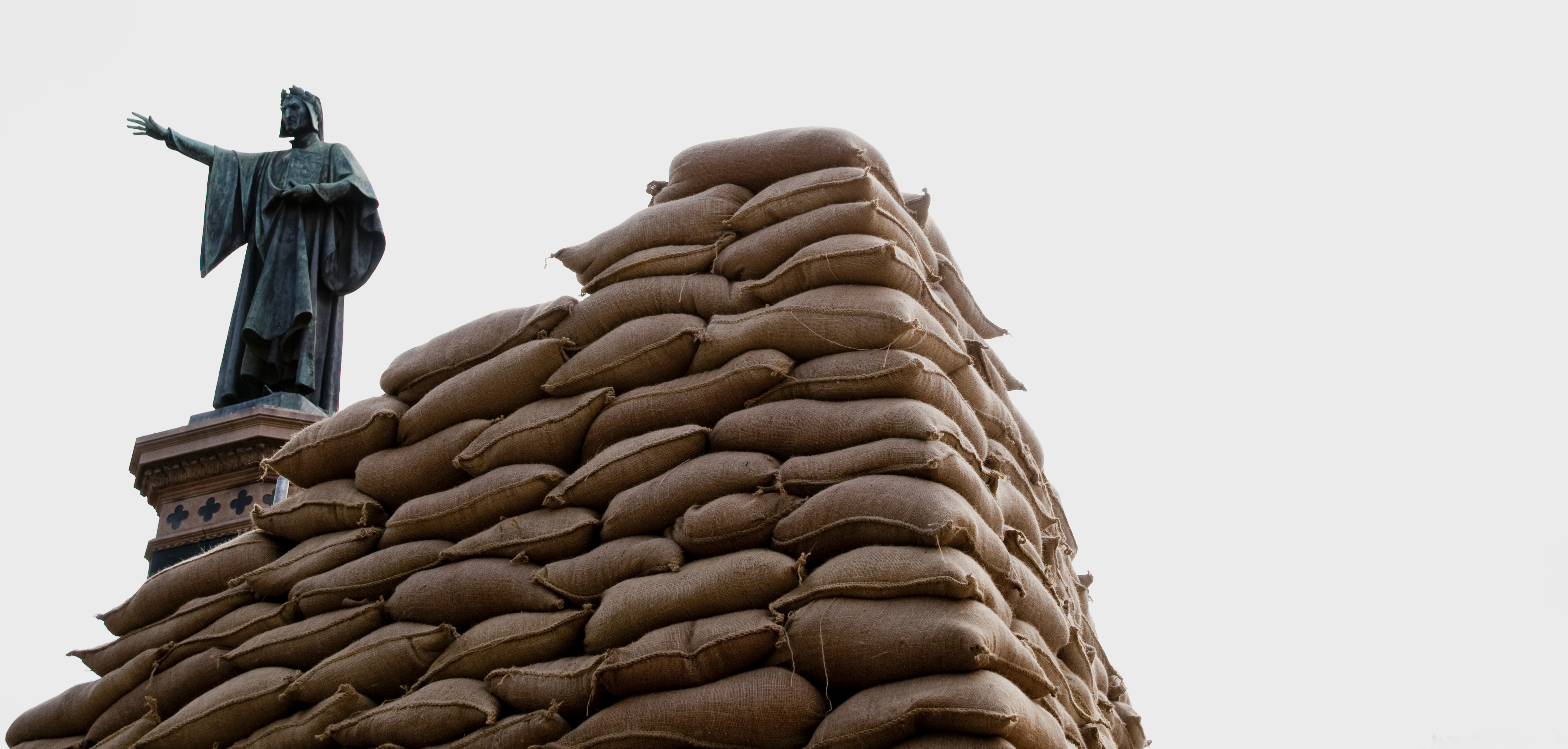
Monumento a Dante con l'opera dell'artista Favaretto

- Monumento a Dante - in piazza Dante, eretto nel 1896 per sottolineare l'italianità della città in contrapposizione alla statua del cantore medievale Walther von der Vogelweide a Bolzano.
- Monumento ad Alcide De Gasperi - in piazza Venezia, eretto nel 1955 per commemorare lo statista trentino. Sul basamento del monumento sono scolpite la Giustizia, la Fede e la Diplomazia. Sul mosaico della fontanella, invece, appaiono gli stemmi delle principali città italiane. È suggestiva, durante l'inverno, l'immagine della scultura sul retro del monumento sotto coltri di neve quasi ad indicare il congelamento di qualsiasi sogno di grandezza della Patria.
- Statua ad Alessandro Vittoria - nell'omonima piazza per commemorare lo scultore trentino.
- Statua di San Vigilio - situata al centro di Piazza D'Arogno, fianco sud della Cattedrale.
- Statua a San Camillo - di fronte all'omonimo ospedale, raffigura il santo mentre reca tra le mani un Gesù sofferente.
- Statua a Santa Chiara - di fronte all'omonimo ospedale.
- Busto a Martino Martini - in Corso III Novembre.
- Busto a Giosuè Carducci - in piazza Dante.
- Busto di Cesare Battisti scultore Eraldo Fozzer - all'interno del mausoleo omonimo sito sul Doss Trento.
- Busto a Giovanni Prati - in piazza Dante
- Busto a Giacomo Bresadola - in piazza Dante.
- Busto a Antonio Gazzoletti - in piazza Dante.
- Busto a Luigi Negrelli - nella stazione dei treni.
- Busto a mons. Enea Silvio Piccolomini - canonico di Trento divenuto poi papa Pio II, si trova in piazza Santa Teresa Verzeri
- Stele a Guglielmo Ranzi - (ideatore del monumento a Dante), si trova in piazza Dante accanto al monumento che lui volle.
- Monumento a Luigi Negrelli - in piazza Dante.
- Monumento a Eusebio Francesco Chini - in piazza Dante.
- Monumento alla famiglia - in piazza Dante, rappresenta la famiglia Giuliani (famiglia tipo 2007).
- Monumento a Marco Pola - (poeta) già in piazza Cesare Battisti,ora nel Parco Fratelli Michelin / Le Albere, realizzato da Cesarina Seppi tit. Fiore lunare.
- Monumento ai Caduti della resistenza in Albania - nel parco di fronte al Tribunale.
- Monumento ai Caduti sul lavoro - nel parco di fronte al Tribunale.

### Siti archeologici

#### Resti archeologici di Tridentum

Mappa del castrum romano di Trento

Il geometra responsabile dei lavori di scavo delle fognature nel 1930 lasciò una serie di appunti circa continui ritrovamenti archeologici sotto le vie del centro storico, ma allora l'interesse era per la celere realizzazione delle opere e i reperti furono costantemente violati per realizzare la fognatura; del resto erano passate prima, probabilmente a profondità inferiore, le reti di distribuzione del gas e dell'acqua potabile. In quegli stessi anni fu distrutto il quartiere centrale, fatto di piccole case e di stretti vicoli, e realizzati in pieno centro storico nuovi grandi edifici con al centro la nuova piazza, allora (e sino agli anni sessanta) denominata piazza Italia, e poi rinominata più volte. Il livello di pavimento del centro storico è salito nel corso del tempo per le ripetute alluvioni provenienti dal torrente Fersina (il cui corso sino alla deviazione del XVI secolo correva subito all'esterno delle mura attraversando l'attuale piazza Fiera) e dal Rio Saluga.
Di grande interesse sono altri scavi più recenti:
- Porta Veronensis - sotto la Torre Civica. Era l'ingresso monumentale alla città di Tridentum, era provvista di due fornici, uno pedonale e l'altro per i carri, con pianta rettangolare e cortile interno. La facciata esterna, caratterizzata da una lesena, era fiancheggiata da due torri poligonali con 16 lati. Oggi rimane solo la parte occidentale, infatti quella orientale è stata inglobata nelle fondamenta della Torre Civica. La facciata interna era decorata da una statua di cui rimane solo il basamento e da una fontana, si è certi inoltre dell'esistenza di un piano superiore della porta, come suggeriscono alcuni frammenti architettonici rinvenuti durante gli scavi; è invece solo ipotizzabile la presenza di un secondo piano. Caduta in rovina, semidistrutta e poi inglobata nella Torre Civica.

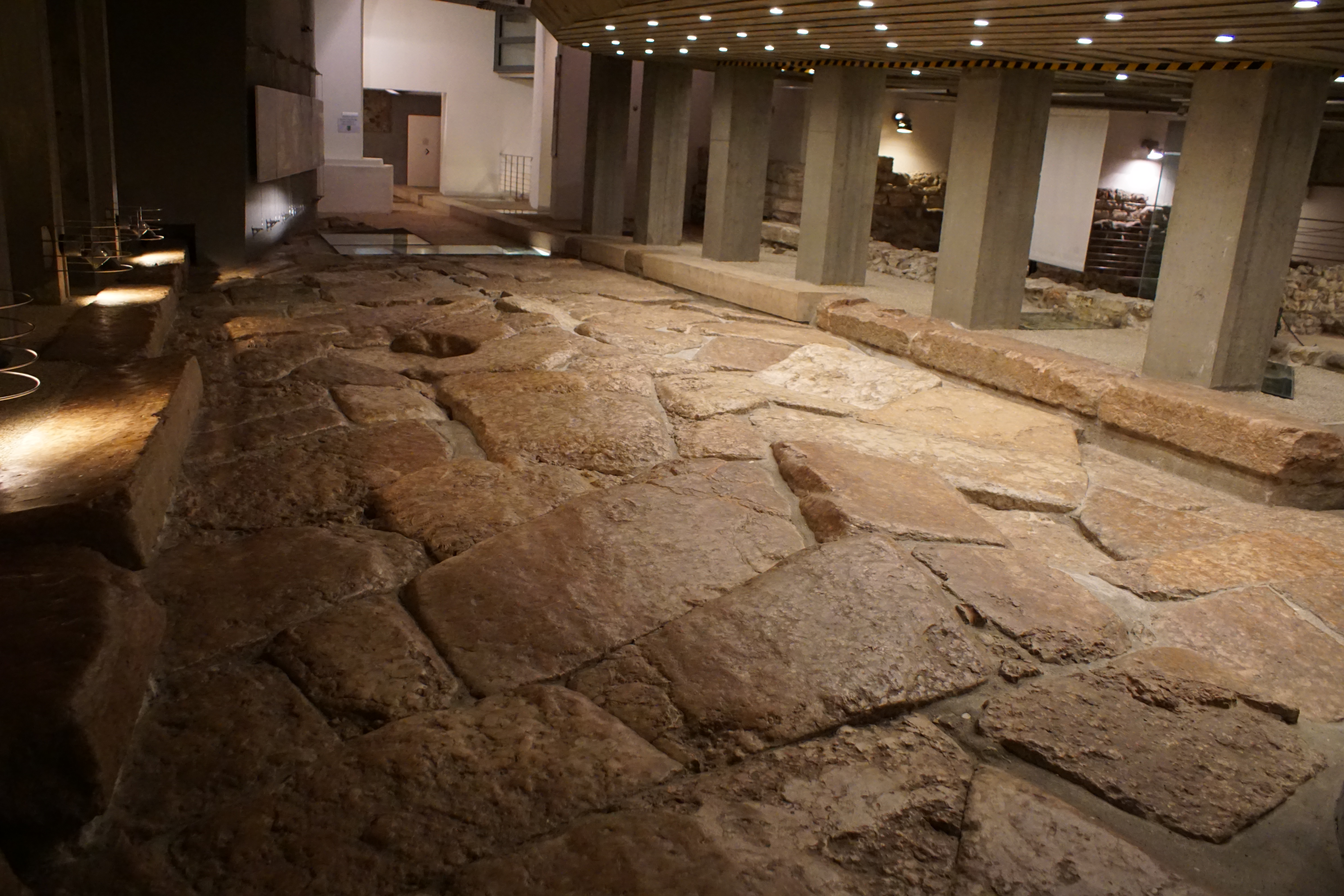
La strada romana all'interno dello Spazio Archeologico Sotterraneo del Sas

- Spazio Archeologico Sotterraneo del Sas - Sotto il Teatro Sociale in piazza Cesare Battisti. Si tratta di un intero isolato provvisto di resti di una cinta muraria, resti di una torre, una strada con impianto fognario, una domus con vari ambienti della casa (triclinio, cucina, latrina, atrio, cortile); inoltre sono presenti un hypocaustum e due mosaici, uno raffigurante il dio Oceano nell'atrio e l'altro a carattere geometrico nel triclinio.
- Spazio archeologico sotto Palazzo Lodron - in questo spazio archeologico è presente una strada e resti di una torre, una casa con latrina e una bottega vinaria (di cui se ne è dedotta la natura dall'impronta di 6 tini e da una lapide marmorea incisa ritrovata sul posto). Inoltre si può osservare un tratto ben conservato della cinta muraria romana e di quella medievale.
- Basilica paleocristiana di San Vigilio - sotto il Duomo. All'esterno della cinta urbica l'edificio rivestiva in origine il ruolo di basilica cimiteriale.
- Villa Romana - in via Rosmini. Si tratta dei resti di una villa fuori dalla cinta muraria, molto interessante il mosaico presente all'interno della stessa.

Inoltre sono visibili sulla sommità del Doss Trento i resti di un'altra basilica paleocristiana.
A Trento era presente anche un anfiteatro, infatti, sotto l'omonima piazzetta di Trento sono stati trovati frammenti di pavimentazione, mura e gradinate dello stesso, oltre al fatto che la posizione di una parte delle case della piazzetta ha la curvatura tipica dell'anfiteatro, essendo le case sorte sui resti del medesimo e utilizzandone muri preesistenti e pietre. Pezzi di mura di cinta, torri, strade, abitazioni, sono stati trovati inoltre sotto numerosi edifici, strade e piazze di Trento.
Recenti scavi sotto la chiesa di Santa Maria Maggiore stanno portando alla luce un'altra zona della città, infatti, qui era presente l'antica ecclesia che fungeva da cattedrale nei primi secoli del cristianesimo, si ipotizza che sia sorta sopra un antico tempio.
Ulteriori scavi hanno inoltre portato alla luce una torre romana dietro il palazzo della facoltà di sociologia e una villa romana nel luogo dove è sorta la nuova facoltà di lettere.
A Trento forse sorgeva un tempio dedicato a Nettuno, visto il nome che aveva la città, e perché una leggenda racconta che il dio Nettuno, signore dei mari, risalì in tempi remoti il corso dei fiumi per espandere il proprio dominio sui territori alpini.
La presenza di un arco di trionfo non è certa, anche se i Romani li costruivano per festeggiare le loro vittorie su un determinato territorio. Infatti non si sono avuti ritrovamenti archeologici in tal senso e non ci sono neppure documenti che ne proverebbero l'esistenza.

## Società

### Evoluzione demografica
Abitanti censiti

- Comuni italiani per popolazione

### Etnie e minoranze straniere
Secondo dati ISTAT i cittadini stranieri a Trento al 30 dicembre 2020 sono risultati 14 524 (11,2% tra tutti i residenti).
Le prime dieci comunità sono risultate quelle provenienti da:
1. Romania, 2 146
2. Pakistan, 1 393
3. Albania, 1 391
4. Ucraina, 1 010
5. Moldavia, 980
6. Marocco, 791
7. Cina, 475
8. Tunisia, 445
9. Nigeria, 352
10. India, 319

### Religione
La maggioranza dei trentini è di religione cattolica romana, la cittadina è inoltre (dal IV secolo) sede arcivescovile ed è suddivisa in 25 parrocchie. A Trento sono anche presenti una comunità evangelica, testimoni di Geova e seguaci di altre confessioni come quelli della Chiesa cristiana avventista del settimo giorno, Chiesa neo-apostolica e della Chiesa di Gesù Cristo dei Santi degli Ultimi Giorni (mormoni).
A Trento dal 1475 al 1965 non furono presenti comunità ebraiche per l'interdetto del 1475 del principe vescovo Giovanni Hinderbach all'ingresso e anche al solo transito di ebrei nel territorio del principato, pena l'uccisione immediata. Questa fu una conseguenza della vicenda relativa a Simonino di Trento, seguita da analoga scomunica lanciata dagli ebrei contro Trento, città da allora maledetta secondo l'ebraismo. Solo nel 1965, a seguito di studi storici che provarono l'insussistenza delle accuse contro gli ebrei nel 1475 e l'ingiustizia della loro esecuzione dopo mesi di terribili torture, l'interdetto (ormai superato e non più applicato) fu formalmente revocato dall'arcivescovo Alessandro Maria Gottardi. Successivamente si svolse una cerimonia di perdono da parte delle comunità degli ebrei con una riconciliazione ufficiale.
La globalizzazione ha portato fedi prima non presenti in modo rilevante, come la fede islamica, il buddhismo, l'induismo, la fede Bahá'í e le fedi cristiano-ortodosse.

### Tradizioni e folclore
La religione cristiano-cattolica ha inevitabilmente caratterizzato la vita della città, nel lavoro così come nei momenti di festa e nelle ricorrenze per le quali, tra l'altro, si ricorda:
- la fiera delle Casolare nella prima domenica di quaresima dove si espongono i latticini;
- la fiera di San Giuseppe il 19 marzo dove si vendono piante e fiori, ma anche attrezzi per il giardinaggio e l'agricoltura, classica fiera di primavera, negli ultimi anni spostata alla domenica più vicina;
- la fiera delle Sante Croci il 3 maggio a piazza Fiera dove si passano in rassegna delle macchine agricole;
- la fiera dei bresi (funghi) il 15 maggio a piazza delle Erbe;
- la fiera di San Vigilio il 26 giugno dove si somministravano le consacrazioni;
- la fiera di San Lorenzo il 10 agosto delle zigole (cipolle);
- la fiera del vino di San Michele il 29 settembre;
- la fiera di Santa Caterina presso porta Aquila il 25 novembre dove si esponevano articoli per le malche e animali da traino;
- la fiera di Santa Lucia il 13 dicembre in tutto il centro storico dove si vendono, tra le altre cose, giocattoli e dolci;
- la fiera natalizia di San Tommaso del 21 dicembre (cosiddetti mercatini di Natale).

### Qualità della vita
Nel rapporto "Ecosistema Urbano 2019" di Legambiente, si è classificata al primo posto nella classifica delle migliori città italiane per qualità dell'ambiente e della vita.

## Cultura

### Istruzione

#### Biblioteche
- Biblioteca comunale (Sede Centrale) - Le raccolte della Biblioteca iniziarono a formarsi in seguito ad alcune donazioni (nella forma di materiale librario e fondi) elargite da personaggi locali a partire dal XVIII secolo (tra gli altri: Giovanni Benedetto Gentilotti, Antonio Mazzetti, la famiglia Sizzo, Matteo II Thun). Trascorsi il periodo delle guerre napoleoniche (con truppe di stanza a Trento), i conflitti politico-giurisdizionali tra le varie istituzioni coinvolte, i moti del 1848 e il colera del 1855, essa poté aprire al pubblico nel gennaio del 1856. Nata come biblioteca universale di studio e al contempo ispirata alla Landesbibliothek tedesca (votata alla memoria e alla documentazione della cultura locale),[78] è deputata sia alla pubblica lettura (con sezioni dedicate a ragazzi e adulti) sia alla conservazione (documenti iconografici, testi a stampa prodotti con i mezzi della cosiddetta "galassia Gutenberg" e anche più recenti, manoscritti di tutti i tipi).

#### Ricerca
Trento vanta la presenza di centri di istruzione e di ricerca scientifica all'avanguardia, che gli hanno fatto conquistare il soprannome di "Silicon Valley delle Alpi". Alcuni esempi sono:
- Istituto trentino di cultura (ITC) - ente fondato nel 1962 che si occupa di ricerca sia in campo umanistico che scientifico-tecnologico. L'aula magna di questo centro di ricerca si trova nell'antica chiesa dei Crociferi, tra la chiesa di S. Chiara e quella del Santissimo Sacramento.
Dal 1º marzo 2007 l'ITC ha preso il nome Fondazione Bruno Kessler (FBK). Si struttura in:
  - Istituto per la ricerca scientifica e tecnologica (FBK-irst) che si occupa in prevalenza dei seguenti settori: informatica, microsistemi e micromeccanica, fisica-chimica delle superfici e interfacce, fisica teorica e computazionale;
  - Istituto storico italo-germanico, centro di ricerca storica sulle relazioni fra l'Italia e il mondo germanico, in sintonia con la vocazione culturale di Trento come città-ponte;
  - Istituto per le scienze religiose (FBK- ISR), centro di ricerca religiosa istituito nella città che ha ospitato il Concilio della Riforma della Chiesa cattolica;
  - ECT*, centro di ricerca in fisica nucleare;
- Trento RISE - polo internazionale dell'eccellenza ICT creato da FBK e dall'Università degli Studi di Trento, dedicato all'innovazione sociale abilitata dall'ICT; ospita i laboratori di aziende nazionali e straniere come Telecom, Engineering, Point Grey ecc. ed è partner rinciale di ICT Labs dell'Istituto europeo per l'innovazione e la tecnologia. Ogni anno Trento RISE organizza con FBK e Università degli Studi di Trento gli ICT Days, grande kermesse nazionale dedicata all'innovazione ICT. Tra i programmi lanciati da Trento RISE vi è TechPeaks, un acceleratore di talenti finalizzato ad attirare i migliori talenti tecnologici europei in Trentino per la creazione di nuove aziende innovative (startup).
- Centre for Computational and Systems Biology - centro di eccellenza nato dall'accordo siglato tra il governo italiano, la Provincia autonoma di Trento, l'Università di Trento e la Microsoft. Si occupa dei settori di ricerca scientifica relativi all'incrocio tra scienze, medicina, biologia, genetica e tecnologia dell'informazione.
- CREATE-NET - centro internazionale di ricerca, nato nel 2003 grazie al sostegno della Provincia Autonoma di Trento e dalla volontà dell'Istituto Trentino di Cultura e dell'Università degli Studi di Trento, cui si uniscono alcune tra le più note università e centri di ricerca europei. La ricerca a CREATE-NET, Center for REsearch And Telecommunication Experimentation for NETworked communities, si concentra sulle tecnologie della comunicazione (computing pervasive, networking wireless, ottici e banda larga, ingegneria e tecnologie di rete) e sui servizi di comunicazione focalizzati sull'utente e sulle comunità (sicurezza, ambienti multimediali intelligenti e arricchiti, sistemi distribuiti peer-to-peer).
- Centro di Ecologia Alpina – istituto finanziato della Provincia autonoma di Trento presso Viote del Monte Bondone per progetti di studio e ricerca sugli ecosistemi degli ambienti montani dell'intero arco alpino.
- Business Innovation Centre (BIC) - nato nel 1984 e promosso dalla Direzione generale delle Politiche Regionali della Commissione Europea, si occupa dello sviluppo delle imprese e, nel caso dei BIC trentini, di ricerca favorendo l'interscambio tra i due mondi. Nel Polo tecnologico di Trento trovano posto, accanto alle attività produttive, le seguenti attività:
  - Centro Ricerche Fiat - il centro si occupa di microsistemi, manufacturing virtuale, info telematica e business information technology.
  - Laboratorio di ontologia applicata del CNR - il laboratorio studia la rappresentazione della conoscenza attraverso modelli.

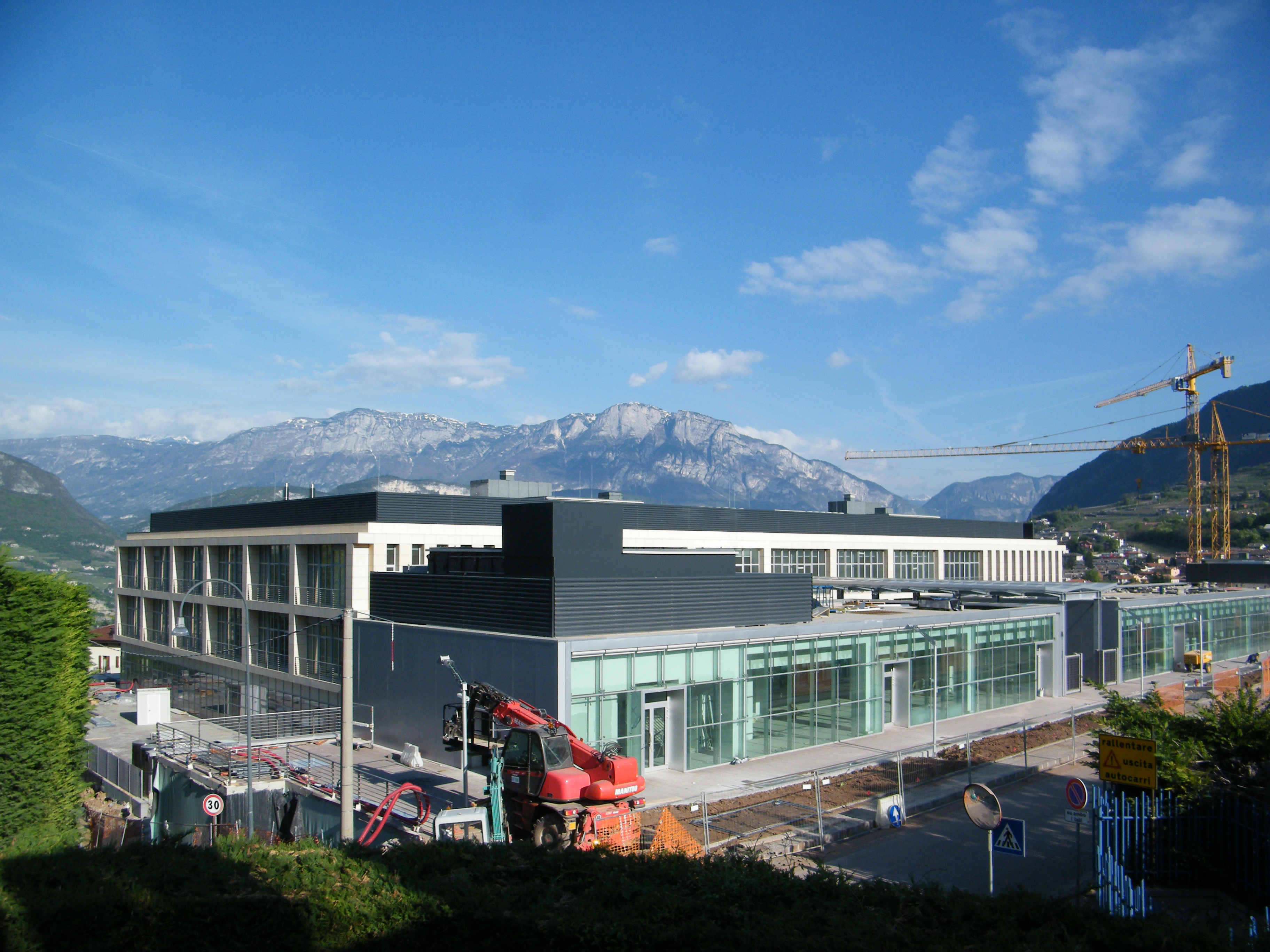
Università di Trento, Facoltà di Scienze

#### Università

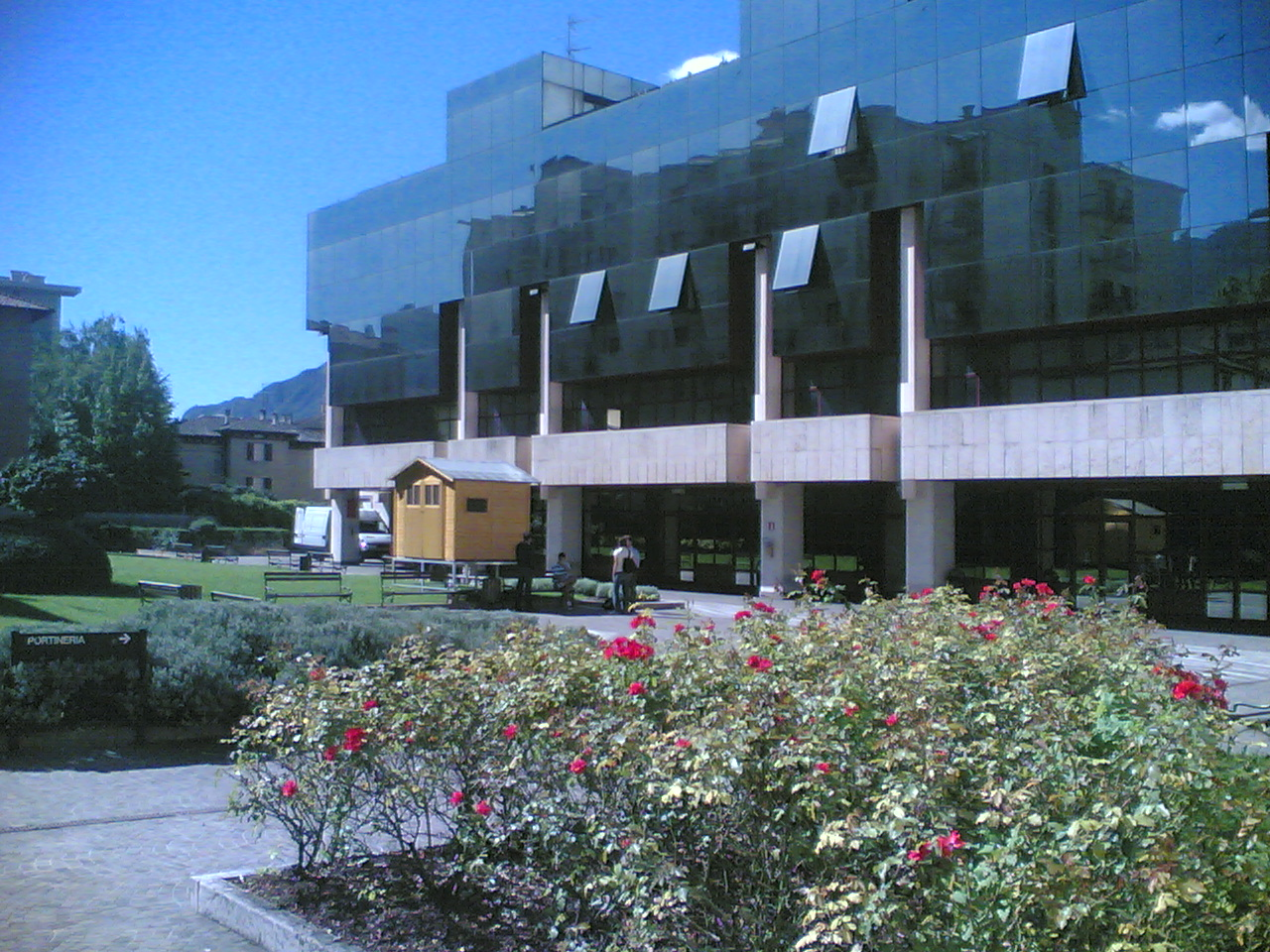
La facoltà di Economia

L'Università di Trento fu fondata nel 1962 come Istituto universitario superiore di scienze sociali, l'Università statale di Trento è uno dei più prestigiosi atenei medi italiani, con una forte vocazione internazionale. Sono presenti le seguenti facoltà: medicina e chirurgia, economia, giurisprudenza, lettere e filosofia, ingegneria, scienze cognitive (a Rovereto), scienze matematiche, fisiche e naturali, sociologia. L'ateneo offre inoltre le scuole di specializzazione post laurea per le professioni legali. L'Università è incentrata su due poli distinti, uno in centro storico con le facoltà umanistiche occupa diversi palazzi vicini tra loro nella zona Ovest del Centro Storico, l'altro con tutte le facoltà e gli istituti di ricerca scientifica sulla collina della frazione di Povo, ove, partendo dal restaurato ad uso didattico grande edificio ospedaliero del vecchio sanatorio di Mesiano, si estende verso il centro della frazione con una serie di nuovi grandi edifici che ospita laboratori di ricerca e le strutture per la didattica delle facoltà scientifiche.
Grazie alla progressiva creazione nell'ultimo ventennio di diversi centri di ricerca (FBK, Trento RISE, FEM), di laboratori e alla sua università è stato soprannominato la "Silicon Valley delle Alpi".

#### Musei

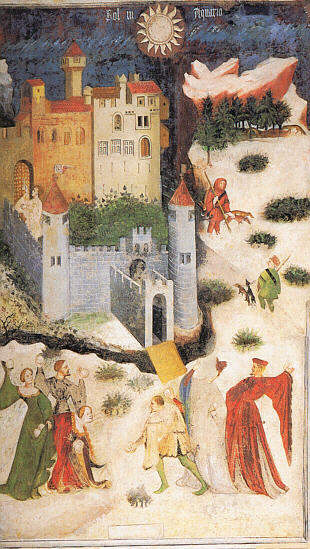
Maestro Venceslao, Ciclo dei Mesi, Gennaio, Torre Aquila del Castello del Buonconsiglio, 1400 circa, importante
esempio di Gotico Internazionale.

Trento vanta numerose strutture museali e diversi spazi espositivi.
Presso gli ampi ambienti del Castello del Buonconsiglio sono state organizzate le collezioni artistiche provinciali. Importanti le sezioni di arte medievale e moderna (sale del Castelvecchio e del Magno Palazzo). Da segnalare inoltre i materiali archeologici ed etnografici e una raccolta numismatica, nonché le collezioni e le mostre temporanee organizzate ogni anno.
Il Palazzo delle Albere ospita la sezione trentina del Museo d'arte moderna e contemporanea di Trento e Rovereto (MART). Il museo vanta una vasta collezione permanente dell'Ottocento e dei primi del Novecento, fino alla prima guerra mondiale (dal romantico Francesco Hayez al futurista Boccioni) e organizza numerose esposizioni temporanee.
Il Museo della S.A.T., dedicato alla storia della Società degli Alpinisti Tridentini, è ubicato presso il primo piano del palazzo della SAT di via Manci. Raccoglie un'ampia collezione di foto, documenti e cimeli relativi alle montagne e alla storia dell'alpinismo del Trentino.
Dedicato alla storia (politica, economica, sociale) del Trentino dal XVIII secolo alla conclusione del secondo conflitto mondiale è il Museo Storico in Trento, che conserva un'ampia raccolta bibliografica e archivistica.
Il museo diocesano tridentino ha sede in piazza Duomo, presso Palazzo Pretorio. Raccoglie il patrimonio di arte sacra dell'arcidiocesi di Trento e presenta una sezione dedicata al Concilio di Trento.
La collina del Doss Trento ospita il Museo storico degli alpini, realizzato presso un ex polveriera austriaca. La struttura conserva foto, documenti, cimeli, oggetti personali relativi alla storia del corpo degli Alpini.
Presso l'aeroporto di Trento a Mattarello è stato allestito il Museo "Gianni Caproni" aeronautica scienza e innovazione, dedicato all'ingegnere Caproni. Nel museo sono presenti una serie di velivoli costruiti tra il 1910 e il 1980, dei quali 9 unici al mondo.
L'importante Spazio Archeologico Sotterraneo del Sas è un'ampia area archeologica che ha portato alla luce abitazioni, edifici pubblici e infrastrutture della Tridentum romana.

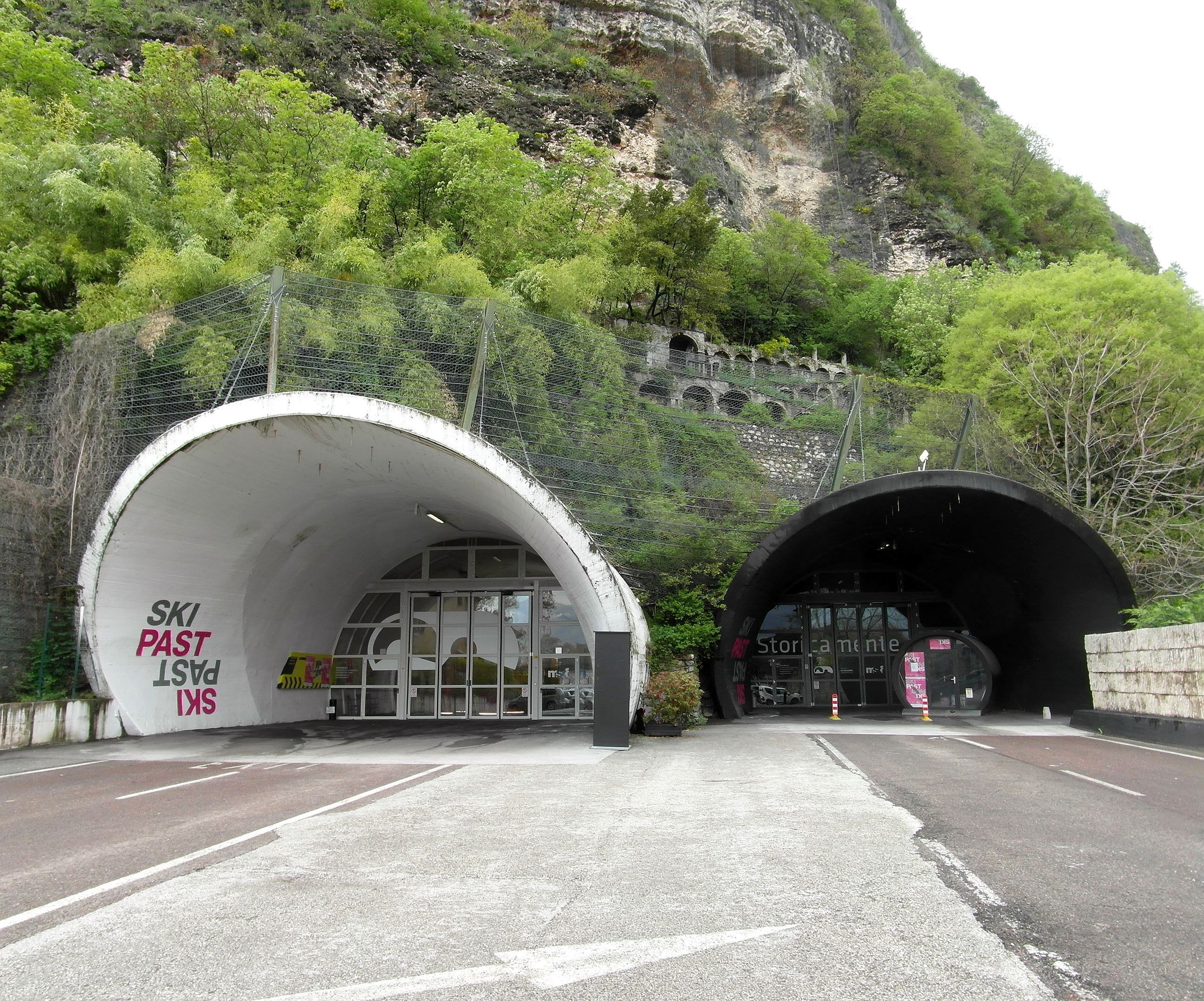
Ingresso del museo delle gallerie di Piedicastello

Le gallerie di Piedicastello, recentemente riutilizzate come spazio museale dopo che la tangenziale è stata dirottata su un altro tunnel. Qui vi sono due gallerie lunghe circa 300 metri, una bianca e una nera, che offrono sia al visitatore che all'espositore un ampio spazio espositivo.
Infine, la Galleria civica di Trento, situata nella centrale via Belenzani, ospita mostre, eventi e convegni.
Il Museo tridentino di scienze naturali aveva sede in Palazzo Sardagna e presentava una serie di esposizioni sulle scienze naturali e sul paesaggio naturale, strutturate su uno spazio di 21 sale. In sostituzione di questo, dall'estate 2013 vi è un nuovo museo, il MUSE. Il palazzo che lo ospita è stato progettato dall'architetto italiano Renzo Piano. Il MUSE si trova immediatamente a sud dello storico Palazzo delle Albere, all'interno del quartiere residenziale Le Albere, anch'esso disegnato da Renzo Piano.
Il Museo del rame Navarini, al suo interno tremila manufatti dal millecinquecento al secondo dopoguerra
Spazio De Gasperi, con all'interno lettere, cimeli e la scrivania di Alcide de Gasperi.
Casa Moser, con all'interno cimeli e bici del ciclista Francesco Moser.
Cantine Ferrari, con all'interno venti milioni di bottiglie di vino.
Collezioni scientifiche del liceo G.Prati

### Media

#### Stampa
Sono presenti i quotidiani: L'Adige, giornale indipendente del Trentino-Alto Adige fondato nel 1945, il Trentino, quotidiano regionale del Gruppo editoriale L'Espresso pubblicato anch'esso dalla fine della seconda guerra mondiale, il Corriere del Trentino, che esce in allegato all'edizione nazionale del Corriere della Sera dal novembre 2003, ed "il T Quotidiano".
Tra i periodici Vita trentina, settimanale dell'Arcidiocesi di Trento e QuestoTrentino, quindicinale di informazione indipendente.

#### Radio
Fra le maggiori radio a livello provinciale: Radio Dolomiti, Radio Tele Trentino Regionale (RTTR), Radio Trentino inBlu, Radio DIGI-ONE.

#### Televisione
Nel capoluogo è presente la sede regionale della RAI per il Trentino. A Trento sono presenti due emittenti televisive private, che diffondono i loro programmi nell'intero Trentino-Alto Adige: Radio Tele Trentino Regionale (RTTR) e Tele Commerciale Alpina (TCA). Con l'avvento del digitale terrestre è nato anche il primo canale all-news regionale: TvAlpi, seconda emittente del gruppo televisivo di RTTR.

### Teatro
A Trento sono presenti i seguenti teatri:
- Teatro Sociale - La sua storia incomincia il 29 maggio 1819 quando fu realizzato per volontà di Felice Mazzurana su progetto dell´ing. Ducati all´interno del palazzo del conte Tommaso Festi. Nel 1835 l'imprenditore che lo volle costruito cedette l'attività e il teatro smise di chiamarsi Mazzurana. Nel 1984 il teatro venne acquistato dalla provincia che lo ristrutturò e riaprì le rappresentazioni teatrali.
- Auditorium Santa Chiara - per capienza è il teatro più grande della città. L'apertura avvenne nel 1985 nell'ex centro Santa Chiara dove una volta si trovava l'ospedale, nell'ala nord ospita l'università.
- Teatro Cuminetti (ex Teatro Sperimentale) - il teatro si trova nel sotto tetto, nell'ala nord, del complesso che ospita il Centro Servizi Culturali S. Chiara.
- Ridotto del Teatro Sociale - ricavato nel sottotetto sopra la platea del teatro sociale.
- Teatro San Marco - di 249 posti in via San Bernardino.[86]
- Teatro di Meano - di 253 posti nella frazione di Meano, gestito dalla Compagnia ariaTeatro.[87]

### Musica
A Trento ha sede il conservatorio di musica "F. A. Bonporti", una scuola di alta formazione musicale, pubblica e statale. La sua prima finalità è la formazione di compositori, cantanti e strumentisti, insegnanti di musica. Esso svolge oltre a ciò attività di ricerca (convegni, pubblicazioni, ecc.) e di produzione artistica (concerti, spettacoli musicali, ecc.). Dal 1987-88 inoltre è stato avviato il Liceo quinquennale sperimentale ad indirizzo musicale annesso al Conservatorio.
A Trento hanno sede due prestigiosi cori italiani che hanno fatto la storia del canto corale popolare, ovvero il coro della SOSAT e il coro della SAT; esiste inoltre un prestigioso coro polifonico, la Corale Città di Trento, fondata nel 1889 e diretta da Roberto Gianotti.
Trento offre ogni anno una stagione sinfonica eseguita dall'Orchestra Haydn di Bolzano e Trento. Altra realtà è Il Vagabondo produzioni - La Piccola Orchestra Lumière
Una fucina creativa nata per promuovere, forgiare e divulgare nuove opere musicali legate alla canzone, al cinema, al teatro e all'arte.
La musica da camera è invece offerta dalla Società Filarmonica di Trento.
Trento ospita concerti di ensemble di tutto il territorio provinciale, come l'Orchestra Giovanile Trentina, fondata nel 2008 e guidata quasi esclusivamente da giovani, che dal 2013 promuove una propria Stagione Concertistica al Nuovo Teatro Comunale di Pergine Valsugana.
Hanno sede a Trento le scuole musicali I Minipolifonici, nata nel 1967 come coro di voci bianche, e Il Diapason.
La città di Trento e alcune delle sue frazioni sono sede di cori e bande musicali.

### Eventi

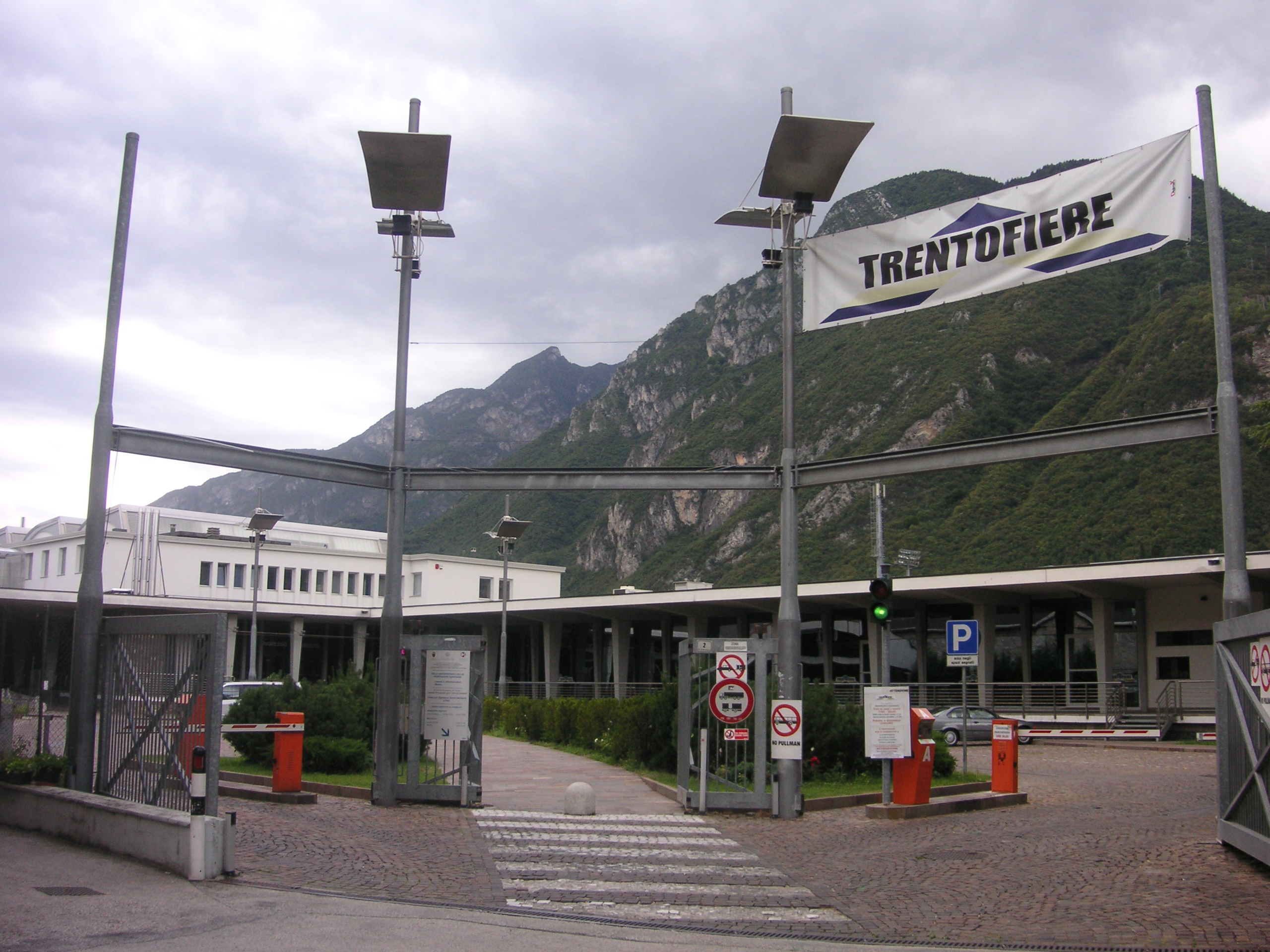
Trentofiere - in questo palazzo vengono esposti degli stand relativi agli eventi organizzati da Trentofiere

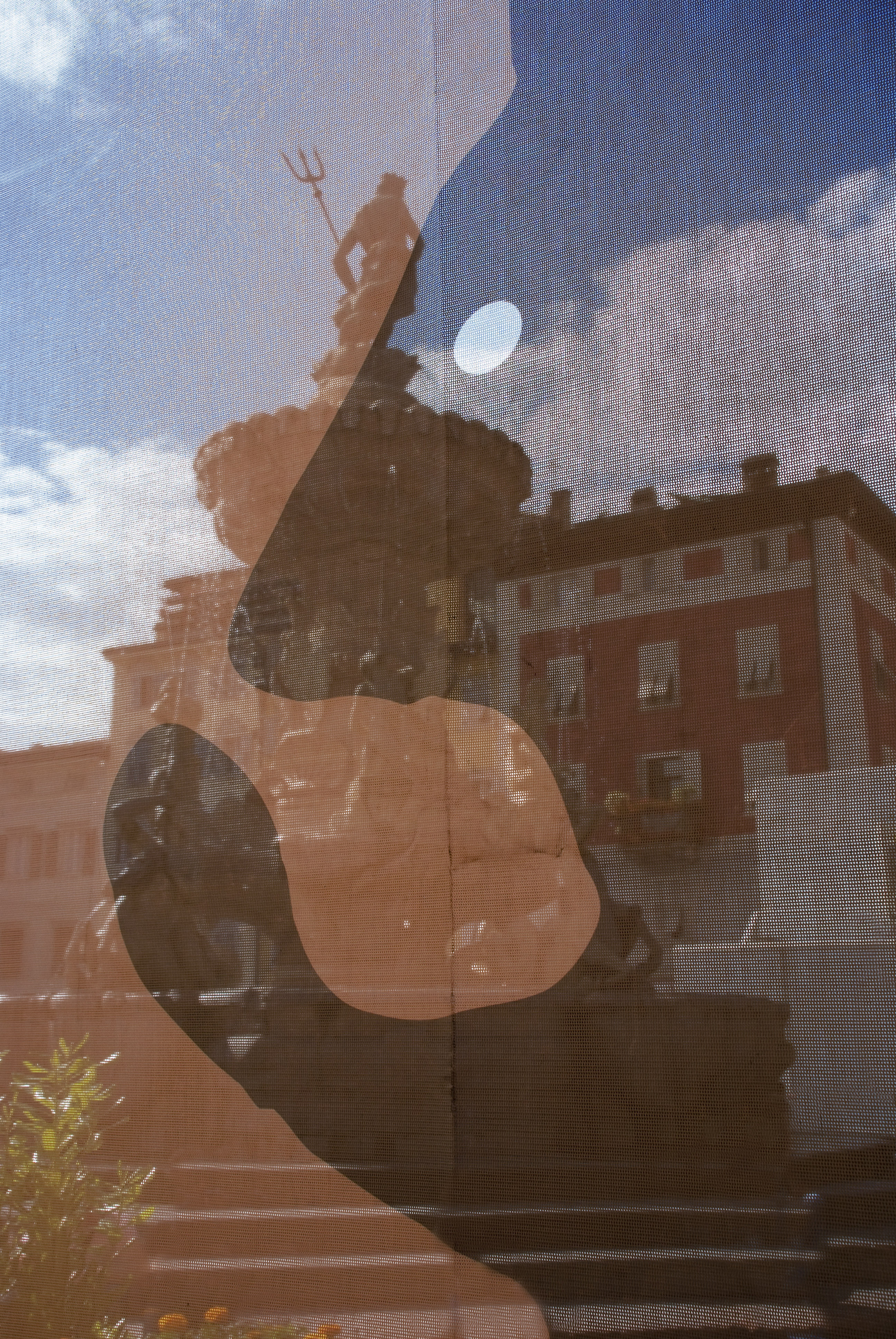
Festival dell'economia

Le manifestazioni più importanti, che coinvolgono il maggior numero di persone e che richiamano molti turisti sono:
- Trento FilmFestival - Festival cinematografico internazionale dedicato alla montagna;
- Festival dell'economia - appuntamento annuale iniziato nel 2006 che prevede dibattiti e incontri fra le personalità più importanti del mondo economico e politico a livello nazionale e internazionale;[89]
- Fiera di San Giuseppe - nella domenica più vicina al 19 marzo si svolge in città un mercato nel quale si vendono merci di ogni tipo: piante, mezzi agricoli, ecc.;
- Feste Vigiliane - nella settimana che comprende il 26 giugno, festa di San Vigilio, santo patrono della città;[90]
- Autunno trentino;
- Mercatino di Natale di Trento - mercatino natalizio che si tiene durante il periodo d'Avvento principalmente in piazza Fiera e piazza Cesare Battisti;[91]
- Mercatino dei Gaudenti - mercatino dell'usato per privati cittadini a cadenza mensile, istituito nel 1998, si tiene in piazza Garzetti il 2º sabato del mese, agosto escluso;[92]
- Concorso internazionale per direttori d'orchestra Antonio Pedrotti;
- Religion Today Film Festival Trento;
- Disfida dei Ciusi e Gobj - ultimo giorno delle Feste Vigiliane
- Palio dell'Oca - terzo giorno delle Feste Vigiliane
- Esposizione internazionale di cactus e succulente - ultimo fine settimana di maggio;[93]
- Hai mai suonato un'opera d'arte? - pianoforti decorati per le vie del centro storico.[88]

Inoltre, la città ha ospitato 5 edizioni dell'Adunata nazionale degli alpini (negli anni 1922, 1938, 1958, 1987 e 2018).

## Geografia antropica

### Urbano
Rispetto alla situazione storica, la città ha subito una forte espansione urbanistica, cominciando negli anni cinquanta con edifici in centro storico o a contatto con esso (si pensi al palazzo ITAS in centro storico) per poi espandersi prima verso Sud del centro storico, poi verso le frazioni della collina ad est e nord est (Cognola, Povo e Villazzano) e infine verso nord, venendo a formare una continuità urbana con la frazione (o ex frazione) di Gardolo posta a nord, mentre si prevede nel futuro anche un'espansione verso ovest forse nuove strutture al di là dell'Adige.
Per il futuro sono allo studio i seguenti interventi urbanistici, anche se la recente crisi economica europea sembra aver rallentato se non fermato del tutto questi progetti.
- Deviazione del fiume Adige
- Interramento dell'asse ferroviario - Joan Busquets
- Riqualificazione area ex-Sloi - Gregotti Associati International
- Polo giudiziario (concorso di progettazione) - Pierluigi Nicolin
- Costruzione del nuovo ospedale NOT con modifica viabilistica della tangenziale

### Suddivisioni storiche
La città di Trento nel periodo medioevale-rinascimentale era suddivisa in nove contrade:
- Contrada Larga - comprendeva il centro della città l'odierna via Belenzani, Piazza Duomo più le vie strettamente limitrofe. Fu chiamata anche Contrada degli Scutai, Contrada della Piazza, Contrada dei Belenzani.
- Contrada San Benedetto - comprendeva le vie che collegano il Duomo con contrada Longa, prende il nome dall'antica chiesa di San Benedetto ora scomparsa. Una parte si chiamò, nel Settecento, Contrada della Morte per via dalla chiesa, ora demolita della Confraternita della Buona Morte, poi Contrada del Teatro.
- Contrada Longa - era l'attuale via Roma e via Manci, anticamente a ridosso del fiume Adige, prima della sua deviazione nel 1864, fiume a cui la Contrada Longa era collegata da alcuni vicoli in pendenza verso il fiume, vicoli detti "Vodi", come l'attuale vicolo del Vo'.
- Contrada degli Orvesi - comprende la parte a Centrale a est del nucleo medioevale della città. Fu anche chiamata Contrada antica, contrada di San Pietro.
- Contrada del Macello Vecchio - Era situata nella parte a Sud-Est dell'antico borgo, fu anche chiamata Contrada delle Beccherie Grandi.[95]
- Contrada Todesca - Comprende la parte nord-orientale dell'antico borgo, fu anche chiamata Contrada dei Cappellari, Contrada delle Osterie Grandi, Contrada delle Osterie Tedesche.
- Contrada Santa Maria Maddalena - Si trovava lungo le mura a est della città, prende il nome dall'antica chiesa di Santa Maria Maddalena, ora scomparsa.
- Contrada Santa Maria - Comprendeva la parte di città che univa la chiesa di Santa Maria Maggiore al Duomo divenuta in seguito via Cavour.
- Borgo Antico di San Martino - comprendeva la parte di città dal castello fino alla Torre Verde, fino ad arrivare al fiume Adige, che sino al 1864 scorreva ove è l'attuale via Brennero.

Ad introdurre alle contrade erano una serie di antiche Porte: Brescia o Portela (tra Torre Vanga e via San Giovanni), Germana o di San Martino (tra Torre Verde e la scuola Sanzio), Aquila (via Clesio), Augusta (via Roma), Nuova (a piazza Venezia ex piazza delle armi), Verona o di San Vigilio (via Santa Croce), Margherita (via Santa Margherita), Porta Venezia (via Maffei).

### Suddivisioni amministrative

Mappa delle circoscrizioni di Trento

Il comune di Trento è suddiviso in 12 circoscrizioni amministrative: Gardolo, Meano, Bondone, Sardagna, Ravina-Romagnano, Argentario, Povo, Mattarello, Villazzano, Oltrefersina, San Giuseppe-Santa Chiara e Centro Storico-Piedicastello.

### Frazioni
- Frazioni poste sul monte Bondone: Baselga del Bondone, Cadine, Candriai, Norge, Sardagna, Sopramonte, Vaneze, Vason, Vigolo Baselga;
- Frazioni a nord di Trento: Canova, Gardolo, Ghiaie di Gardolo, Lamar, Roncafort, San Lazzaro di Meano, Spini di Gardolo, Vela;
- Frazioni a sud di Trento: Belvedere di Ravina, Mattarello, Ravina, Romagnano, Valsorda;
- Frazioni poste sul monte Marzola: Celva, Grotta di Villazzano, Mesiano, Oltrecastello, Passo del Cimirlo, Ponte Alto, Povo (Panté, Salé, Sprè), San Rocco, Villazzano;
- Frazioni poste sul monte Calisio (o Argentario): Camparta, Cognola, Cortesano, Gardolo di Mezzo, Gazzadina, Maderno, Martignano, Maso Bolleri, Meano, Moià, Montevaccino, San Donà, San Vito, Tavernaro, Vigo Meano, Villamontagna, Zell.

È da tenere presente che pressoché la metà della popolazione del comune di Trento risiede nelle frazioni.

## Economia
Trento è passata da città industriale a centro terziario con una buona attività industriale nella zona periferica di Trento Nord e una vasta attività agricola (mele, uva) nelle campagne della periferia di Trento Sud. Molto importante è anche il turismo (culturale e escursionistico). Il settore tradizionalmente più ricco e redditizio è in ogni caso il commercio (si veda la zona centrale della città e la zona dei centri commerciali a Trento Nord). Nell'ultimo trentennio è diventato determinante il peso economico dell'ente Provincia e delle sue articolazioni (enti e agenzie varie, numerose società partecipate, contributi generosi alle attività economiche), forte di una massa di risorse assegnatale che ha eguali solo nella consorella Provincia di Bolzano e in Valle d'Aosta. Oltre la metà dei lavoratori del comune di Trento è direttamente o indirettamente (società partecipate) alle dipendenze di enti pubblici. Sono ancora diffuse e rinomate le antiche lavorazioni del legno e del ferro battuto finalizzate alla realizzazione di mobili e arredamenti, oltre a quelle del rame, dell'ottone, del peltro, dell'oro e dell'argento.
Il 14 aprile 2000 nasce la Cassa Rurale di Trento, una banca di Credito Cooperativo risultato dalla fusione tra più istituti bancari preesistenti: la Cassa Rurale di Villazzano e Trento, la Cassa Rurale di Povo e Vigo Cortesano, la Cassa Rurale di Sopramonte e la Cassa Rurale di Aldeno e Cadine.

## Infrastrutture e trasporti

### Strade

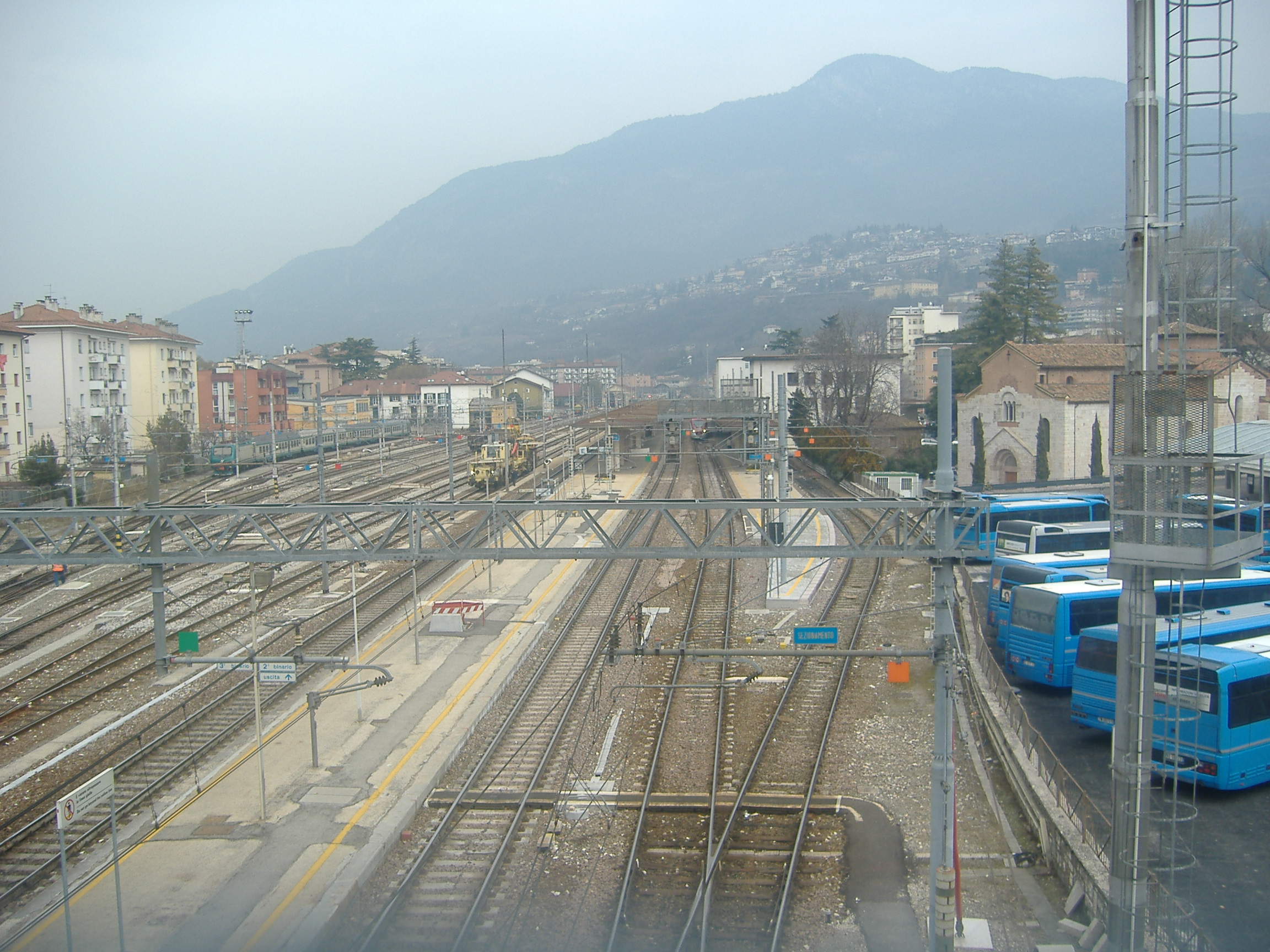
Particolare della stazione di Trento, a destra si può notare uno scorcio della stazione degli autobus e la Chiesa di San Lorenzo.

Trento, adagiata nella valle dell'Adige, è situata sull'asse viario del Brennero (Strada statale 12 dell'Abetone e del Brennero, Autostrada A22); è punto di arrivo dell'asse viario della Valsugana (Strada statale 47 della Valsugana); è punto di partenza dell'asse viario che collega Vicenza-Asiago-Thiene-Piovene Rocchette attraverso l'Altopiano dei Sette Comuni (Strada statale 349 di Val d'Assa e Pedemontana Costo) ed è qui che terminano la Gardesana Occidentale e la SP 90 Destra Adige.

### Ferrovie
Il territorio comunale è servito da un totale di undici stazioni ferroviarie, così distribuite:
- sulla ferrovia del Brennero:
  - stazione di Trento (FS), la principale a servizio della città;
  - stazione di Trento Roncafort, in uso come scalo merci;
- sulla linea della Valsugana:
  - stazione di Trento Santa Chiara;
  - stazione di Trento San Bartolameo;
  - stazione di Villazzano;
  - stazione di Povo-Mesiano;
- sulla ferrovia Trento-Malé-Mezzana (FTM):
  - stazione di Trento FTM, situata in prossimità della stazione di Trento FS;
  - stazione di Trento Nord-Zona commerciale;
  - stazione di Gardolo;
  - stazione di Zona Industriale;
  - stazione di Lamar.

La ferrovia del Brennero, situata parallelamente all'autostrada permette veloci collegamenti verso nord (Bolzano, Austria e Germania) e sud (Verona). Da Trento partono, inoltre, i treni verso Bassano del Grappa (linea ferroviaria della Valsugana, con coincidenza per Venezia e fermate urbane a Santa Chiara, San Bartolameo, Villazzano e Povo-Mesiano) e le vallate del Trentino nord-occidentale (linea ferroviaria Trento-Malé-Mezzana, inaugurata nel 1964 in sostituzione della preesistente tranvia).

### Aeroporti
Trento inoltre possiede un aeroporto situato a 5 km dalla città, presso il sobborgo di Mattarello. L'aeroporto di Trento, intitolato a G. Caproni, è un aeroporto aperto al traffico aereo turistico nazionale e comunitario, accoglie aerei da turismo, alianti ed elicotteri. È presente anche un servizio di trasporto privato di passeggeri, trasporto merci (fino ad un massimo di circa 600 kg) e il trasporto medico sanitario operando da e per tutte le destinazioni europee con un aeromobile Piper Cheyenne III A 720.

### Impianti a fune
A Trento una funivia prodotta dalla Hölzl collega la città con la frazione di Sardagna, situata in posizione montana. La funivia di Sardagna venne costruita negli anni venti e permette un veloce collegamento con il monte Bondone. Il primo viaggio della funivia ebbe luogo il 4 agosto 1925.

### Mobilità urbana

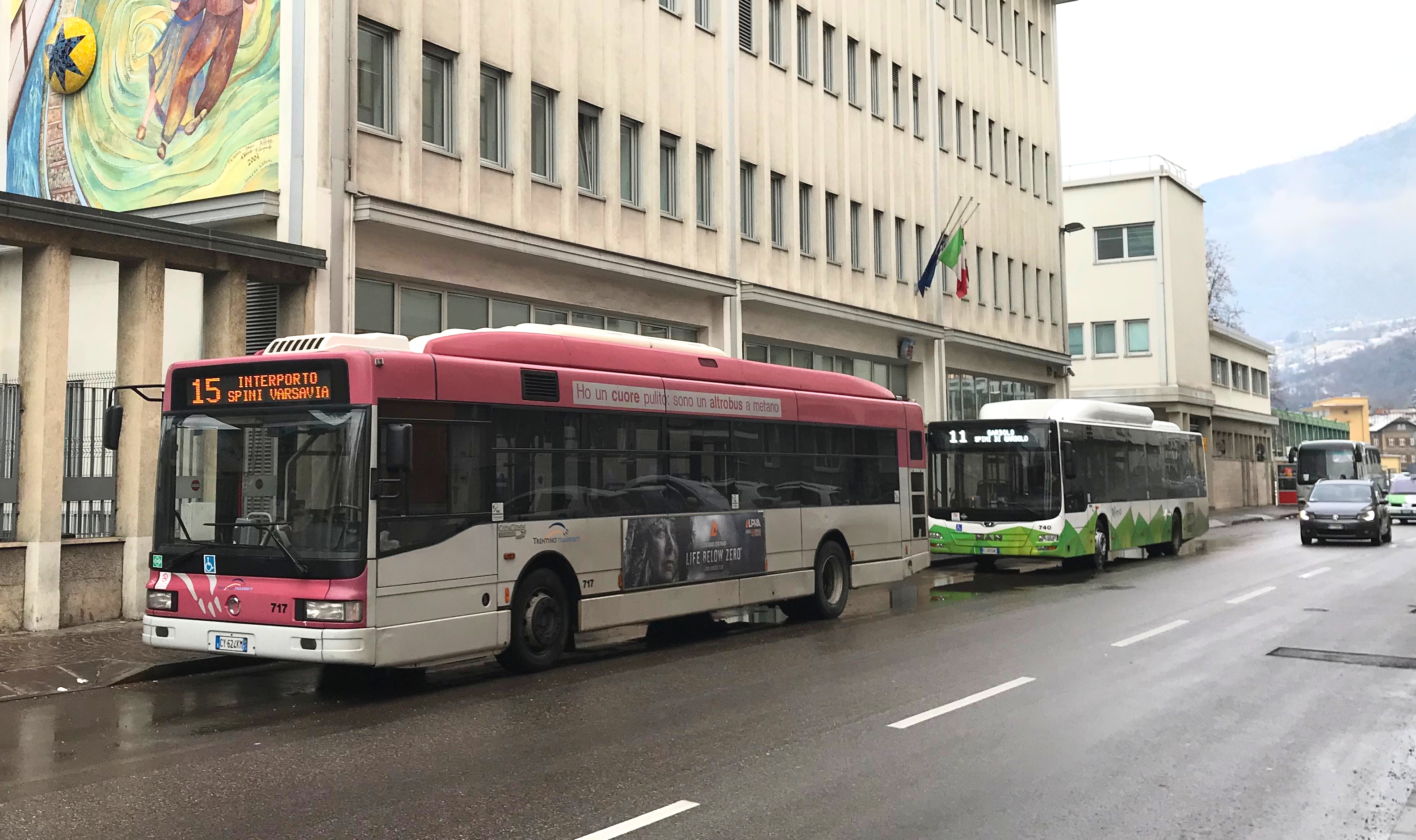
Mezzi urbani di Trentino Trasporti.

I trasporti urbani ed extraurbani sono gestiti dalla società Trentino Trasporti. La rete urbana consta di 23 linee, che collegano la Stazione Centrale a tutti i quartieri e le frazioni del comune, fino a Lavis. Centro del sistema di trasporto pubblico della Provincia, dalla città partono una serie di collegamenti extraurbani verso le vallate trentine (Fassa, Fiemme, Giudicarie, Non, Primiero, Rendena, Sole, Tesino, Valsugana).
Il servizio taxi di Trento è gestito invece dalla "Cooperativa Radiotaxi Trento".

### Interporto
L'interporto di Trento si sviluppa su una superficie di circa 100 ettari e si trova a Trento Nord accanto alla zona industriale di Spini di Gardolo e alla zona commerciale, a breve distanza dal casello Trento Nord dell'autostrada A22, vicino alla strada statale 47 della Valsugana e alla circonvallazione provinciale di Lavis S.P. 235. L'interporto di Trento è dotato di un terminal per il trasporto intermodale con 9 binari per il trasporto ferroviario, in modalità accompagnata (ROLA Autostrada viaggiante) e in modalità non accompagnata (trasporto container).

## Amministrazione

### Gemellaggi
- Distretto Charlottenburg-Wilmersdorf di Berlino, Germania, dal 1966
- Donostia/San Sebastián, Spagna, dal 1987
- Kempten, Baviera, Germania, dal 1987
- Resistencia, Argentina, dal 2002
- Praga, Repubblica Ceca, dal 2002
- Tartuca Contrada della Tartuca, Siena, Italia
- Bardolino, Veneto, Italia, dal 2009
- Huatusco dal 2009
- Chieti, dal 2011 (patto di amicizia)[99]

### Altre informazioni amministrative

#### Politica
A partire dalle prime elezioni democratiche Trento venne retta da governi guidati dalla Democrazia Cristiana. Dopo lo scandalo di Tangentopoli nacque quella che viene definita seconda repubblica. Da questo periodo in poi la città è sempre governata da una coalizione di centro-sinistra.

#### Variazioni
La circoscrizione territoriale ha subito le seguenti modifiche: nel 1926 aggregazione di territori dei soppressi comuni di Cadine, Cognola, Gardolo, Mattarello, Meano, Povo, Ravina, Romagnano, Sardagna, Villazzano e Sopramonte; nel 1968 aggregazione di territori dei soppressi comuni di Baselga di Vezzano e Vigolo Baselga.

## Sport

### Calcio
La principale squadra di calcio della città è l'AC Trento 1921 SSD. Il settore maschile, nella stagione 2023-24, milita in Serie C, mentre quello femminile in Serie B.
Le altre squadre locali sono l'U.S.D. ViPo Trento (nata dalla fusione tra U.S. Villazzano e U.S.Povo Scania nel 2014), che milita nel campionato regionale di Eccellenza, l'U.S. Azzurra San Bartolomeo, affiliata al Vicenza con una compagine maschile iscritta al campionato di Prima Categoria provinciale e una femminile disputante la Serie C, l'A.S.D. Virtus Trento, nata nel 1947, che disputa il campionato di Prima Categoria e oltre al calcio organizza diverse manifestazione sportive, l'A.C.D. Aquila Trento, nata nel 1945, militante nel locale campionato di Promozione e il G.S. Bolghera, storica società polisportiva della città nata nel 1979, che partecipa al campionato di Seconda Categoria provinciale.

### Pallavolo
La Trentino partecipa dal 2000-2001 al campionato di A1, dopo aver acquistato il titolo sportivo dal Porto Ravenna Volley. La squadra ha vinto uno scudetto nella stagione 2007-2008, prima vittoria di un campionato sportivo nazionale da parte di una squadra della città. Successivamente ha vinto altri quattro scudetti nelle stagioni 2010-2011, 2012-2013, 2014-2015 e 2022-2023. Ha conquistato per quattro volte la Champions League nel 2009, 2010, 2011, 2024 e cinque volte la Coppa del Mondo per club.
Esiste anche la squadra femminile che milita nella serie A1, la Trentino Rosa.
Nella realtà trentina si annoverano anche altre associazioni sportive dilettantistiche, la più longeva delle quali è il Gruppo Sportivo Bolghera che opera nell'omonimo quartiere della città dal 1979.

### Pallacanestro
La principale squadra della città è l'Aquila Basket Trento, che nella stagione 2014-2015 disputa per la prima volta il campionato di Serie A, mentre nelle stagioni 2016-2017 e 2017-2018 giunge in finale scudetto, persa rispettivamente contro Venezia e Milano. Nella stagione sportiva 2012-13 ha vinto la Coppa Italia di Legadue.
Dal 2012 al 2017, la città è stata sede, annualmente, della Trentino Basket Cup, un torneo internazionale per nazioni.

### Ciclismo
Giro d'Italia
In totale, la città è stata sede di tappa della "Corsa Rosa" in quaranta occasioni (ventiquattro partenze e sedici arrivi). Pertanto, Trento si colloca al nono posto nella classifica delle sedi di tappa più ricorrenti nella storia della corsa.
Trento è stata negli anni città di arrivo delle seguenti tappe del Giro d'Italia:
| Anno | Tappa  | Partenza           | km    | Vincitore di tappa   | Maglia rosa         |
| ---- | ------ | ------------------ | ----- | -------------------- | ------------------- |
| 1919 | 1ª     | Milano             | 302,8 | Costante Girardengo  | Costante Girardengo |
| 1928 | 1ª     | Milano             | 233,1 | Domenico Piemontesi  | Domenico Piemontesi |
| 1939 | 15ª    | Cortina d'Ampezzo  | 256,2 | Gino Bartali         | Gino Bartali        |
| 1940 | 18ª    | Ortisei            | 186   | Glauco Servadei      | Fausto Coppi        |
| 1946 | 15ª    | Bassano del Grappa | 186   | Aldo Ronconi         | Gino Bartali        |
| 1947 | 16ª    | Pieve di Cadore    | 194   | Fausto Coppi         | Fausto Coppi        |
| 1948 | 17ª    | Cortina d'Ampezzo  | 160   | Fausto Coppi         | Fiorenzo Magni      |
| 1955 | 19ª    | Cortina d'Ampezzo  | 227   | Jean Dotto           | Gastone Nencini     |
| 1958 | 18ª    | Bolzano            | 183   | Gastone Nencini      | Ercole Baldini      |
| 1960 | 19ª    | Belluno            | 110   | Emile Daems          | Jacques Anquetil    |
| 1979 | 17ª    | Pieve di Cadore    | 194   | Francesco Moser      | Giuseppe Saronni    |
| 1989 | 15ª-1ª | Corvara in Badia   | 131   | Jean-Paul van Poppel | Laurent Fignon      |
| 1989 | 15ª-2ª | Trento             | 83,2  | Lech Piasecki        | Laurent Fignon      |

È stata inoltre sede di partenza delle seguenti tappe del Giro d'Italia:
| Anno | Tappa  | Arrivo                  | km    | Vincitore di tappa  | Maglia rosa         |
| ---- | ------ | ----------------------- | ----- | ------------------- | ------------------- |
| 1919 | 2ª     | Trieste                 | 334,3 | Costante Girardengo | Costante Girardengo |
| 1928 | 2ª     | Forlì                   | 312,6 | Alfredo Binda       | Domenico Piemontesi |
| 1939 | 16ª    | Sondrio                 | 166   | Giovanni Valetti    | Giovanni Valetti    |
| 1940 | 19ª    | Verona                  | 149   | Gino Bartali        | Fausto Coppi        |
| 1946 | 16ª-1ª | Verona                  | 90    | Oreste Conte        | Gino Bartali        |
| 1947 | 17ª    | Brescia Sant'Eufemia    | 114   | Adolfo Leoni        | Fausto Coppi        |
| 1948 | 18ª    | Brescia                 | 239   | Elio Bertocchi      | Fiorenzo Magni      |
| 1955 | 20ª    | San Pellegrino Terme    | 216   | Fausto Coppi        | Fiorenzo Magni      |
| 1956 | 22ª    | San Pellegrino Terme    | 191   | Giorgio Albani      | Charly Gaul         |
| 1957 | 19ª    | Levico Terme            | 199   | Charly Gaul         | Gastone Nencini     |
| 1958 | 19ª    | Gardone Riviera         | 176   | Miguel Poblet       | Ercole Baldini      |
| 1960 | 20ª    | Bormio                  | 229   | Charly Gaul         | Jacques Anquetil    |
| 1979 | 18ª    | Barzio                  | 245   | Amilcare Sgalbazzi  | Giuseppe Saronni    |
| 1989 | 16ª    | Santa Caterina Valfurva | -     | annullata           | Laurent Fignon      |

#### Giro d'Italia Women
| Anno | Tappa | Partenza      | km  | Vincitore di tappa                                                                                           | Maglia rosa                                                                                                   |
| 2025 | 3ª    | Vezza d'Oglio | 122 | [[File:Template:Naz/paesi bassi\|class=noviewer\|Template:Naz/paesi bassi (bandiera)\|20x16px]]Lorena Wiebes | [[File:Template:Naz/regno unito\|class=noviewer\|Template:Naz/regno unito (bandiera)\|20x16px]]Anna Henderson |

Giro della Bolghera
A Trento si svolge una gara dilettantistica chiamata Giro della Bolghera, vinta in anni recenti da giovani corridori diventati in seguito professionisti quali Marco Marcato, Oscar Gatto, Sonny Colbrelli e Matteo Trentin. Nel 2016 si è disputata l'edizione numero 106.

### Automobilismo
Ogni anno si svolge la “Trento-Bondone” la cronoscalata più lunga nel calendario mondiale delle gare in salita, con partenza da Trento (308 m) e arrivo a Vason del Monte Bondone (1 650 m). Il percorso si snoda lungo i 40 tornanti e misura 17,3 km con una pendenza media dell'8,88%. La gara è valida per il Campionato Italiano Velocità in Montagna e per il Campionato Europeo della Montagna.

### Corsa d'orientamento
A Trento ha sede la Federazione Italiana Sport Orientamento in Piazza Silvio Pellico, 6.
Inoltre a Trento in data 07/07/2014 e con partenza e arrivo in Piazza Duomo si è disputata la prima Mixed Sprint Relay durante l'edizione del World Orienteering Championships 2014, nuova formula che va ad aggiungersi alle prove Sprint, Middle, Long e Relay.

### Altri sport
Numerose sono le società sportive dilettantistiche di atletica leggera della città di Trento. La più conosciuta è l'Atletica Trento Cmb, organizzatrice del "Meeting Città di Trento", che si svolge presso il "Campo Coni".
La "Buonconsiglio nuoto-tuffi" è la società sportiva di Francesca Dallapé, tuffatrice che in coppia a Tania Cagnotto ha vinto molti premi, come un argento ai mondiali di Roma 2009 e tre ori agli europei di tuffi.
L'hockey su ghiaccio è rappresentato dall'Hockey Club Trento.
Dal 2016 esiste persino una squadra dilettantistica di Quidditch Babbano, l'Aquilae Tridentum Quidditch

### Impianti sportivi
I principali impianti sportivi di Trento sono:
- Stadio Briamasco - calcio, baseball
- PalaTrento - volley, pallacanestro
- Campo Coni di Trento, campo adibito esclusivamente all'atletica leggera
- Stadio del Ghiaccio di Trento - nei pressi del PalaTrento
- Centro Sportivo G. Manazzon (Piscine Fogazzaro)
- Centro Sportivo Trento Nord - calcetto, basket, nuoto
- PalaSanbapolis - Centro polifunzionale sportivo (palestra d'arrampicata, campo basket coperto)

## Sicurezza
Al 2023, la città conta più di 600 telecamere di videosorveglianza, alcune delle quali dotate di microfoni, integrate con l'intelligenza artificiale e sistemi anonimi di analisi dei social network.